# Steinbruch Schevenhütte

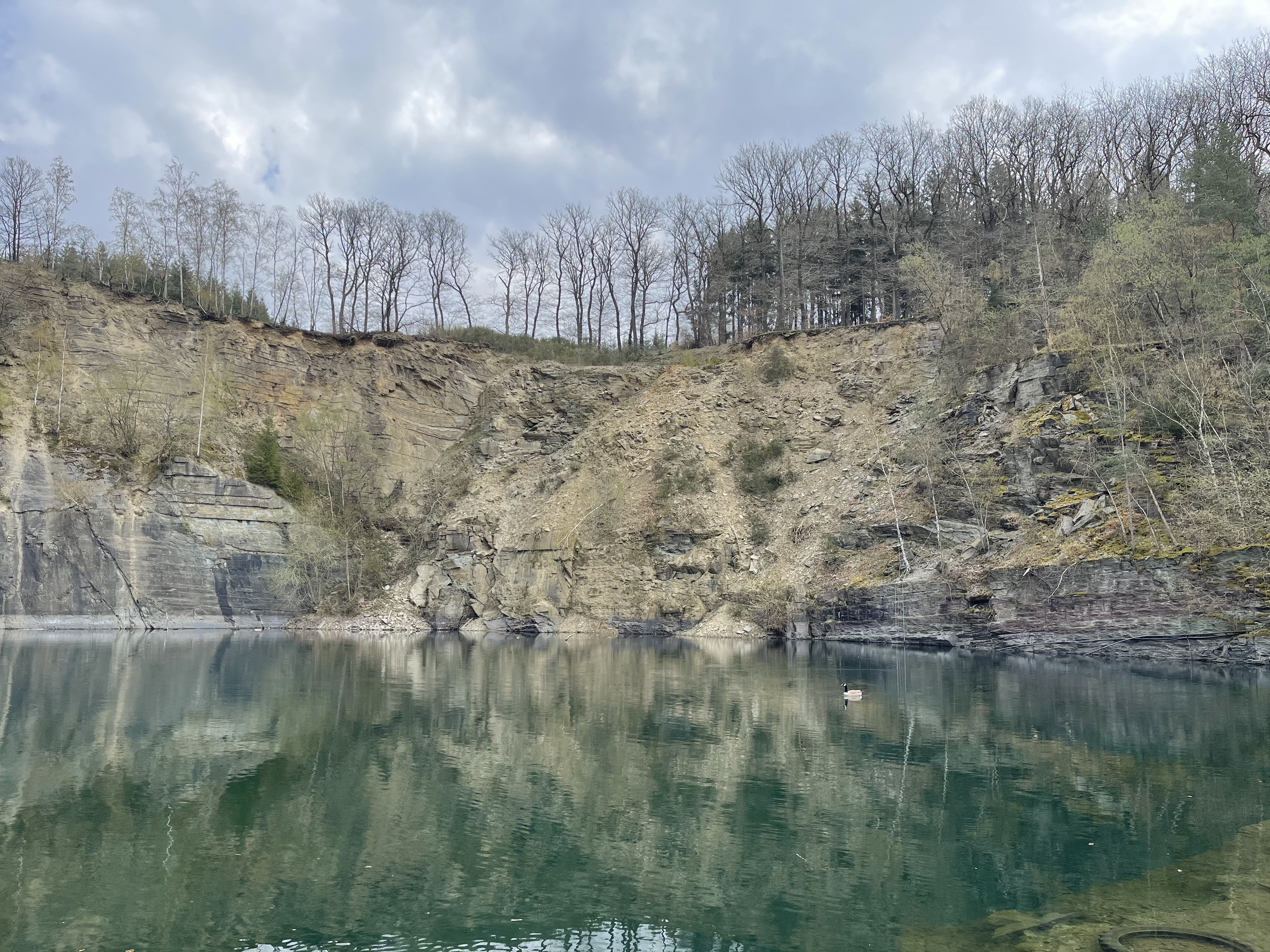
Steinbruch Schevenhütte (April 2021)

Der Steinbruch Schevenhütte ist ein ehemaliger Schiefersteinbruch in Stolberg-Schevenhütte. In diesem wurde vermutlich seit dem Mittelalter bis in das Jahr 2008 einzigartiger Schevenhütter Naturstein gebrochen. Im 20. Jahrhundert bis zur Stilllegung trug der Betrieb den Namen „Steinbruch Kaspar Müller I“. Er liegt am nördlichen Rand der Eifel am südlichen Ortsausgang von Schevenhütte. Geologisch ist er damit Teil des äußersten Ausläufers des Venn-Sattels und schließt dort sehr altes Gestein aus dem tiefsten Ordovizium auf. Als Besonderheit fallen die sogenannten „Schevenhütter Schichten“ im Steinbruchgelände sehr flach ein und waren damit abbauwürdig. Gefördert wurde „Schevenhütter Naturstein“ vornehmlich in zwei Varianten, einer grünlichen und einer roten Variante. Grundsätzlich wurde das Gestein aus der mittleren und oberen Wehebachschicht grob vor Ort verarbeitet und verkauft. Der „Schevenhütter Schiefer“ wurde überregional vielfältig verwendet, unter anderem als Zier- und Grobbaumaterial aber auch als Gehplatten und als Grabsteine.
Nach der Stilllegung im Jahre 2008, wurde bis in die Mitte des Jahres 2012 noch auf Lager befindliche Platten abverkauft. Nach dieser Zeit wurde das Gelände sich selbst überlassen. Der Hau wurde weder renaturiert, noch zurückgebaut oder die Hangstabilität hergestellt. Mit dem Ende der Sümpfung im Abbaukessel entstand über die Zeit ein endorheischer kleiner See und die offene Abbauflanke im Osten leidet stark unter dem fehlende Stützgestein, wodurch es immer wieder zu Felsabbrüche, Hangrutschungen und Massenbewegungen kommt.
Heute ist der Steinbruch aufgrund seiner herausragenden Rolle als Lehr- und Forschungsobjekt eingetragenes Bodendenkmal der Kupferstadt Stolberg. Das Werksgelände ist im Besitz der Laufenburg GmbH und darf aufgrund der akuten Lebensgefahr durch die Felsabbrüche nicht betreten werden. Das Gelände ist eingezäunt.

## Geologische Einordnung
Schevenhütte liegt im Grenzbereich der Ardennen und der Nordeifel im Tal des Wehebachs, eines etwa 42 km langen Baches, welcher in die nördlich anschließende Indemulde entwässert. Schevenhütte liegt genau am Nordostende des markanten Vennsattels des Ardennen-Antiklinoriums, eines der beiden Großsättel. Im Großsattel von Stavelot-Venn steht altes Gestein an. Als älteste Schichten werden die Deville-Schichten des Unterkambriums aufgeschlossen, gefolgt von Revin-Schichten des Mittel- und Oberkambriums und anschließend von „Salm“-Gesteinen aus dem untersten Ordovizium.
Die geförderten Schiefersteine stammen aus dem „Salm 2“ (Sm2), den heutigen mittleren und oberen Wehebachschichten. Damit ist der ehemalige Steinbruch heute der Ort mit den ältesten abgebauten Gesteinsschichten in NRW. Das Alter liegt bei 490 Mio. Jahren, wobei die Bestimmung durch das Fossil der Graptolithenart „Dictyonema flabelliforme“ relativ genau bestimmt werden kann.
Innerhalb der Schichten des Sm2 findet sich der abgebaute Siltsteine in zwei verschiedenen vorherrschenden Formen, die sich vornehmlich durch den Sandsteingehalt unterscheiden. Die grünlichere Variante wird auch als Bänderschiefer bezeichnet und ist durch feinsand- und schluffgestreifte Tonsteine dominiert, in denen teilweise Sandsteinbänke zu finden sind. Daneben steht eine rötlichere, mehr tonige Variante ohne Sandsteine an.

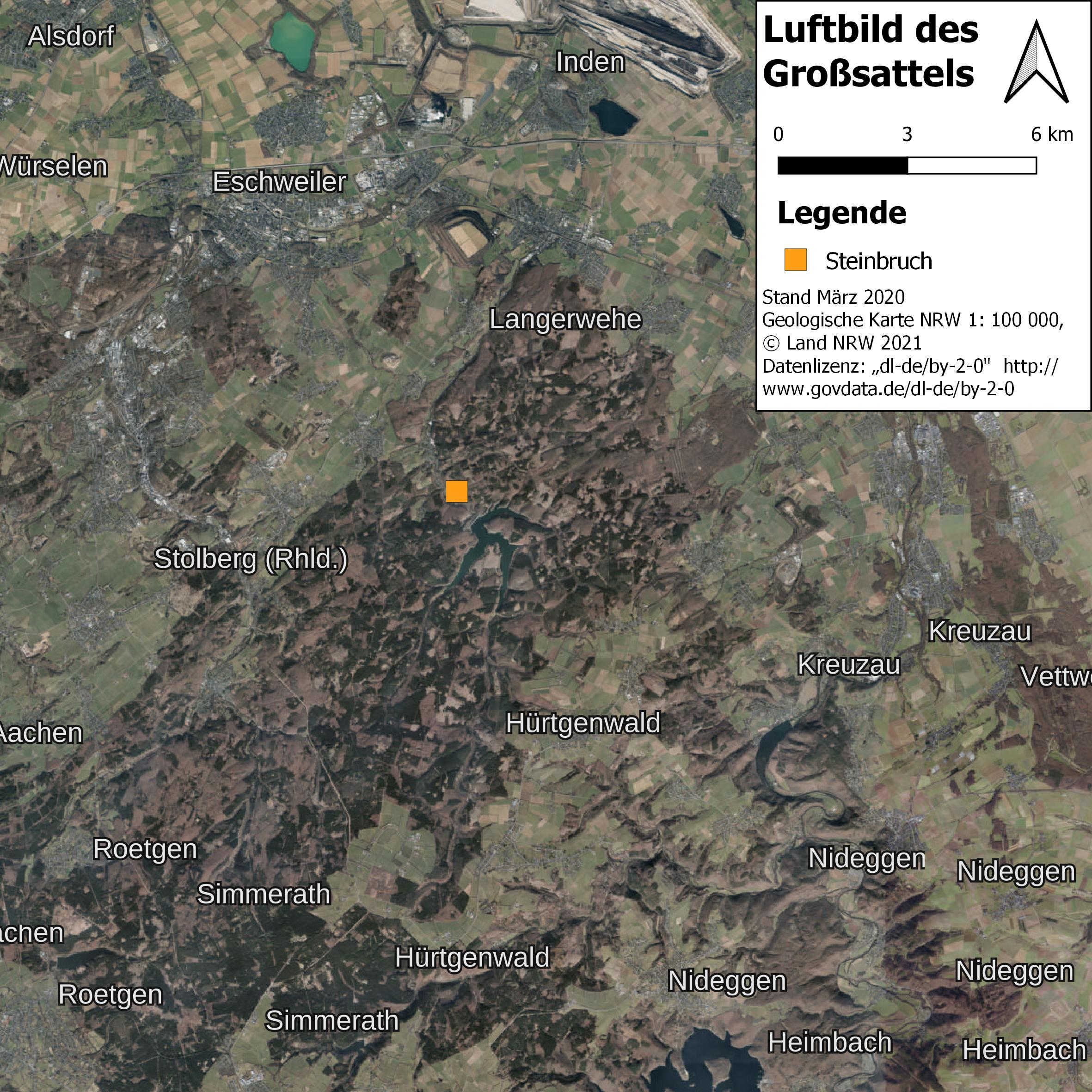
Luftbild des Sattels von Stavelot. Deutlich an der Bewaldung zu erkennen.

Die tonige Variante nimmt nach oben hin zu und damit wird auch die Rotfärbung stärker. Diese Schichten des oberen Salms treten noch einmal südlicher an Quellgebiet des Thönbachs (einem Zufluss der Wehebachtalsperre) auf. Damit beschränkt sich das Vorkommen in dieser Form auf die Synklinorien der Wehe und des Thönbachs. Die Rotfärbung des Gesteins ist nicht gänzlich geklärt, auch wenn vieles auf eine stärkere Hämatit- und Manganoxidgehalt hindeutet, da die Lösung aus der überlagernden bunten Gedinne-Schicht heute nicht mehr als wahrscheinlich gilt.
Die Schichten wurden bereits in der kalendonischen Gebirgsbildung im Silur verformt und anschließend, deutlich sichtbar durch tektonische Strukturen, noch einmal während der variszischen Gebirgsbildung im Karbon. Die Tektonischen Verformungen sind besonders gut entlang der Steilkante der L25 in Schevenhütte, etwa 300 m lang nördlich des Steinbruchs zu erkennen. Auch dieser Gesteinszug ist ein eingetragenes Bodendenkmal. Vornehmlich sind dort nordvergente Falten und Aufschiebungen, die nach Süden einfallen zu finden. Die Faltenachsen verlaufen von West nach Ost, das geschieferte Gestein der Wehebachschichten fällt dort nach Süd ein. Der nur etwa 30 Meter höher gelegene Steinbruch ist deutlich weniger verfaltet. Die hier vorzufindenden Schichten aus Siltstein und Bänderschiefer zeigen hier schwache Verbiegungen ihrer Schichtflächen im Gegensatz zu den Schiefer-Sandstein-Folgen an der Straße.
Entlang des Osthanges des Wehetals streicht das anstehende Gestein regelmäßig aus. Die Bodenbildung ist bedingt der Lage nicht sehr stark und die Bedeckung geringmächtig. Oberhalb der Abbruchkante des Steinbruchs beträgt die Bodenmächtigkeit höchstens 30 cm.

## Betrieb des Steinbruchs

### Historische Entwicklung der engeren Region
Das Gebiet der Wehe wird spätestens zu Römerzeiten, vermutlich sogar früher, besiedelt und bergmännisch genutzt. Bereits 1122 wird das Kloster Wenau gegründet. Der Name zeigt die damals schon verwendete Bezeichnung für die Wehe. Im Bereich der Roten und Weißen Wehe südlich von Schevenhütte wurde vermutlich schon in vorrömischer, aber mit Sicherheit zur römischen Zeit, Eisen gewonnen. Durch Schevenhütte lief zudem eine alte Römerstraße von Kornelimünster kommend, durchs Wehetal zum heute noch vorhandenen Rennweg Richtung Düren hoch. Mit dem Ende der Römerzeit ruht auch die Eisenverarbeitung. Diese flammt erneut stark durch die Kupfermeister auf, welche an der Wehe reihenweise ansiedelten. In dieser Zeit ist auch die Köhlerei sehr stark und die Hänge des Wehetales nahezu gänzlich gerodet. In Schevenhütte waren die Bedingungen durch die Wasserkraft des Wehebachs, die Wälder der Eifel und dem Erz- und Steinvorkommen sehr gut. Die Industrie kam erst Mitte des 19. Jahrhunderts zum Erliegen. Der Abbau des Ziersteines aus dem Steinbruch Schevenhütte sollte danach erst im großen Rahmen beginnen, jedoch finden sich am Osthang des Wehetales heute noch viele kleinere Stellen, in denen schon im Mittelalter Gesteinsabbau betrieben wurde.

### Geschichte des Abbaus

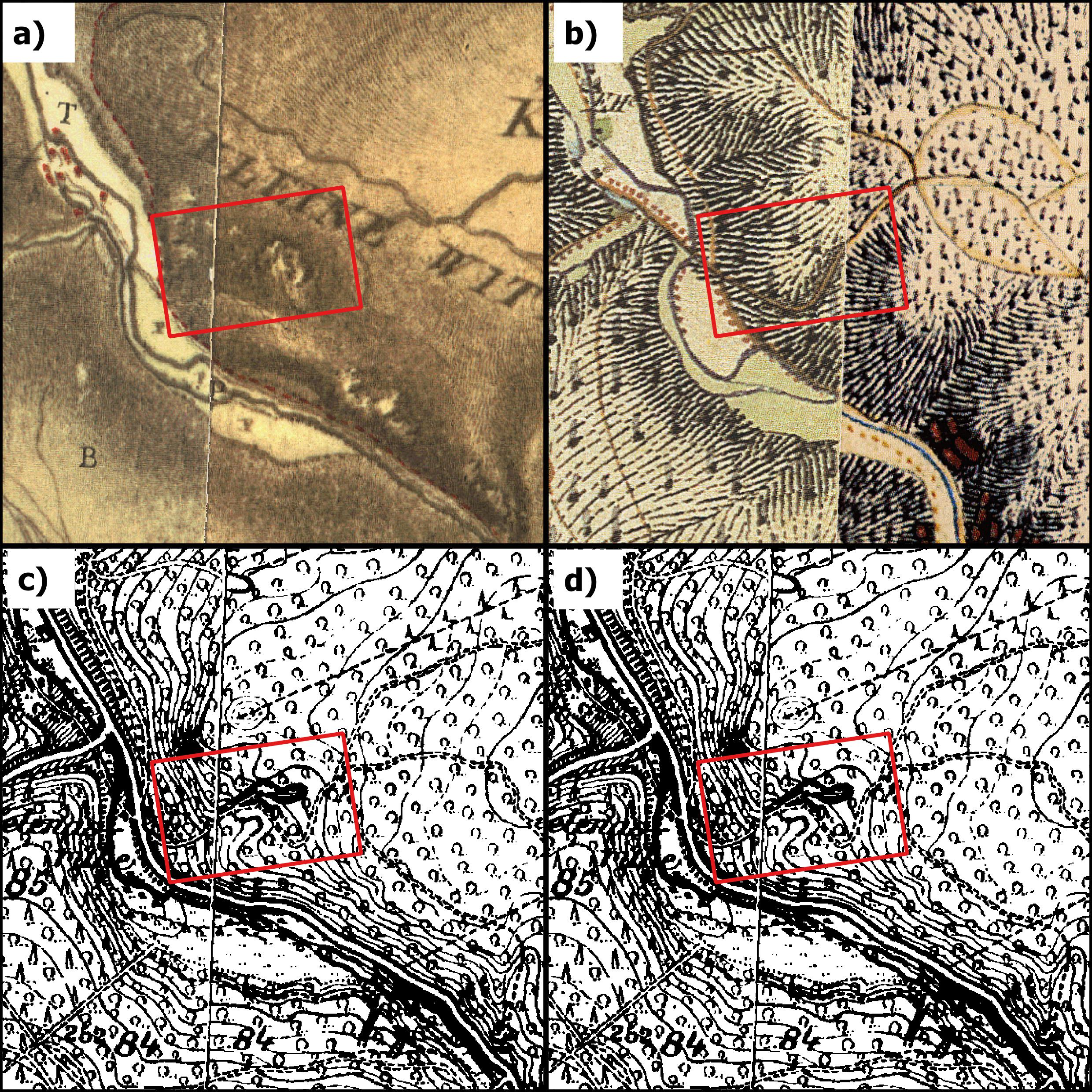
a = Tranchotkarte, b = Pr. Uraufnahme, c = Pr. Neuaufnahme, d = TK25 (1936–1945). Alle Karten sind genordet, Maßstab stets 1:10.000

Bereits auf der „Tranchotkarte“, der Aufnahme der Rheinlande durch die Franzosen um 1805 herum, ist ein Steinbruchbetrieb an der heutigen Stelle erkennbar. Die Beschriftung, welche auf der Karte zu erkennen ist, ist definitiv falsch, da der Wittberg deutlich weiter nördlich liegt, die sonstigen Lokationen stimmen allerdings. Auf der Preußischen Uraufnahme ist der Steinbruch nicht zu sehen, allerdings ist diese auch qualitativ etwas weniger gelungen. Auf der Preußischen Neuaufnahme und der TK25 von 1936–1945 ist der Steinbruchbetrieb schon deutlich zu erkennen.
Die Pacht- und Nutzungsverhältnisse in der über 200 Jahre dauernden Periode sind nicht lückenlos geklärt. Als sicher gilt die Verwendung der Abbaustelle zur Beschaffung des Baumaterials für das ab 1852 errichtete Forsthaus (heute Nideggenerstraße 99) bei Helenasruh. Bis zum Ende des 19. Jahrhunderts bestand der Bruch aus zwei kleineren Brüchen. Mit dem Bau der Pfarrkirche St. Josef in Schevenhütte um 1890 wurde so viel Material gebrochen, dass der trennende Gesteinsriegel verschwand und das Gelände als einzelner Bruch betrieben werden konnte. Aus dem Jahr 1894 ist die Förderung großer Steinplatten durch einen heimischen Steinmetz durch den Pfarrer Schevenhüttes belegt; um die Jahrhundertwende betrieb ein neuer Pächter den Hau mit jeweils zwei Knechten und zwei Pferden. Die geförderten Platten wurden bis nach Aachen Rothe Erde nachweislich geliefert. 1911 kaufte der Stolberger Unternehmer Hans Prym den umliegenden Wald und damit auch das Eigentum des Steinbruchs. Bis zum Ersten Weltkrieg wurden weiter Platten für Gehwege und ähnliches in das Aachener Umland exportiert. Nach dem Krieg ruhte der Steinbruch bis etwa 1935 als durch die Familie Prym ein neuer Pächter gefunden wurde. Dieser beschäftigte bis zu 15 Arbeiter. Der Abraum des Steinbruchs wurde im Rahmen des Westwallbaus durch Pioniere als Unterbau für die Straße nach Düren eingesetzt. Durch Arbeitsmangel kam der Abbau um das Jahr 1940 erneut zum Erliegen.
Auch der Verlauf und die Besitzverhältnisse nach dem Zweiten Weltkrieg sind nicht eindeutig. Vermutlich übernahm Kaspar Müller um die 1950er Jahre den Steinbruchbetrieb. Zu Beginn der 1980er Jahre kaufte er das Steinbruchgelände schließlich von der Laufenburg GmbH. In den 1960er waren bis zu 60 Mitarbeiter beschäftigt und es wurden 600–900 t Material pro Monat gebrochen; in den 1950er Jahren waren es noch nur etwa 30 Mitarbeiter und 400–450 t. Der Abbau wurde immer weiter motorisiert und auch die Ansprüche an die Produkte wechselten mehrmals mit den Jahren (s. u.), doch am 30. Juni 2008 endete der aktive Betrieb im Steinbruch Kaspar Müller I. Der Lagervorrat an Steinplatten wurde noch bis zum August 2011 weitergeführt.
Das Gelände ist nicht sauber hinterlassen worden: weder gab es Renaturierungsmaßnahmen, noch wurden die Betriebsgebäude entfernt. Die Abbaustrossen blieben exakt so, wie sie gegen Ende genutzt wurden und die Sümpfungsmaßnahmen im etwa 10 m tiefer liegenden Kessel wurden eingestellt. Seit dieser Zeit ist ein See dort entstanden, welcher schon mehrmals drohte überzulaufen. Aufgrund fehlender Hangsicherungsmaßnahmen entstehen Risse in der Ostwand und immer wieder brechen Gesteinsmassive ins Wasser. Das Gelände ist heute oft Ort für Vandalismus und die eigentlich reiche Naturwelt wird durch ständige Störungen immer weiter zurückgedrängt.

#### Bestrebungen um andere Steinbruchbetriebe
In den 1950er Jahren wurde eine neue Abbaustelle Steinbruch Kaspar Müller II erschlossen, um eine größere Unabhängigkeit vom Pachtverhältnis des Muttersteinbruchs zu erlangen. Aufgrund schlechter Gesteinseigenschaften kam es nie zur wirtschaftlichen Förderung und der Abbau ruhte wenige Jahre später wieder. Durch die Wehebachtalsperre liegt der Bereich am ehemaligen Zusammenfluss der Roten- und Weißen Wehe heute im Überflutungsbereich.
Ein weiterer Versuch der Erweiterung ereignete sich etwa zeitgleich in der Nähe der heutigen Wasseraufbereitung der Wehebachtalsperre in Form des Steinbruch Schwontzen. Auch hier führte sowohl die Unwirtschaftlichkeit als auch die unzureichende Gesteinsqualität zur raschen Aufgabe.

### Förderung

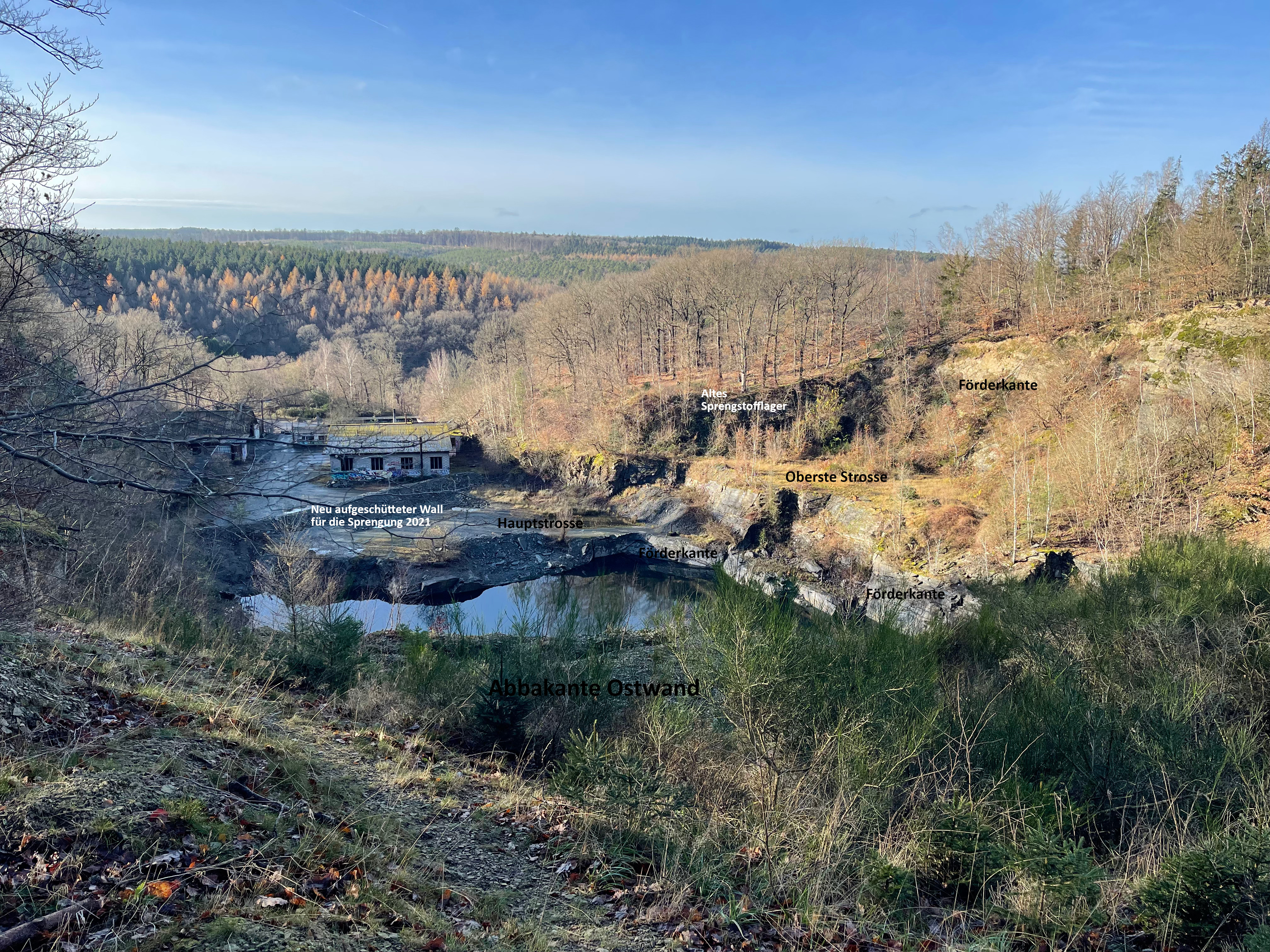
Blick von Norden. Auf dem Bild markiert sind erkennbare Förderkanten und das nördliche Sprengstofflager

Hauptsächlich wurde an der Nord-Süd-Achse des Bruchs abgebaut. Dadurch ist die heute so prägnante Ostseite mit den einzelnen Schichten aufgeschlossen worden. Begonnen wurde an der Südseite und im Strossenbauverfahren etwa 100 m weit an der Gesteinsoberkante abgebaut und an der unteren Sohle nur etwa 47 m. An der Nord- und bedingt auch an der Westseite sind die einzelnen Strossen noch erkennbar.
Durch die nahezu horizontale Lagerung der Schichten ließen sich große Blöcke aus dem Gestein fördern. Dafür wurden bis zu 8 m tiefe Bohrlöcher vorgetrieben und anschließend durch „Schießen“ (Sprengungen) aus dem umgebenden Verband gelöst. Die Explosionen waren im Dorf deutlich zu spüren.
Auf Luftbilder aus den Jahren vor 2006 sind fünf von Ost nach West verlaufende Strossen deutlich zu erkennen, welche eine Höhendifferenz von jeweils 2–3 Metern haben (geschätzt). Diese sind über eine Rampe am Südrand des Abbaugebietes verbunden. Im Norden des Hauptabbaugebietes gibt es eine kleinere Zwischenstrosse, etwa auf Höhe des Werksplatzes, an welcher kaum gefördert wurde. Die Grenze der obersten Strosse ist heute das Maximum des Restsees.

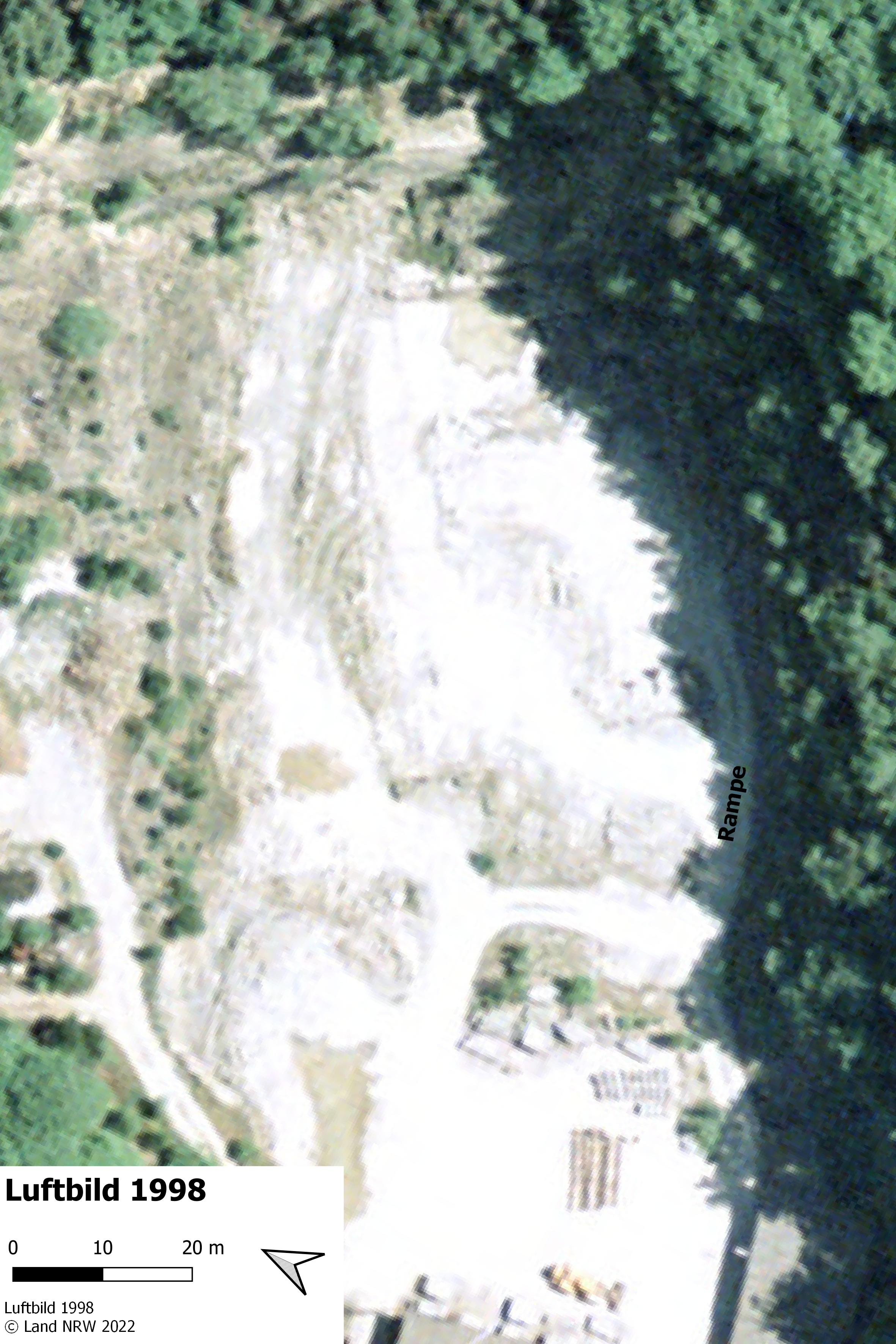
Steinbruch Schevenhütte Luftbild 1998
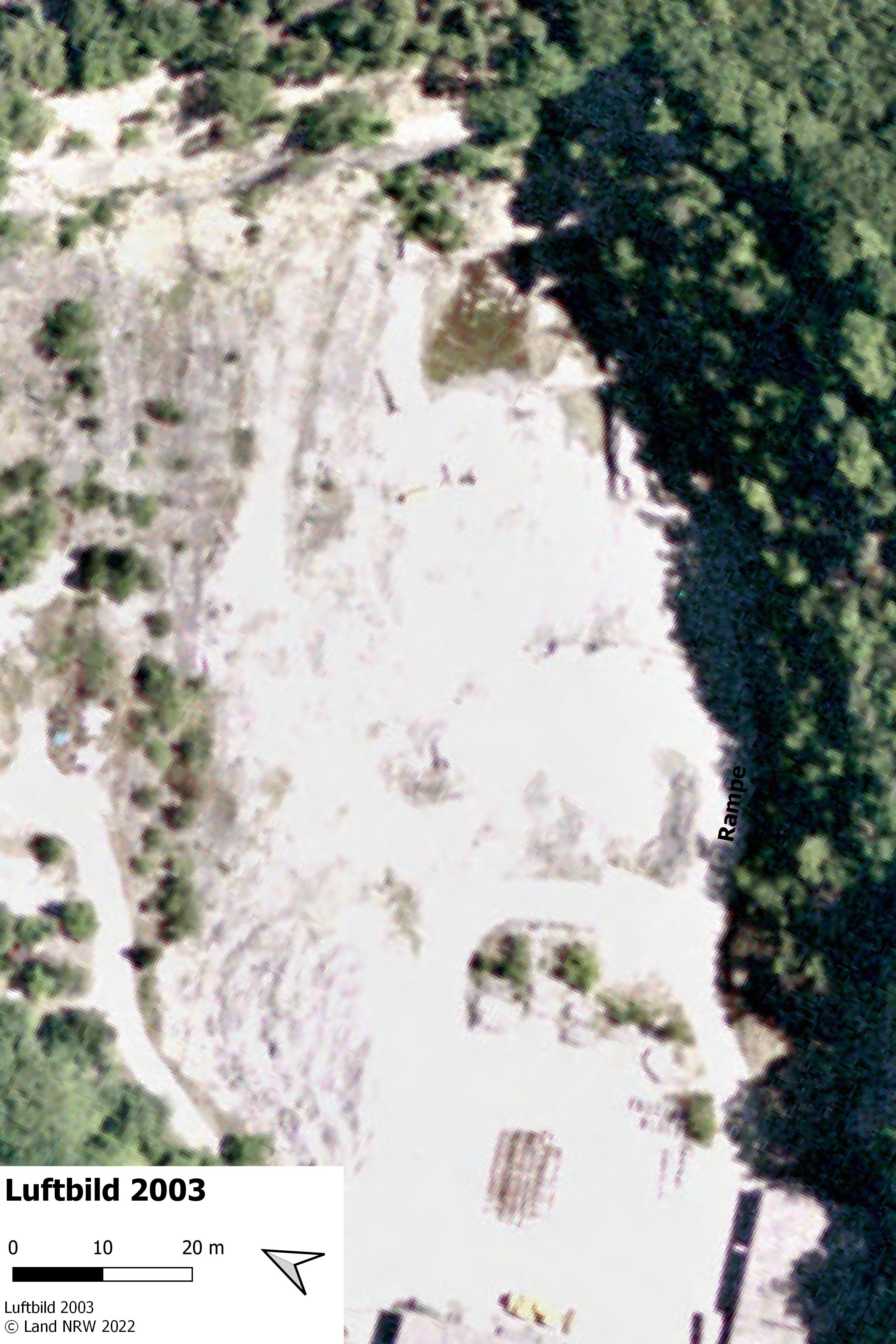
Steinbruch Schevenhütte Luftbild 2003
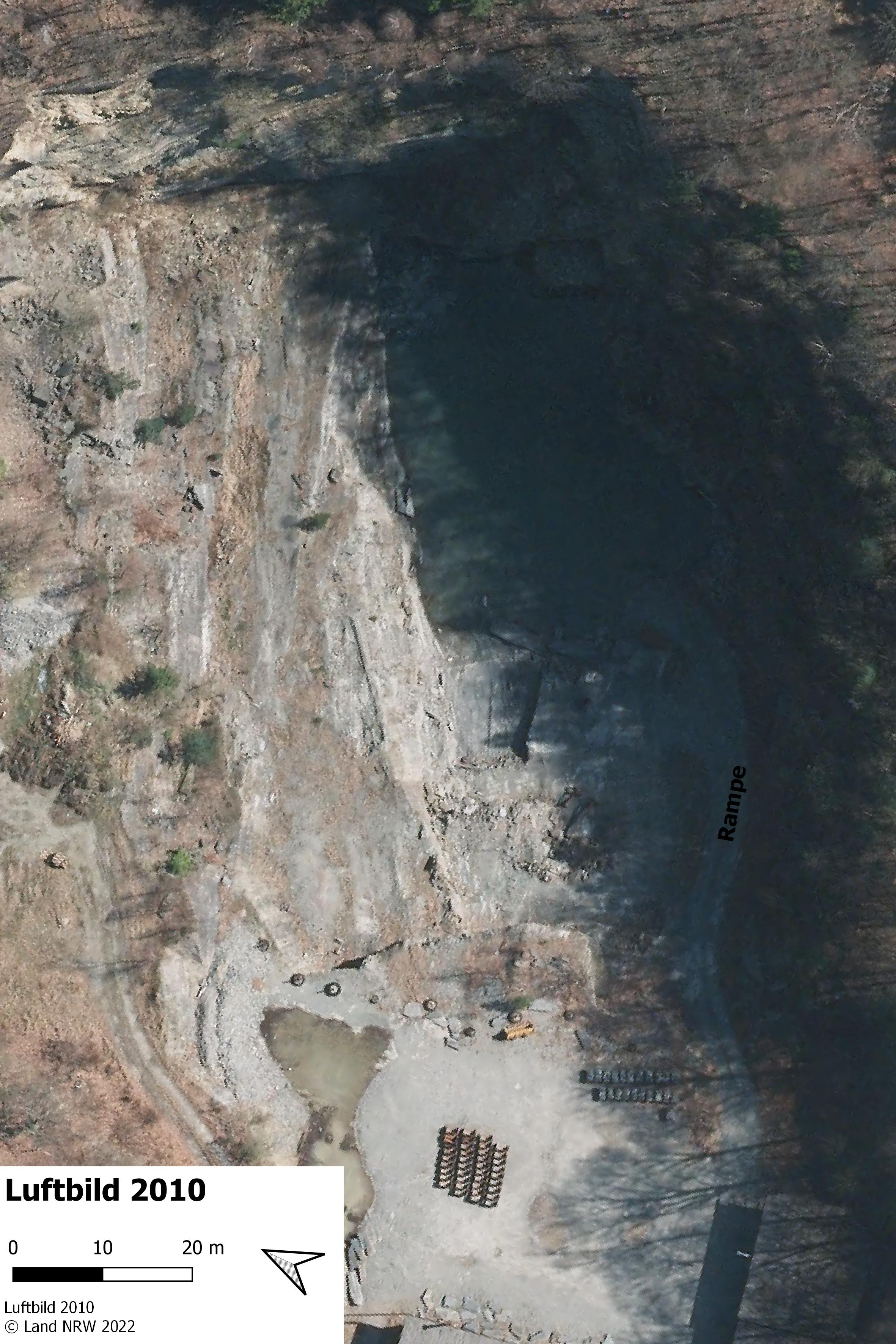
Steinbruch Schevenhütte Luftbild 2010

### Geförderte Gesteine

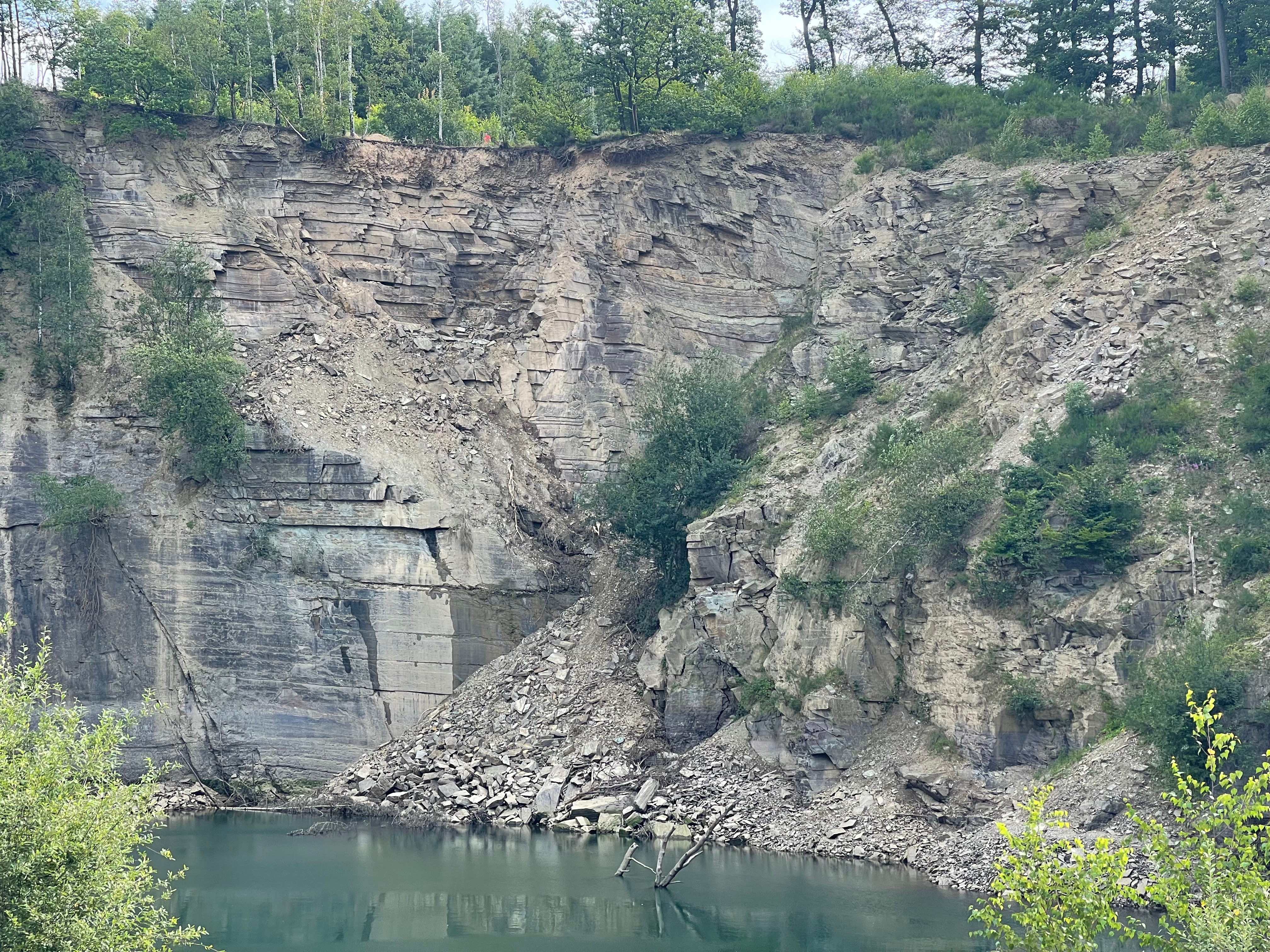
Süd- (rechts) und Ostwand (Mitte) im April 2020
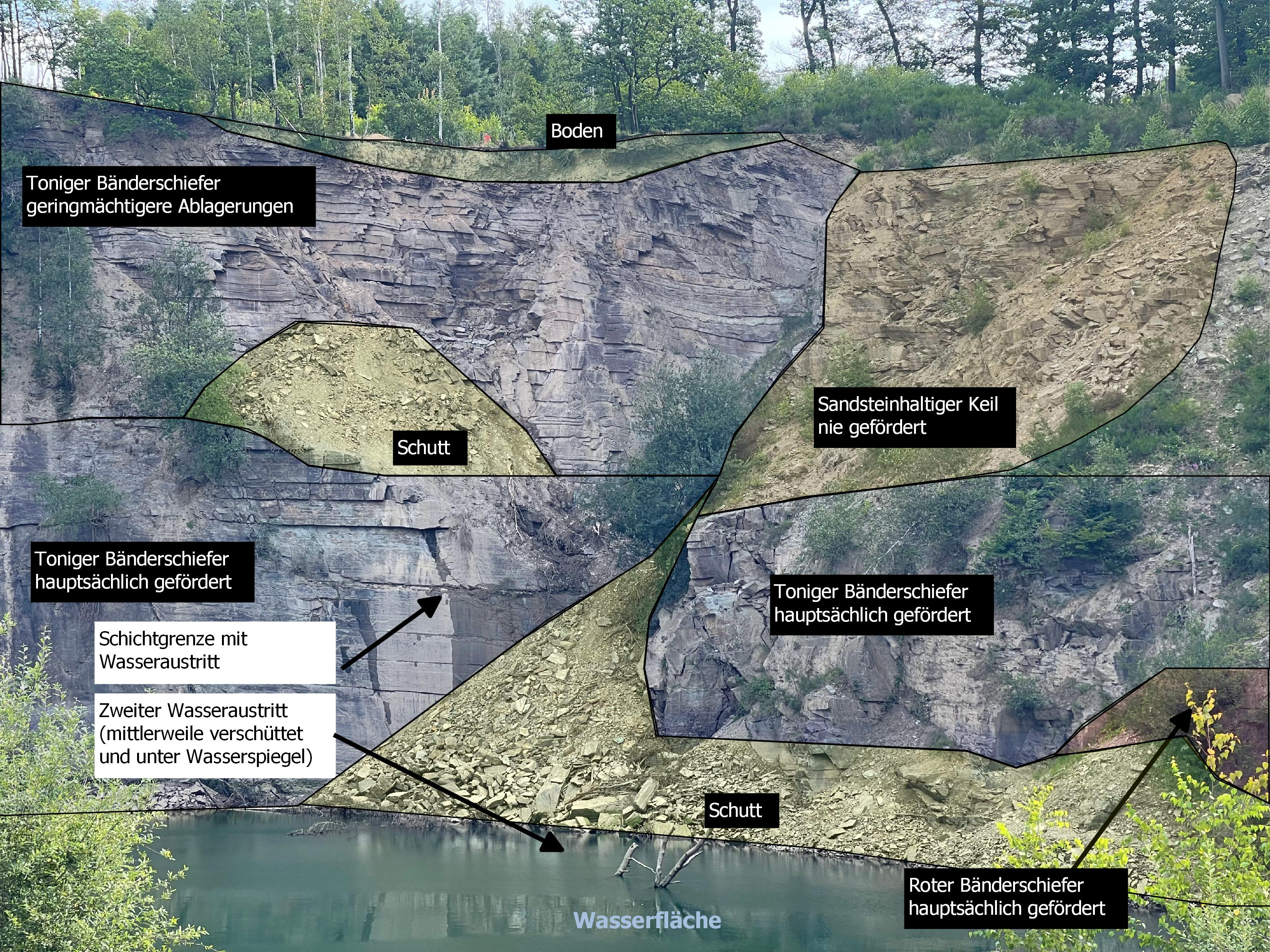
Das gleiche Bild mit markierten Gesteinspaketen.

Vornehmlich wurden zwei Varianten des Ziersteins abgebaut und verarbeitet. Auch wenn die lithologische Beschreibung und Benennung nicht ganz sauber ist, werden die üblich verwendeten Namen angegeben. Der grau-grüne flaserige Siltstein wird im Volksmund Tonschiefer; der rot-violette als Bänderschiefer bezeichnet.
Die vorherrschende Variante des aufgeschlossenen Siltsteins ist der grau-grün bis bläuliche tongebänderte Siltstein. Diese Gesteine gehören zu den ältesten in Nordrhein-Westfalen gewonnenen Natursteinen und wurden früher ins Salm 2 gestellt, wobei diese aufgrund eines Fundes des Graptolithen Dictyonema flabelliforme eher dem unteren Salm zuzuordnen sind. In verschiedener Literatur werden diese Schichten auch als Wehebachschichten beschrieben. Die Lagen im Steinbruch sind relativ wenig verfaltet, was den Abbau erst wirtschaftlich machte.
In der markanten Ostwand sind die Tonschiefer und die Bänderschiefer-Variante erkennbar mit vereinzelt vorkommenden gebankten Sandsteinen. Diese Sandsteinbänke können als Turbidite klassifiziert werden, da sie teilweise Rippelschichtungen und convolute bedding-Strukturen führen. Sie weisen einen hohen Karbonatgehalt auf, wodurch bei der Verwitterung die dunkelbraune Verfärbung erzeugt wird.

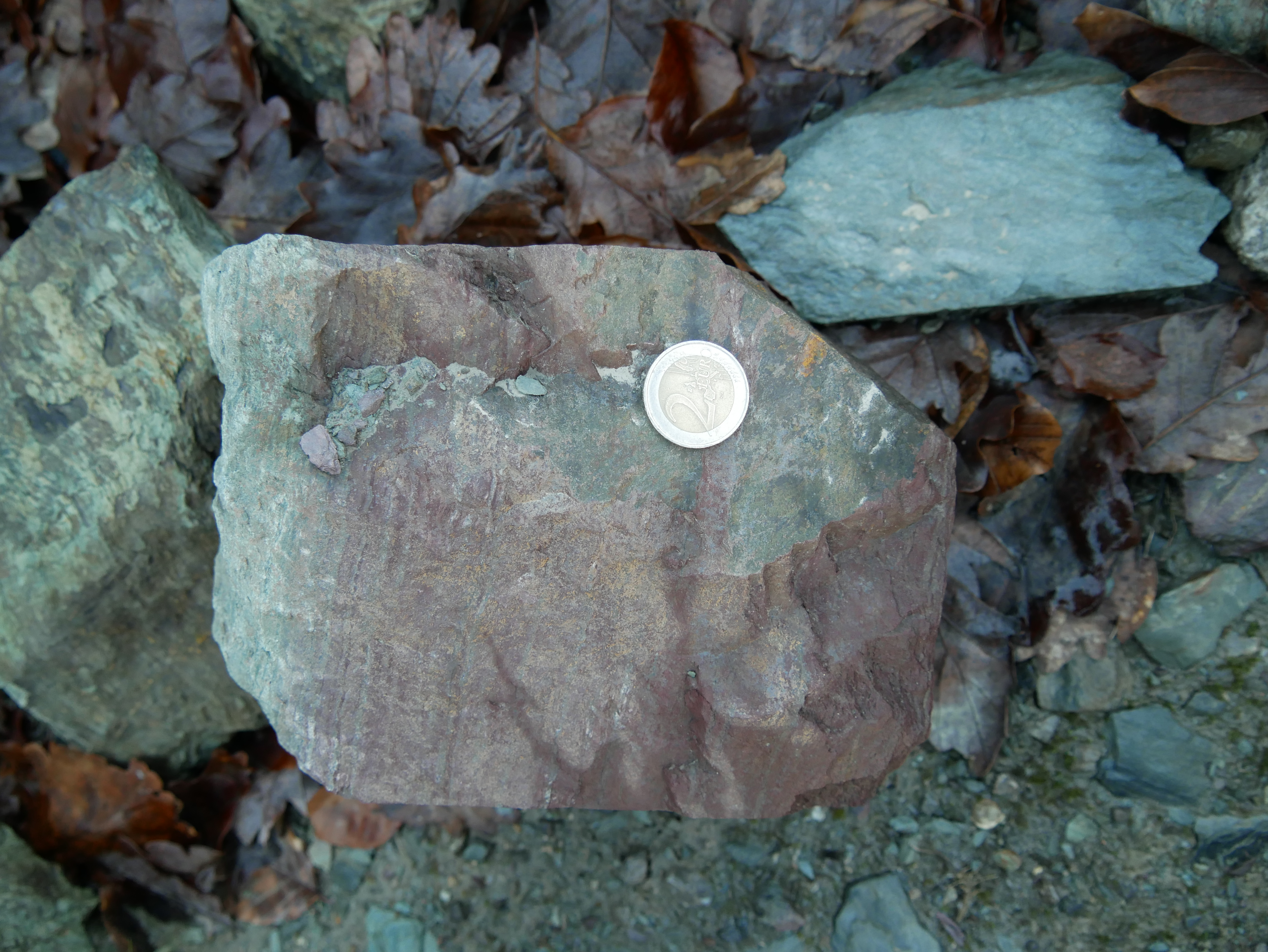
Mischhandstück zwischen Bänder- und Tonschiefer.
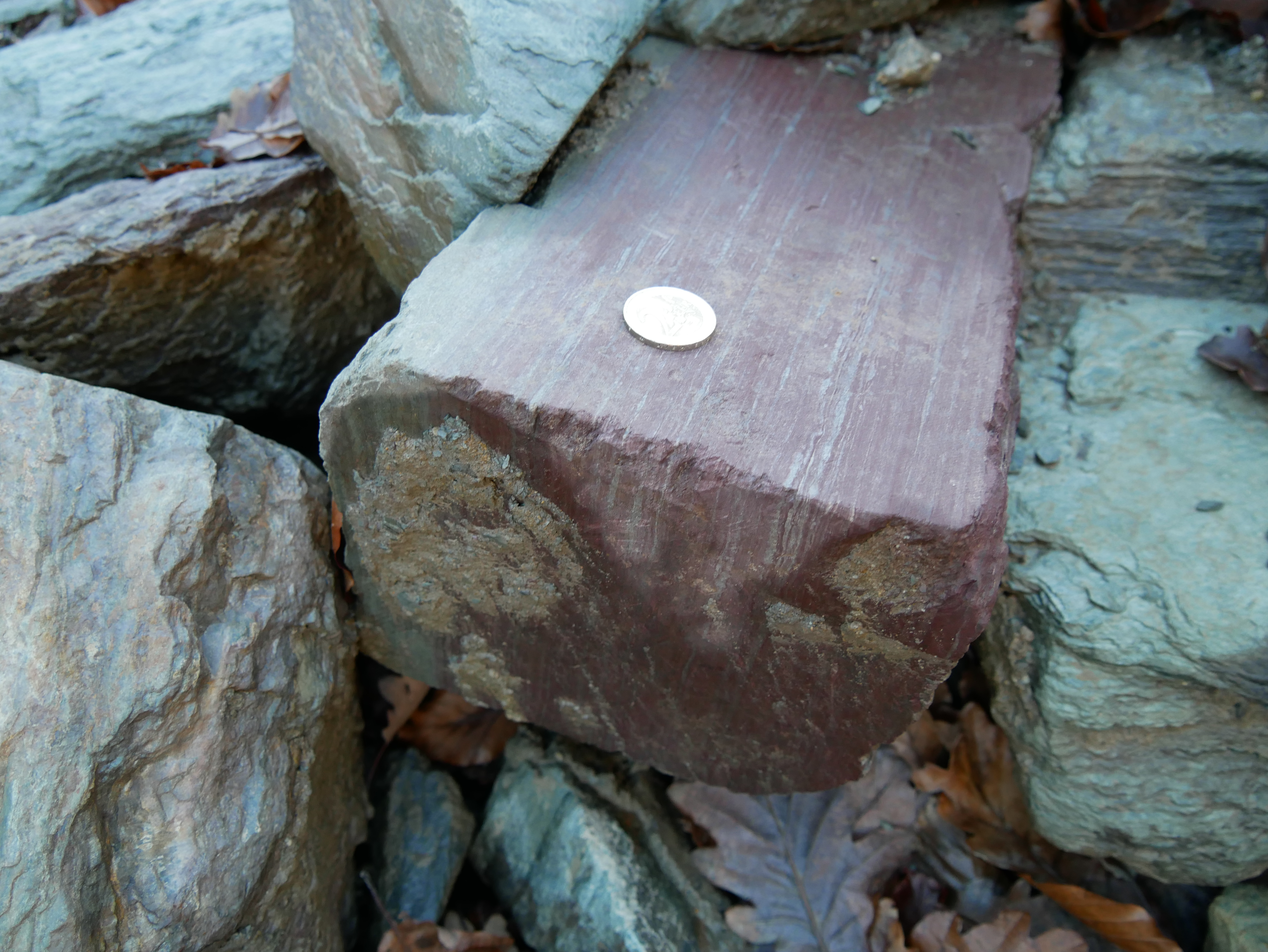
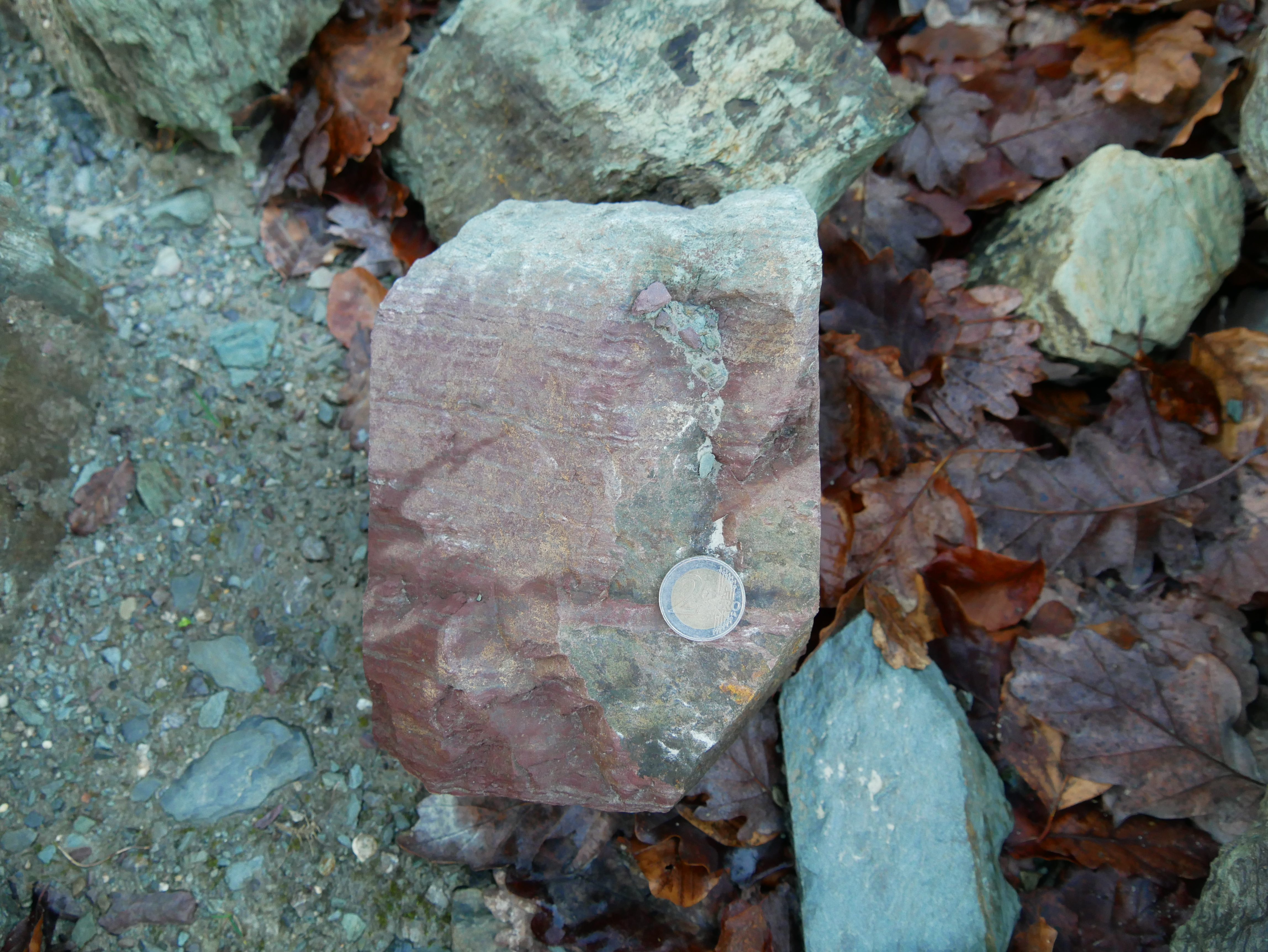
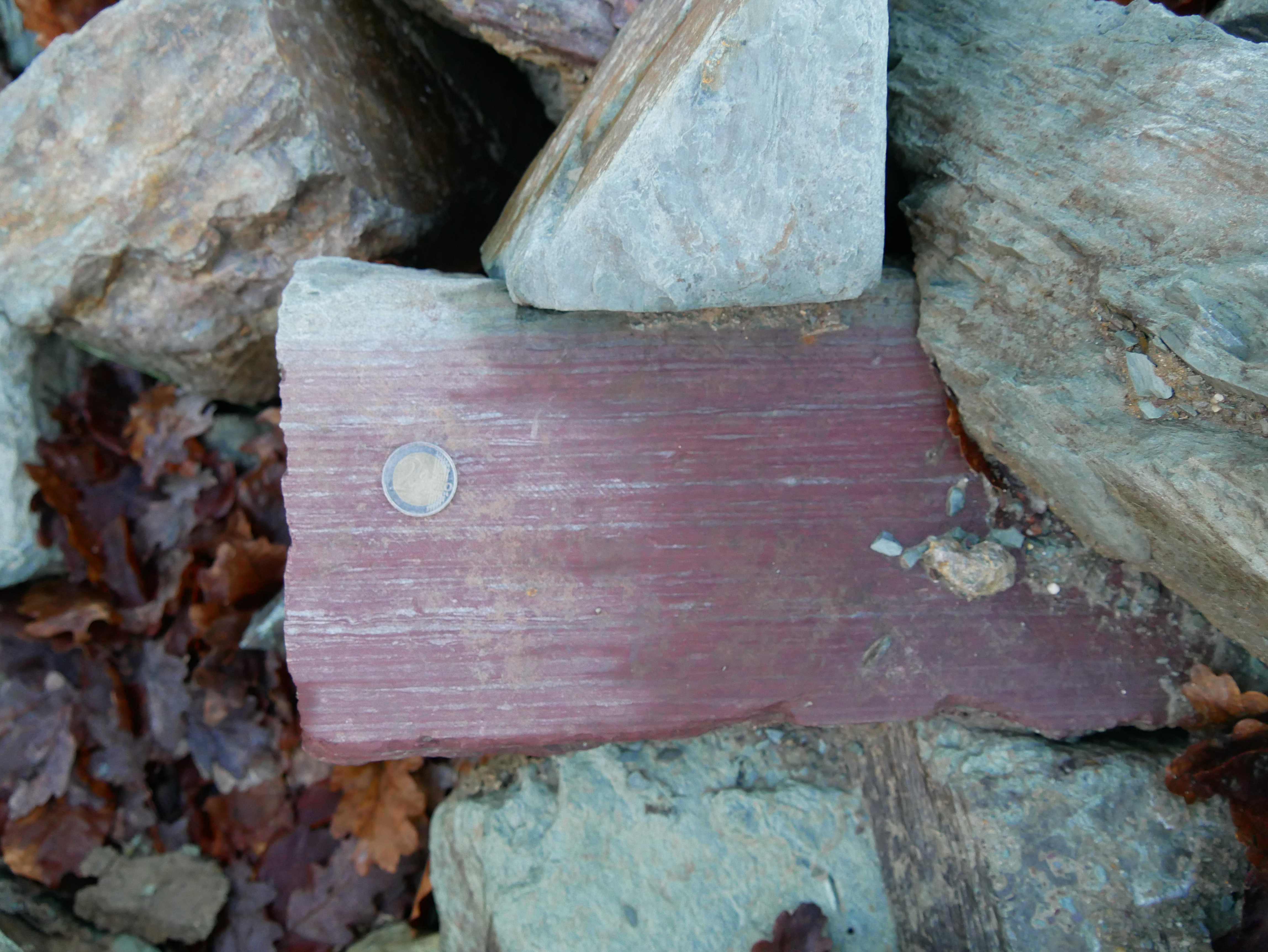

#### Tonschiefer
Der Tonschiefer aus dem unteren Salm (Wehebach-Schichten) ist ein tongebänderter Siltstein mit grau-grünlicher Färbung. Die Schichten des Tonschiefers liegen zumeist tiefer als der Bänderschiefer, sind wesentlich besser sortiert und führen teilweise Sandsteinbänke im Gestein.

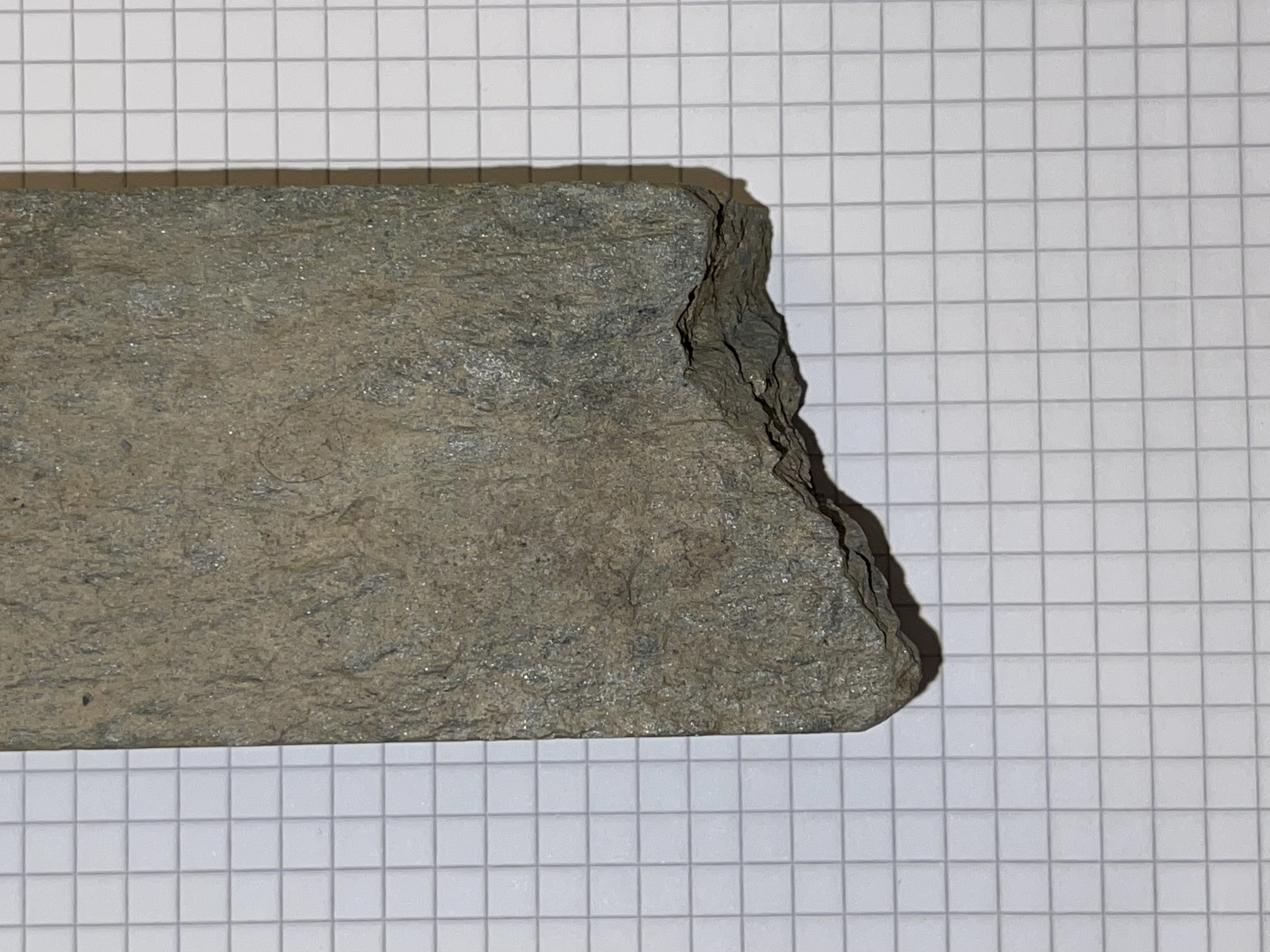
Handstück des Tonschiefers
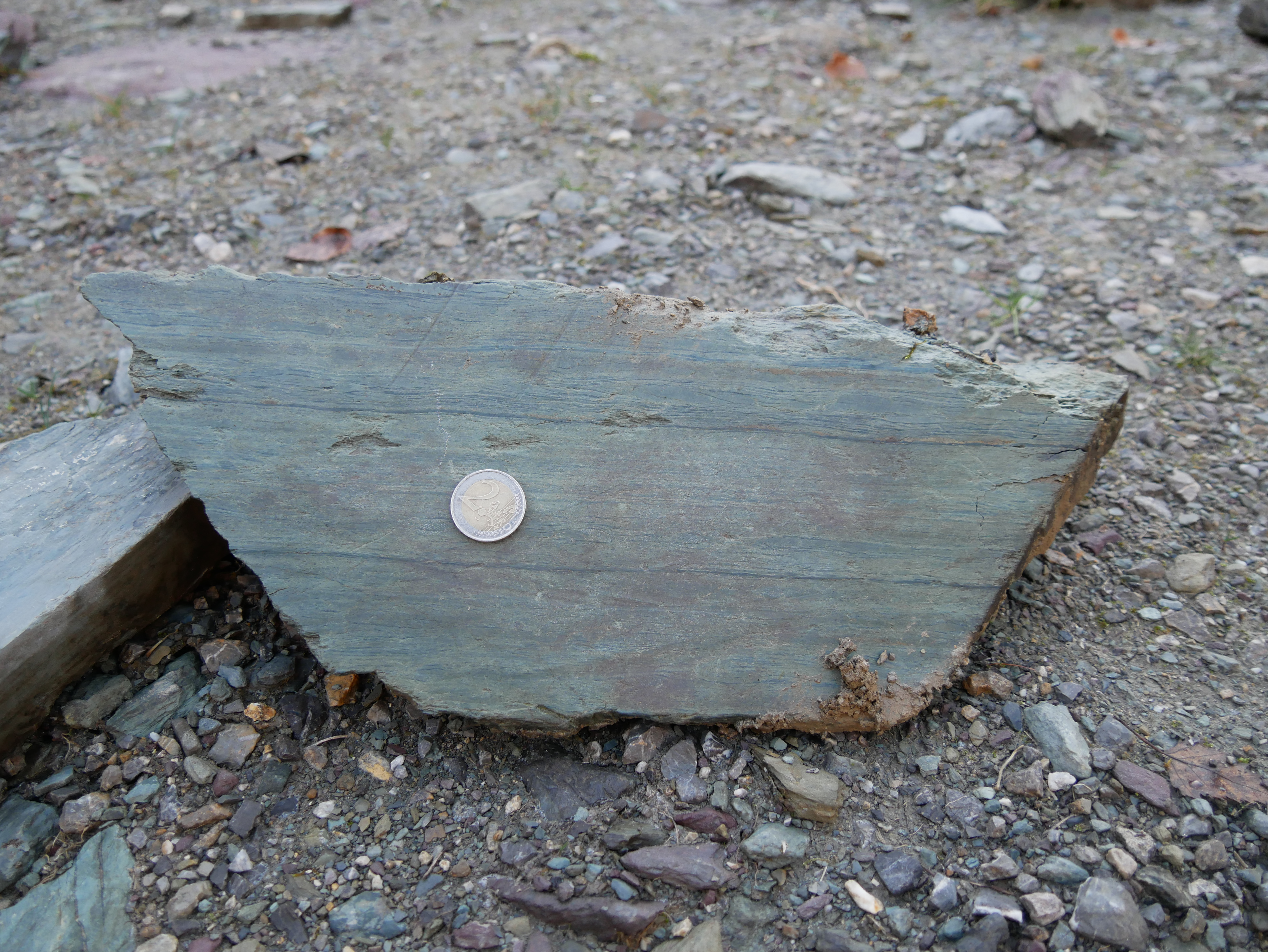
Schnittkante Tonschiefer
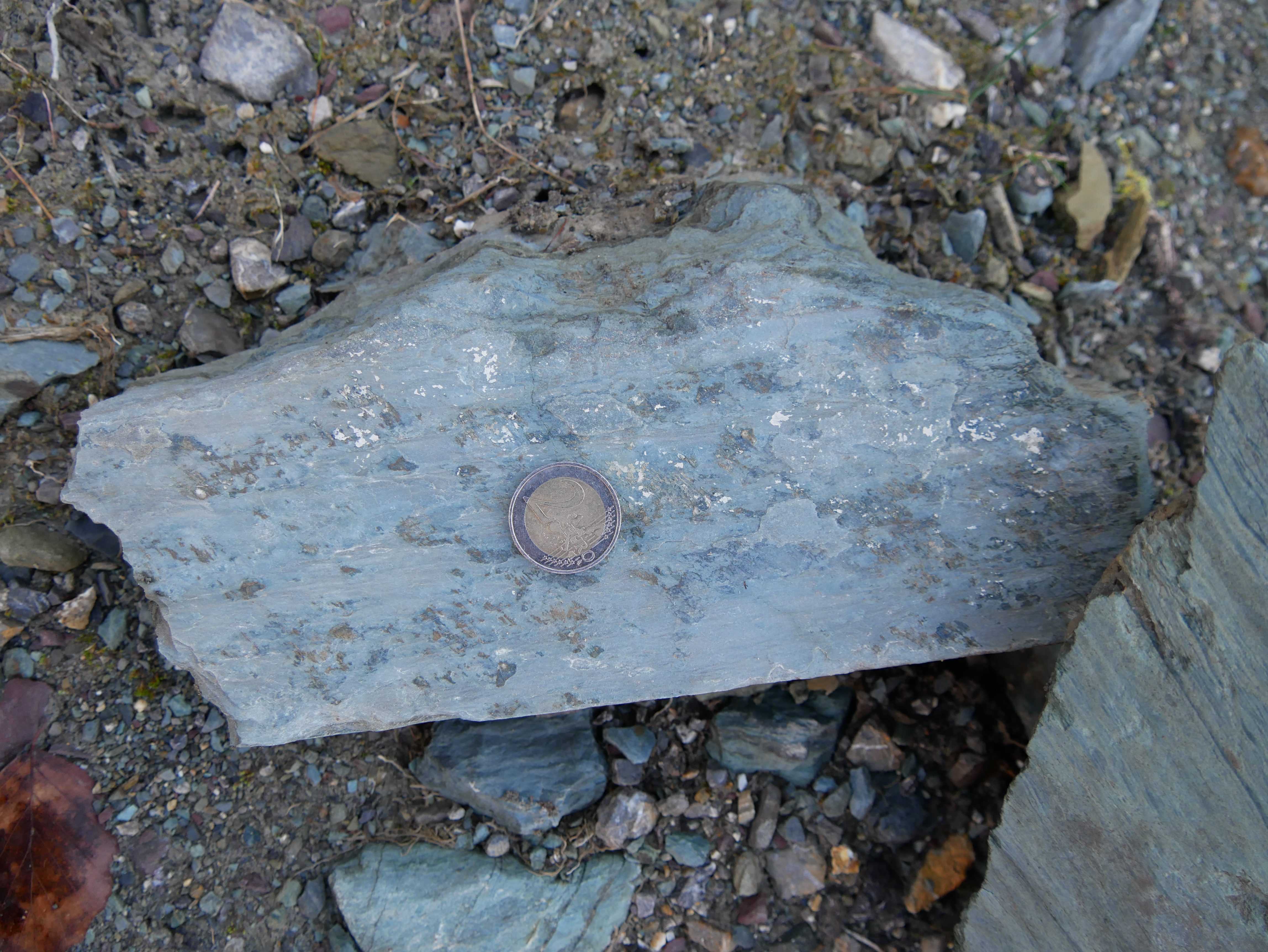
Oberfläche Tonschiefer
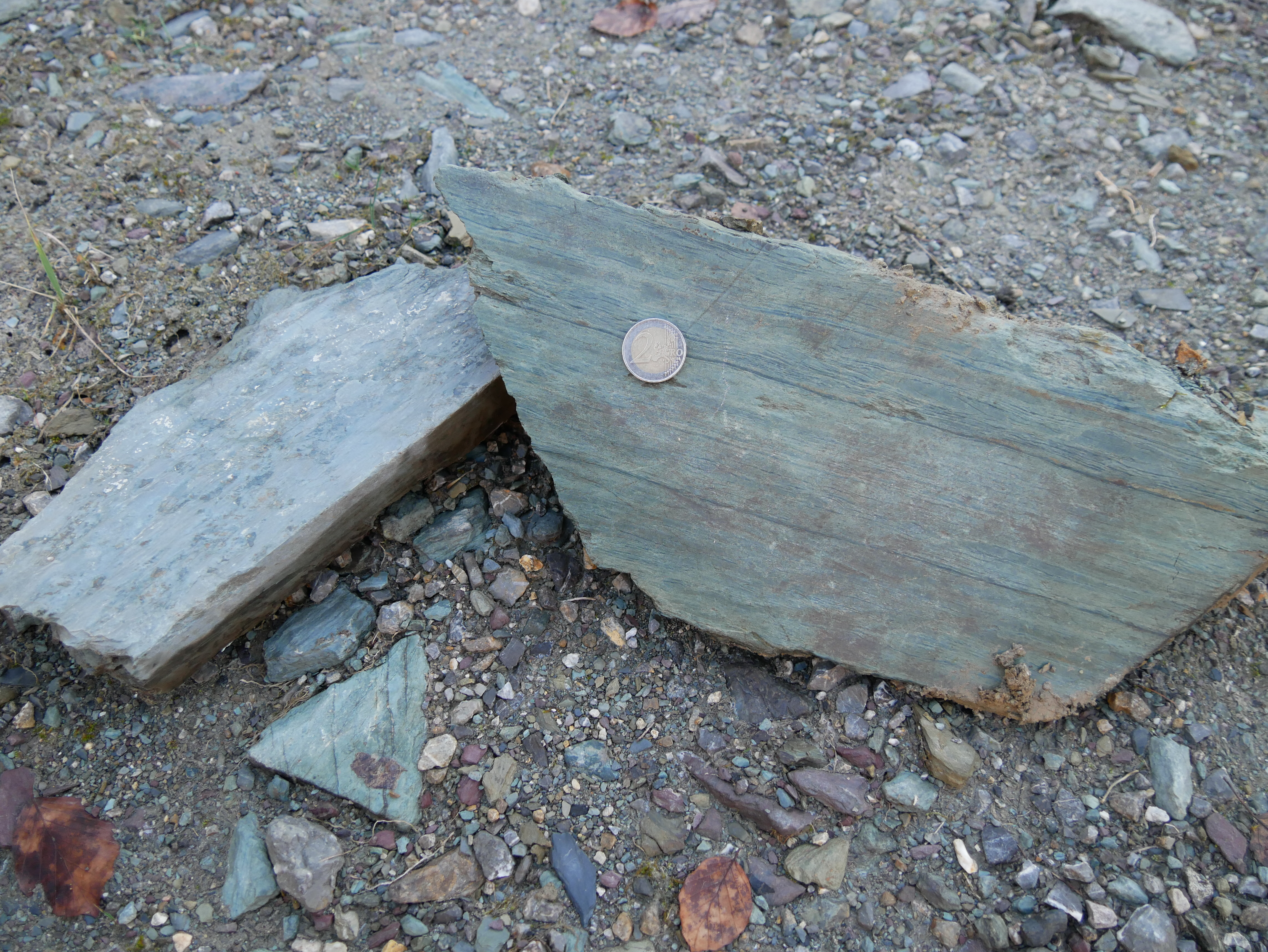
Tonschiefer mit Oberfläche (l.) und Schichtung (r.)

#### Bänderschiefer
Der rot-violette, tonhaltigere Bänderschiefer ohne Sandsteinanteile wird eher in den oberen Schichten aufgeschlossen. Die Rötfärbung ist auf einen erhöhten Manganoxid- und Hämatitgehalt zurückzuführen, welche wiederum durch submarine vulkanische Auswürfe bedingt wurden und an dieser Stelle besonders gut sedimentieren konnten. Einzelne Feinsandlagen keilen aus den Bänderschiefern aus, die eine charakteristische Flaserschichtung erzeugt. Zu erkennen ist diese als gradierte Feinschichtung an den Oberflächen der Gesteine (siehe Bilder). Es herrscht eine sehr dichte Bioturbation vor. Die Sedimentation des Bänderschiefers erfolgte auf einer flachmarinen Deltaplattform.

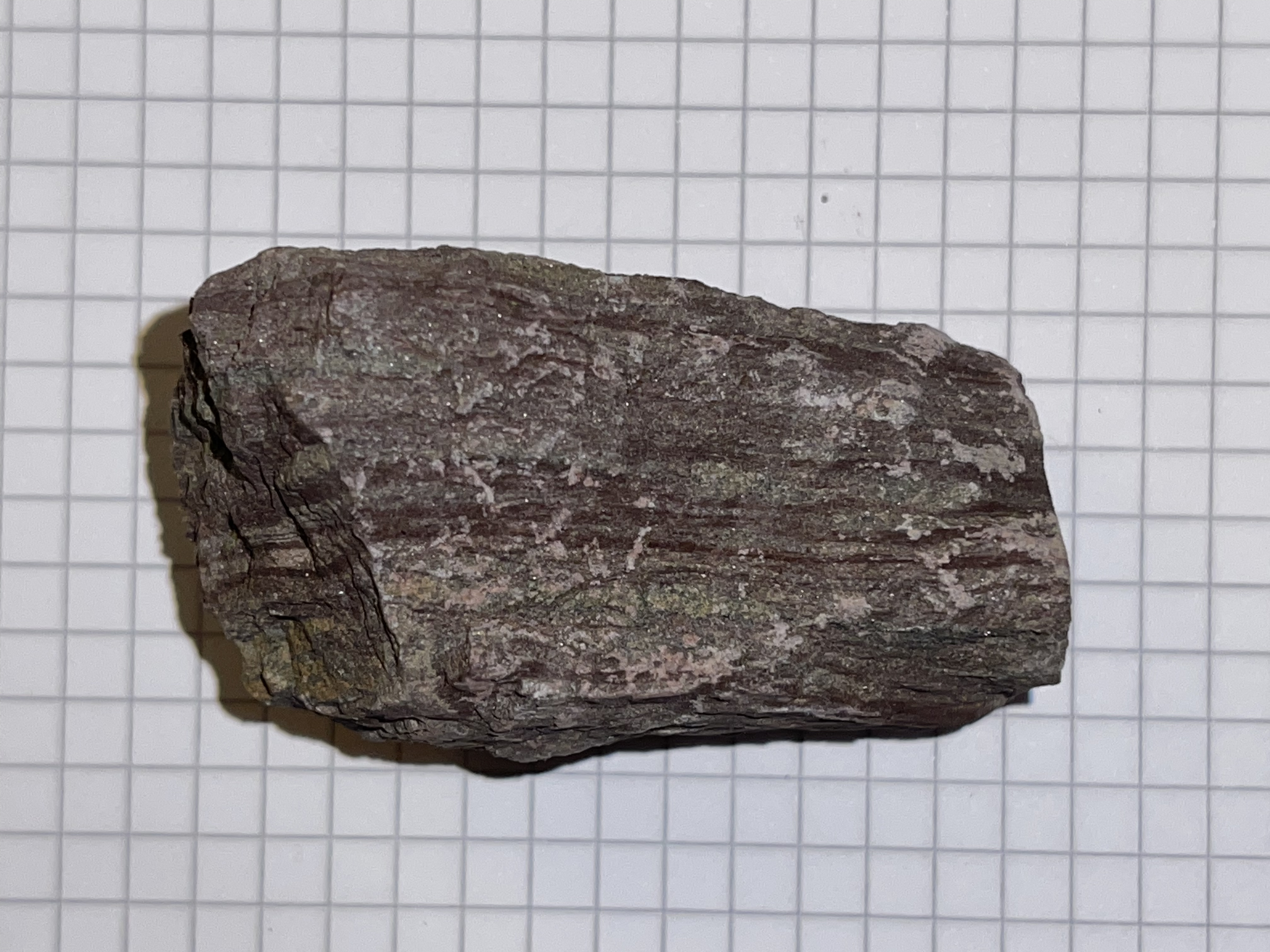
Handstück des Bänderschiefer
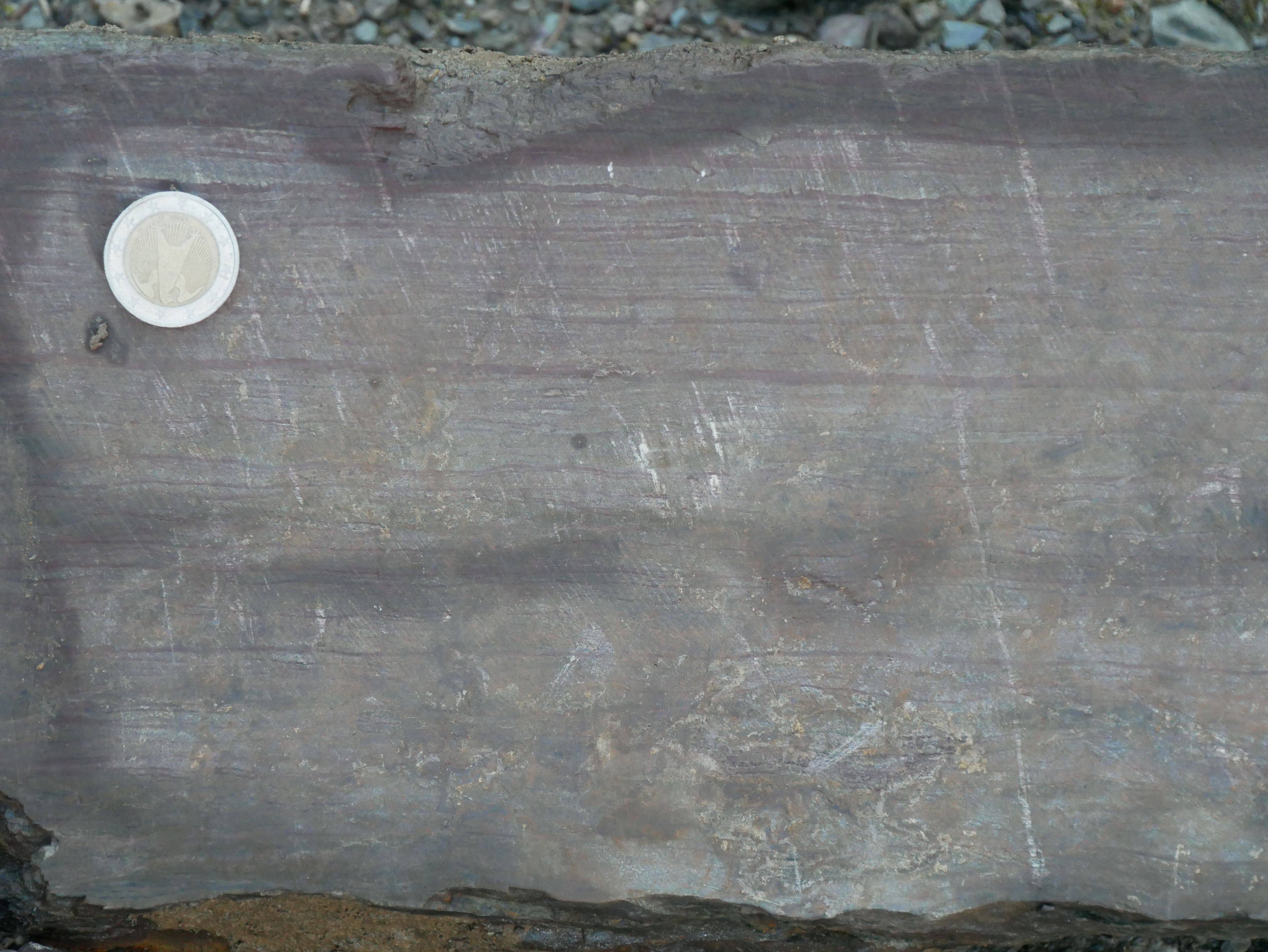
Bänderschiefer Schichtung an der Sägefläche
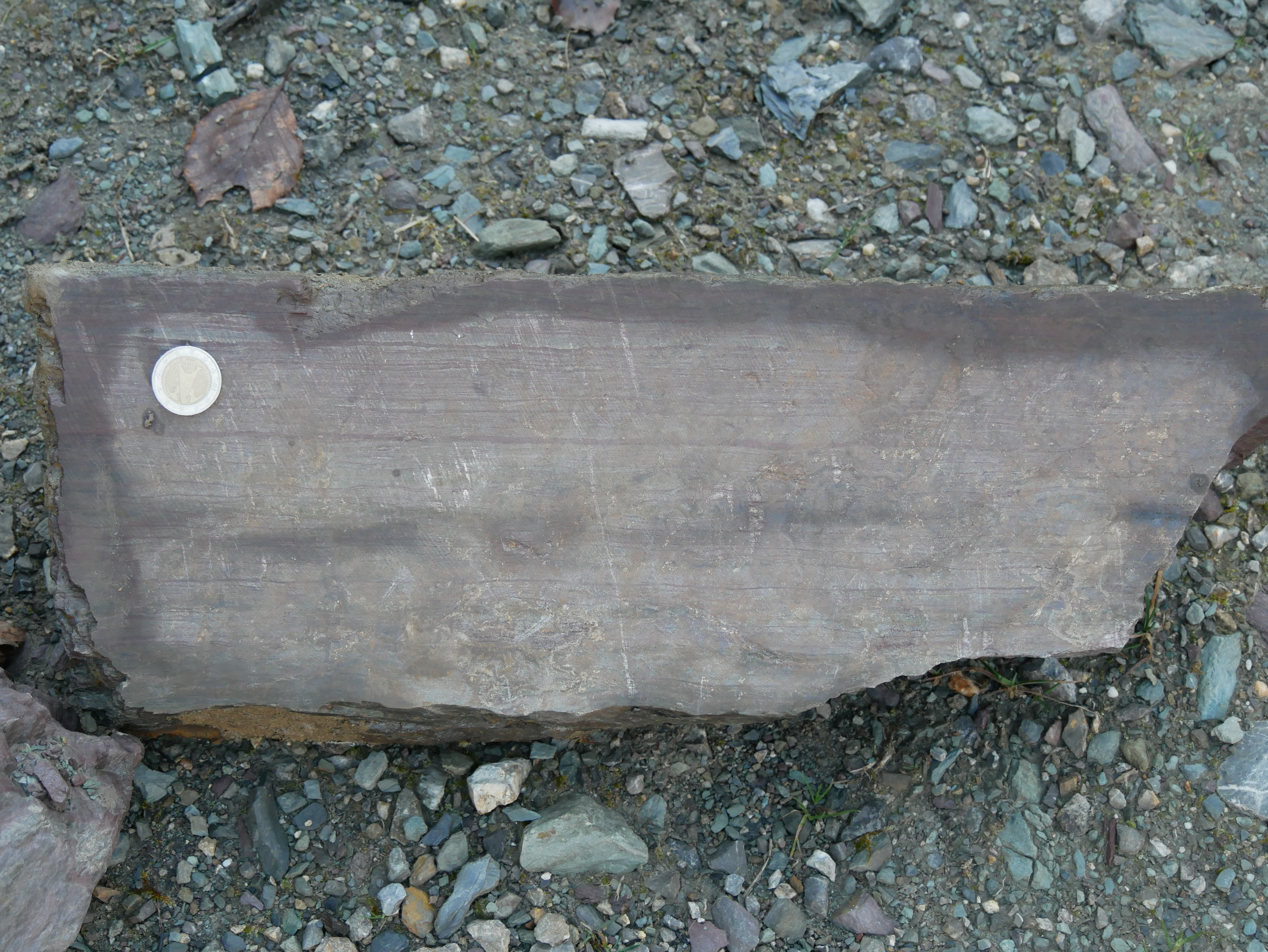
Bänderschiefer Werkstück
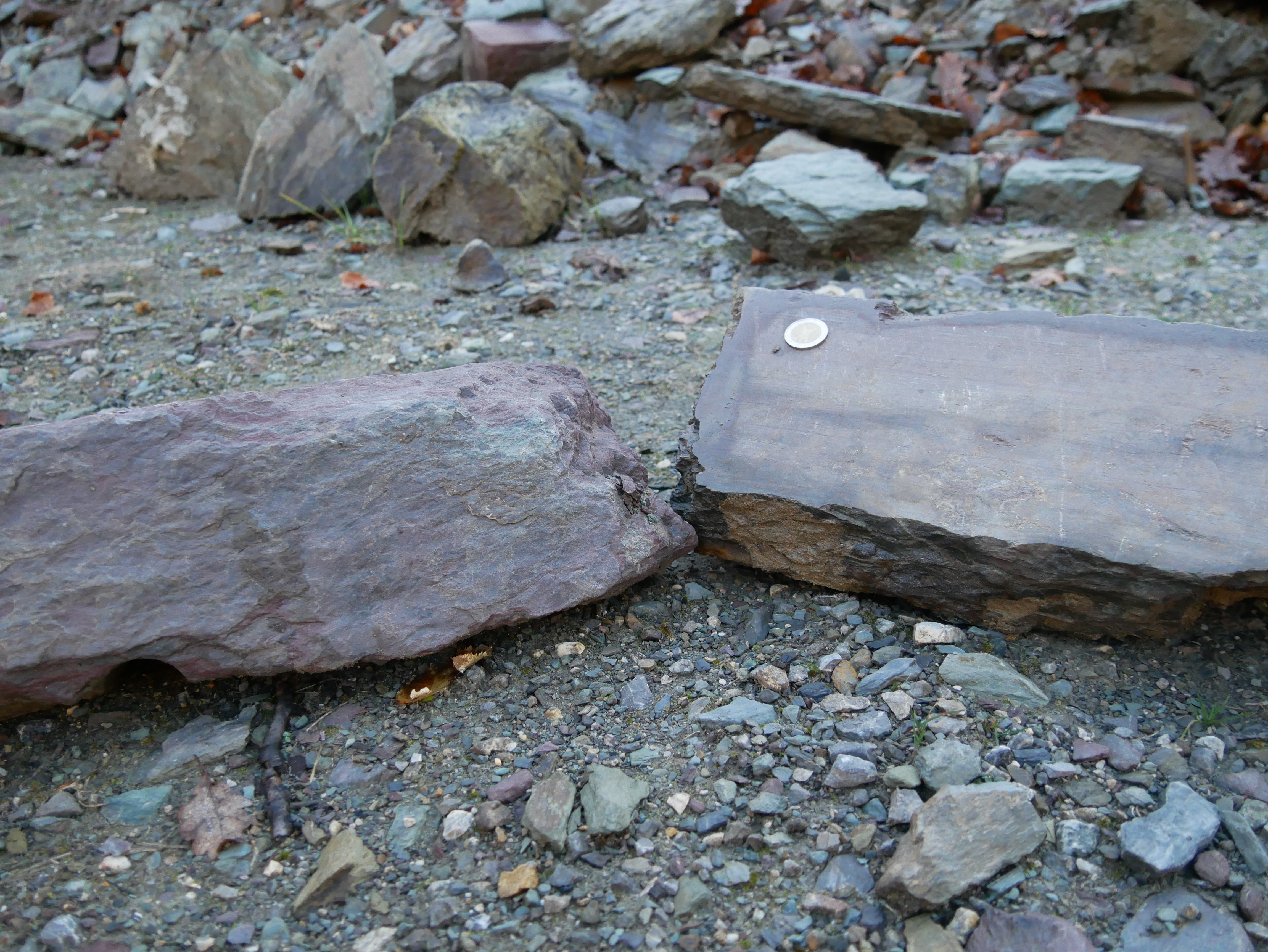
Bänderschiefer mit natürlicher Oberfläche (l.) und Schneidefläche (r.)

### Verarbeitung und Nutzung
Aufgrund der guten Spaltbarkeit wurden die gebrochenen Blöcke meist als Gehweg-Platten genutzt oder für wenig genau geschnittene Bauweisen wie Trockenmauern. Die nahegelegene Laufenburg enthält in ihrem Mauerwerk von 1217 kleine Anteile des gebrochenen Materials. Schon im Mittelalter wurden also die Platten mittels einfacher Werkzeuge wie Spitzhacken und Brecheisen abgebaut und mit Meißeln, Fäusteln und Klöpfeln rudimentär für die Verwendung vorbereitet. Gegen Ende des 19. Jahrhunderts wurde vor allem der Stein etwas feiner bearbeitet und für Bauten in längliche Quader verarbeitet und in unregelmäßigen Mauerwerken verwendet. Mitte des 20. Jahrhunderts wurden außerdem große, mächtige Platten als Werksteine an Giebeln und Ähnlichem verarbeitet. Zu späteren Zeit ist der Naturstein vornehmlich als Klinker eingesetzt und deshalb mit Steinsäge behandelt mit geringen Mächtigkeiten vertrieben worden. Massivsteine wurden ab dieser Zeit oftmals noch als Grabsteine verwendet, waren aber aufgrund der Gesteinseigenschaften nicht gut für Steinmetze zu bearbeiten.

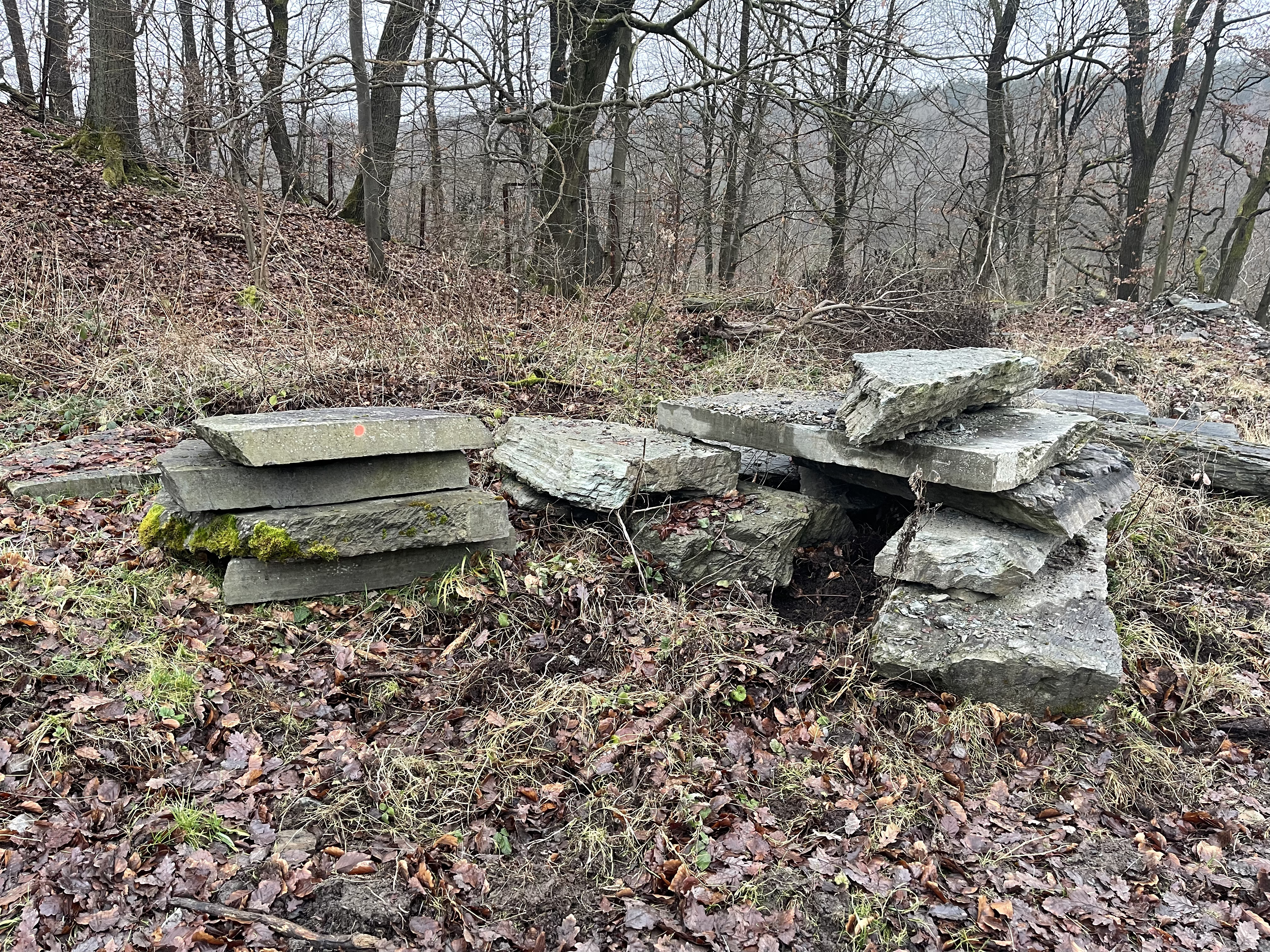
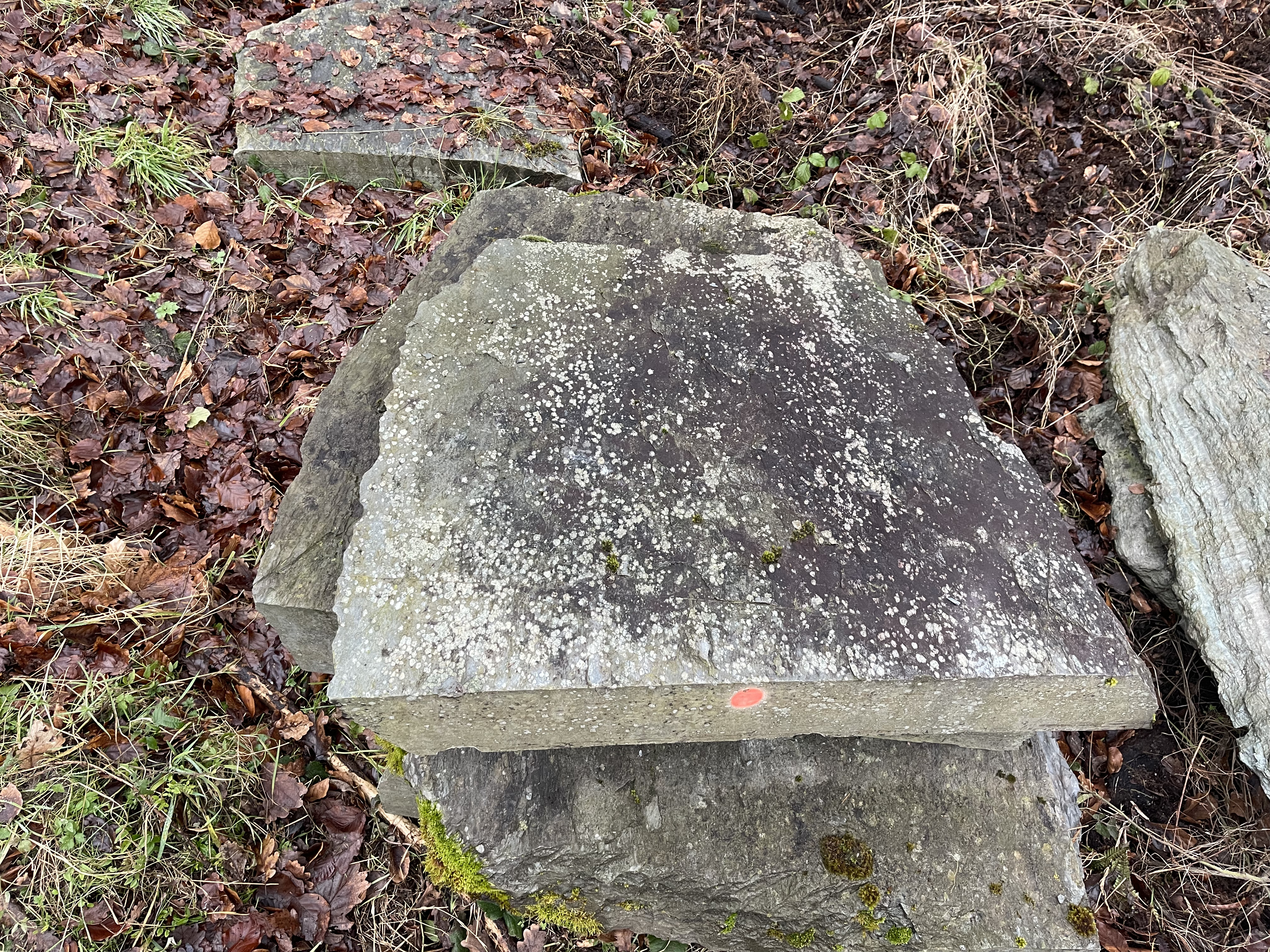

### Aufbau der Anlage

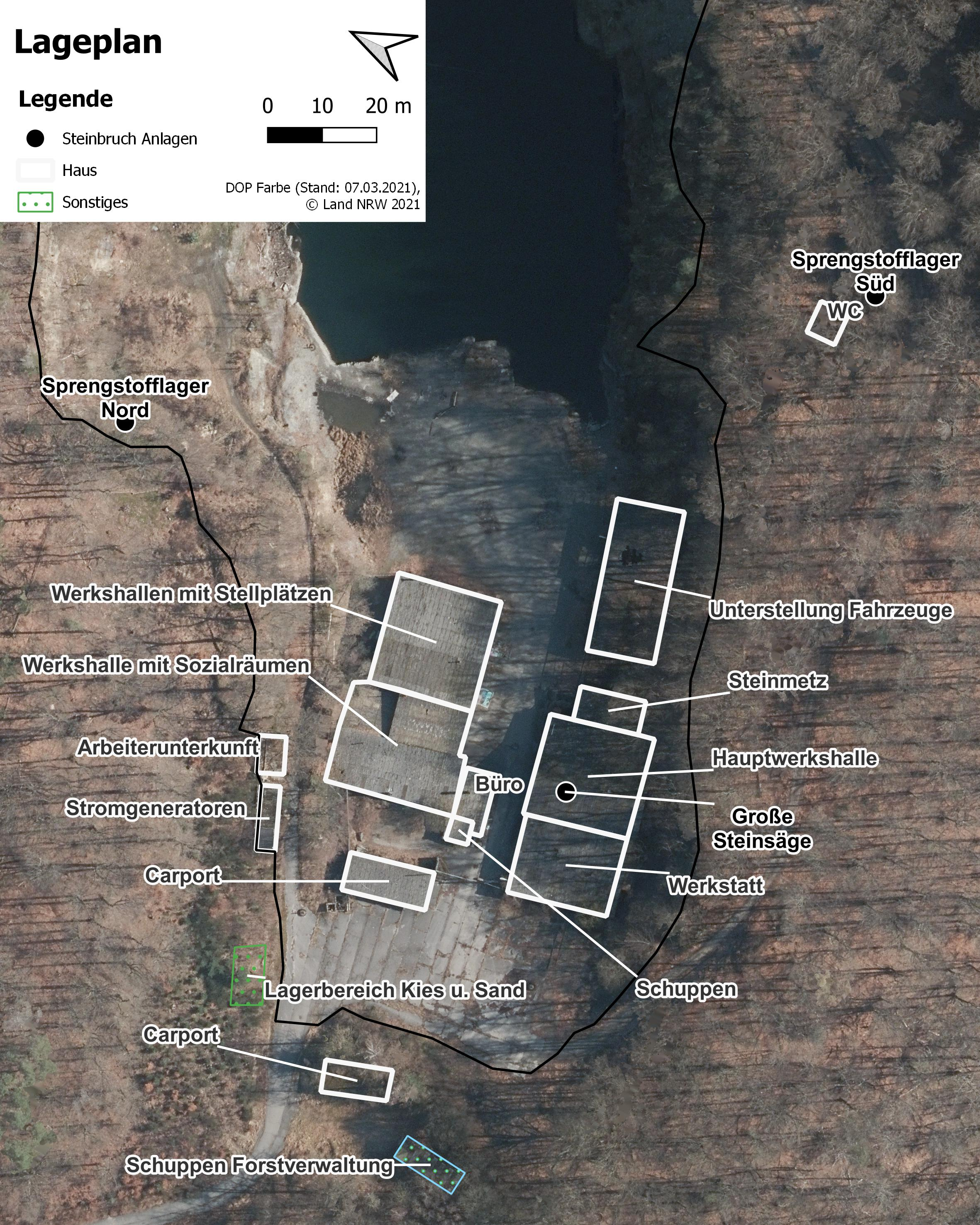
Lageplan des Steinbruchs Schevenhütte mit den Gebäuden als Umrissen unterlegt mit einer aktuellen Luftbildaufnahme

Der Steinbruchkomplex bestand aus verschiedenen Gebäuden und Bereichen, die heute teilweise noch vorhanden sind oder zumindest rekonstruierbar vorliegen. An den großen Werkshallen auf dem Platea die Steinwetz-Werkzeug beinhaltete war zusätzlich ein Büro, eine Werkstatt und Garagen für die Fahrzeuge angebunden. Mehrere Tanks waren an den Bereich angebunden, ebenso ein Hundezwinger, ein Stromgenerator und eine Unterkunft für die Arbeiter. Im Norden und Süden des Geländes war jeweils ein Sprengstofflager in den Fels eingelassen, welche mit Stahltüren verschlossen waren. Als sanitäre Anlage wurde eine kleine Hütte neben dem südlichen Sprengstofflager genutzt. Auf dem Platz vor dem Hauptgebäude wurden Sande und Kiese gelagert und es gab eine Schlackengrube mit Pumpe. Der Platz wurde auch als Lagerraum für die verarbeiteten Blöcke genutzt. Vor dem Platz lagen noch einige Carports und heute eine Lagerhütte der Forstverwaltung Laufenburg. Die meisten der Anlagen sind heute noch vorhanden, sind allerdings sehr starkem Verfall und Vandalismus ausgesetzt. Das Gelände wurde mittels einer Rampe mit dem Parkplatz „Helenasruh“ verbunden, diese Rampe war geteert und ist heute noch durch eine Schranke versperrt.

#### Carport
Der Carport 1 ist der westlichste Teil der Anlage. Heute besteht es noch aus verrosteten Trägern und Wellblechplatten als Dach.

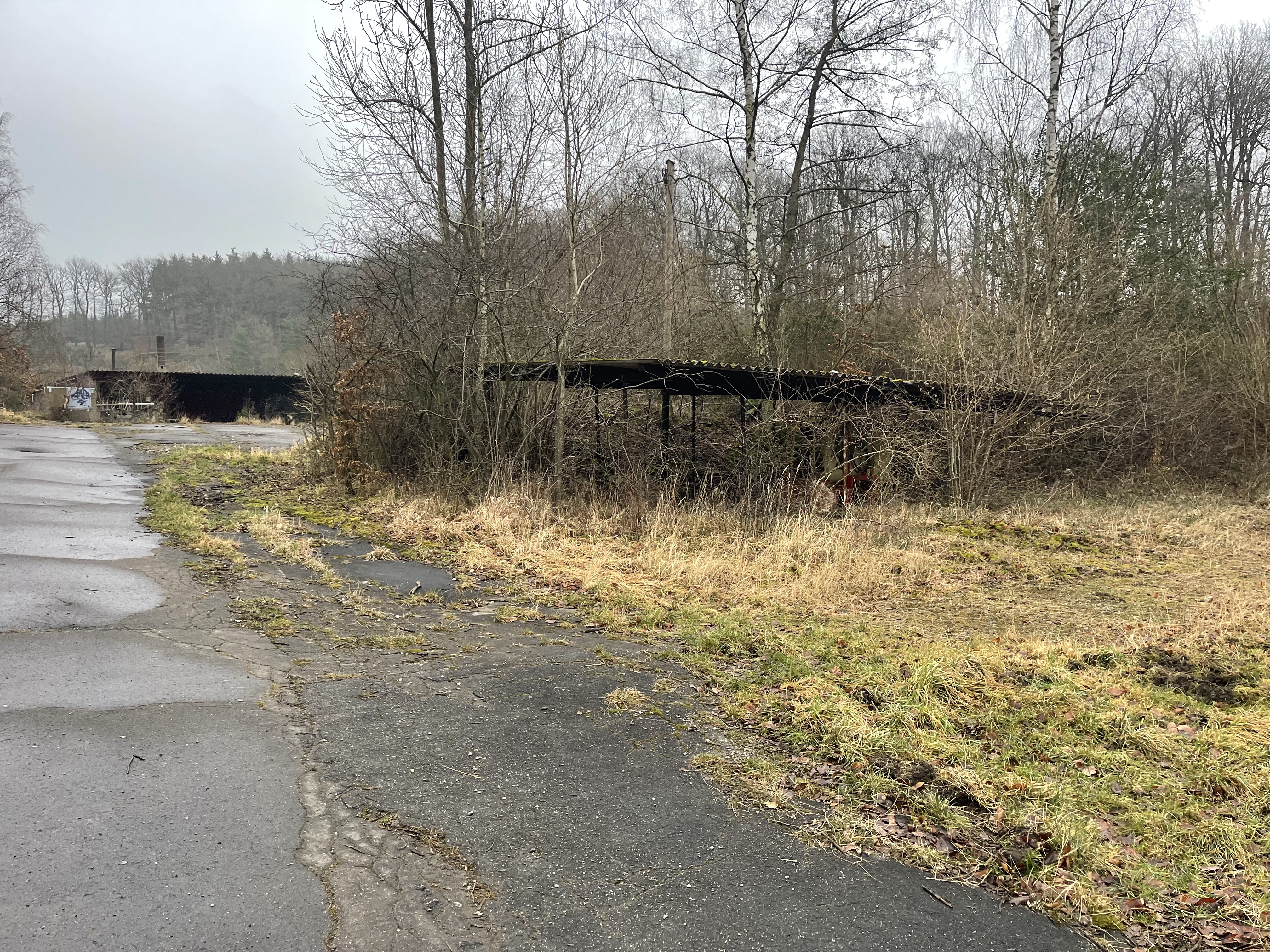
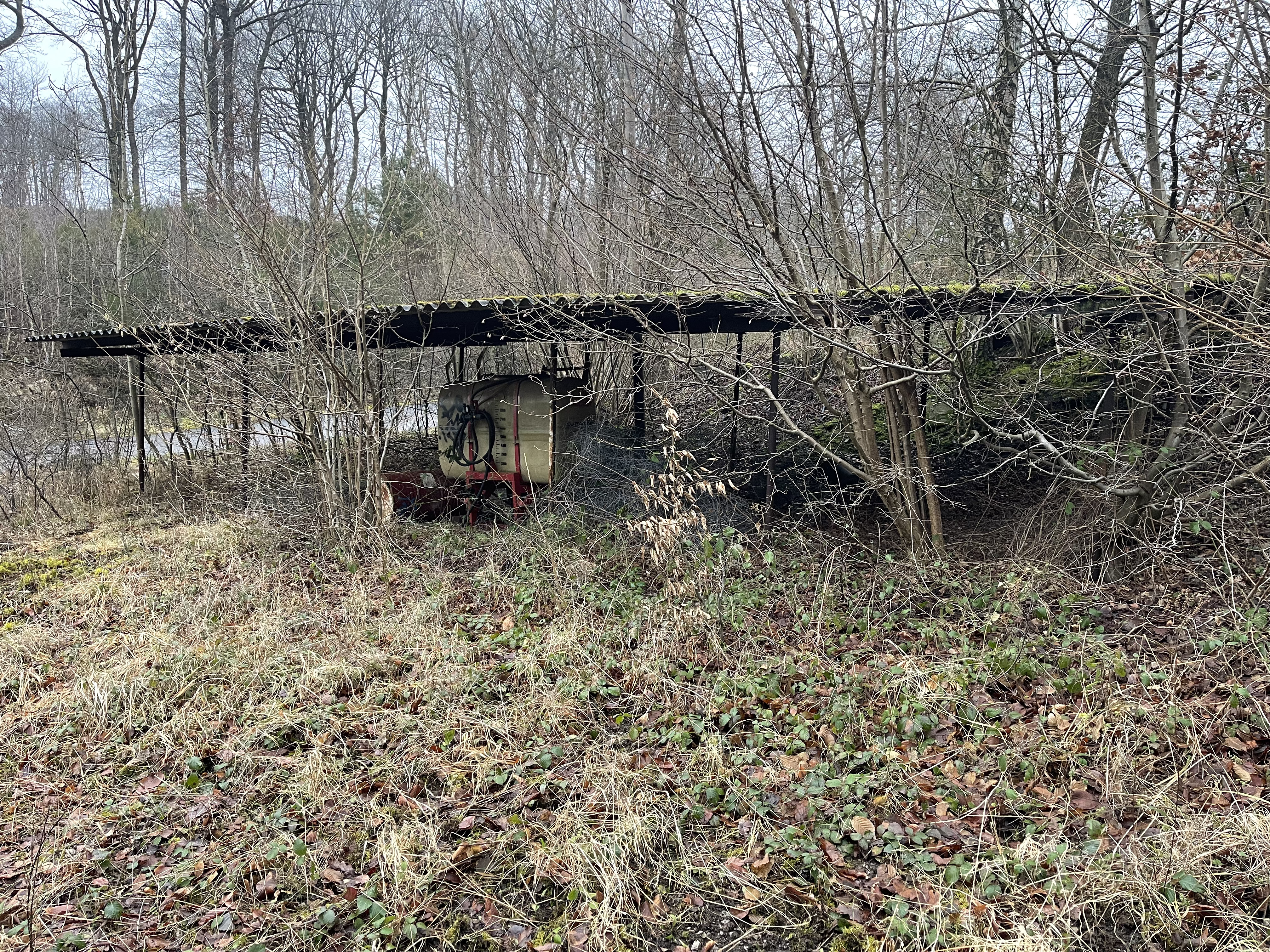
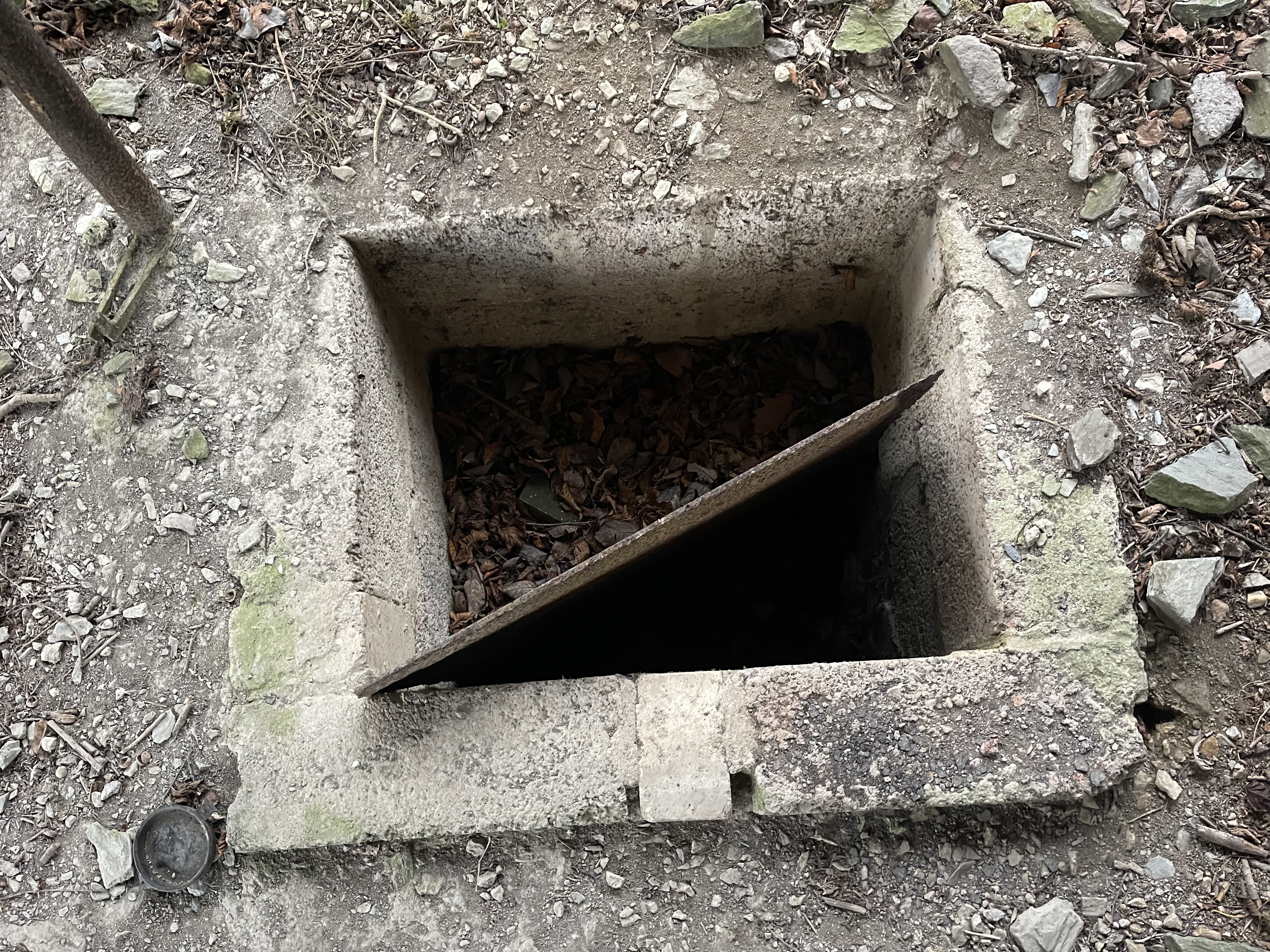
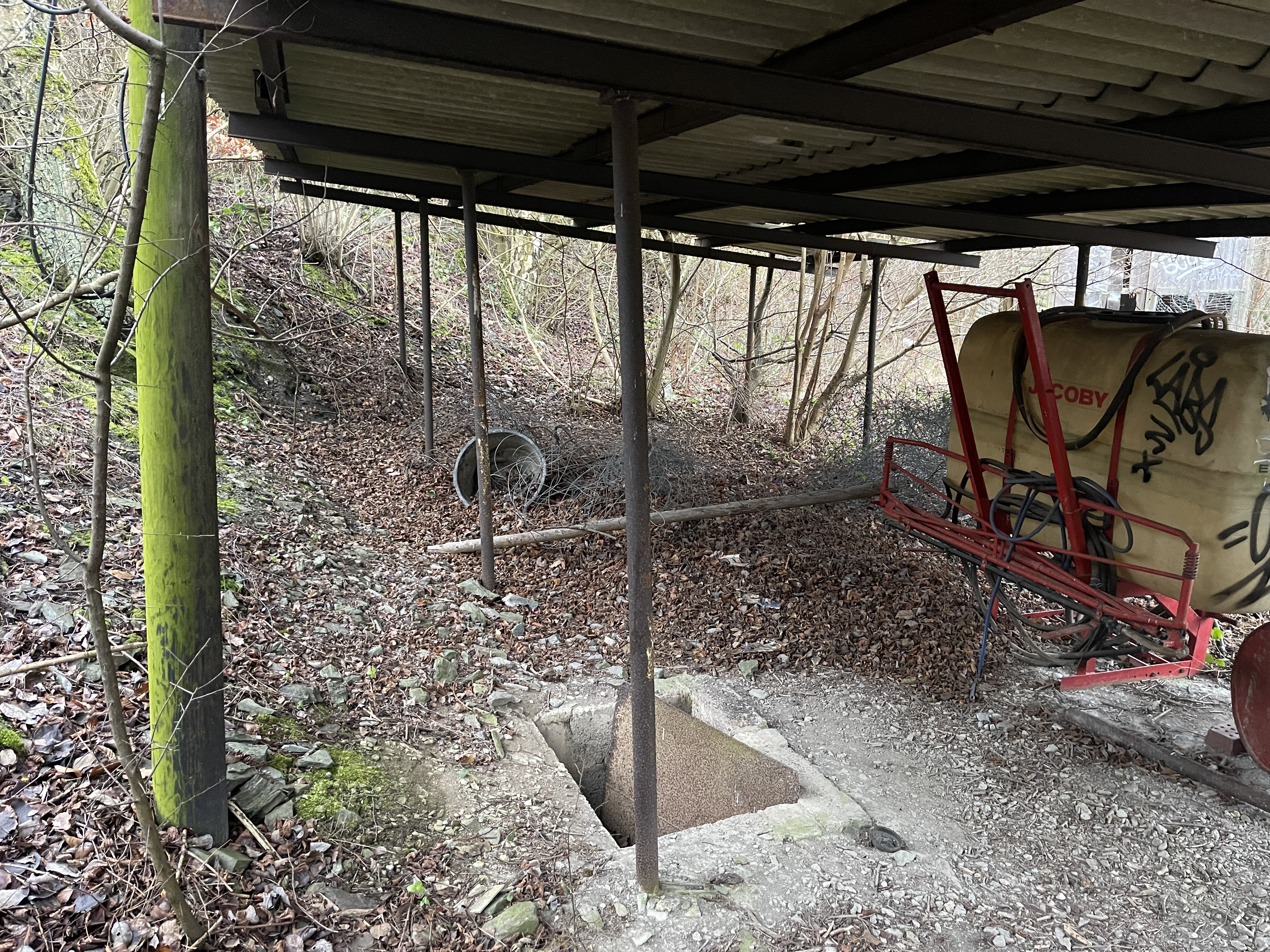

#### Abladebereich
Im Norden, unterhalb der Arbeiterunterkunft wurde Sande und Kiese gelagert, welche für den Betrieb und Bau gebraucht wurden. Sie wurden in Eisenverschlägen gelagert, welche heute noch im Erdreich stecken und stark rosten.

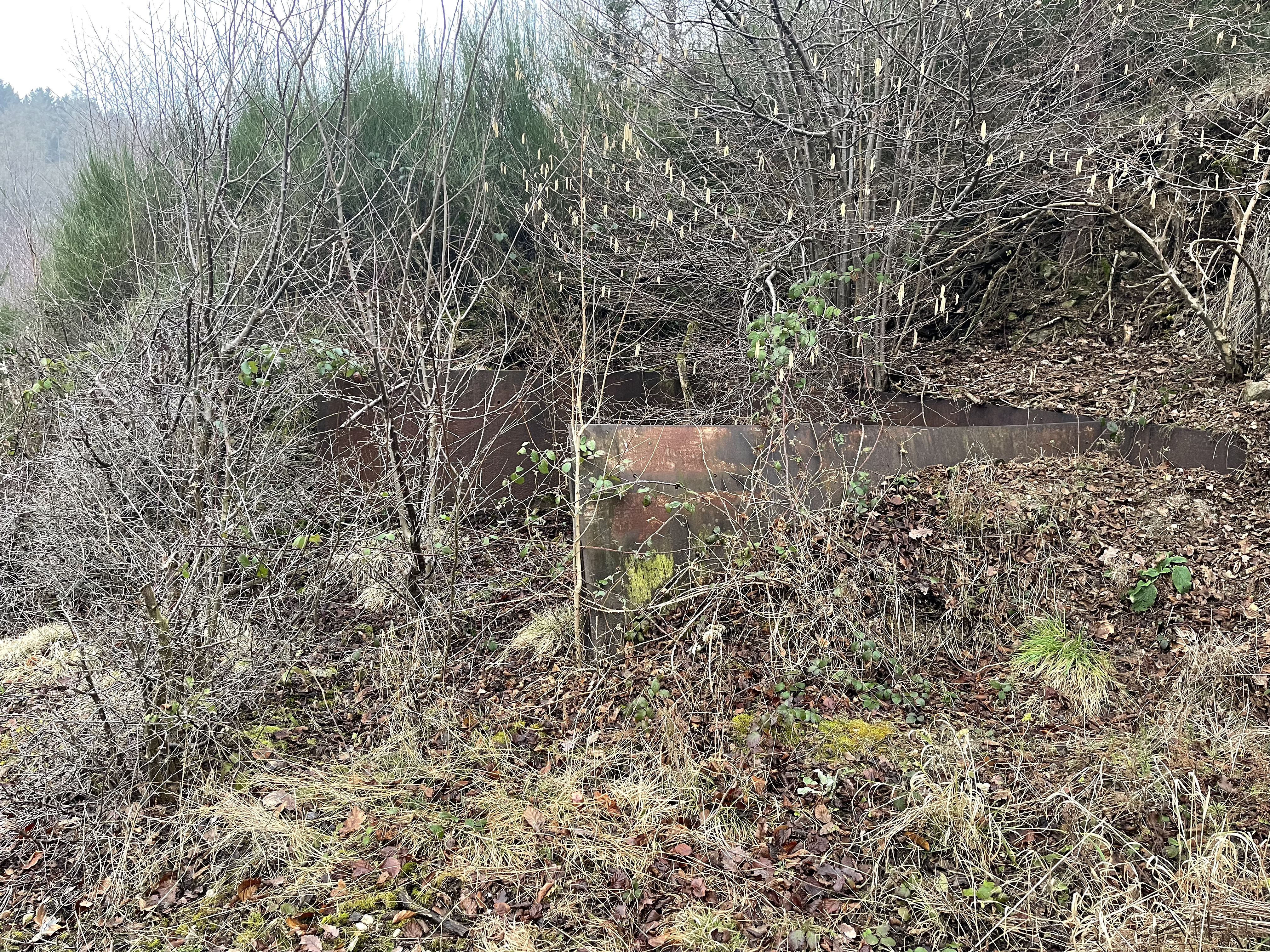
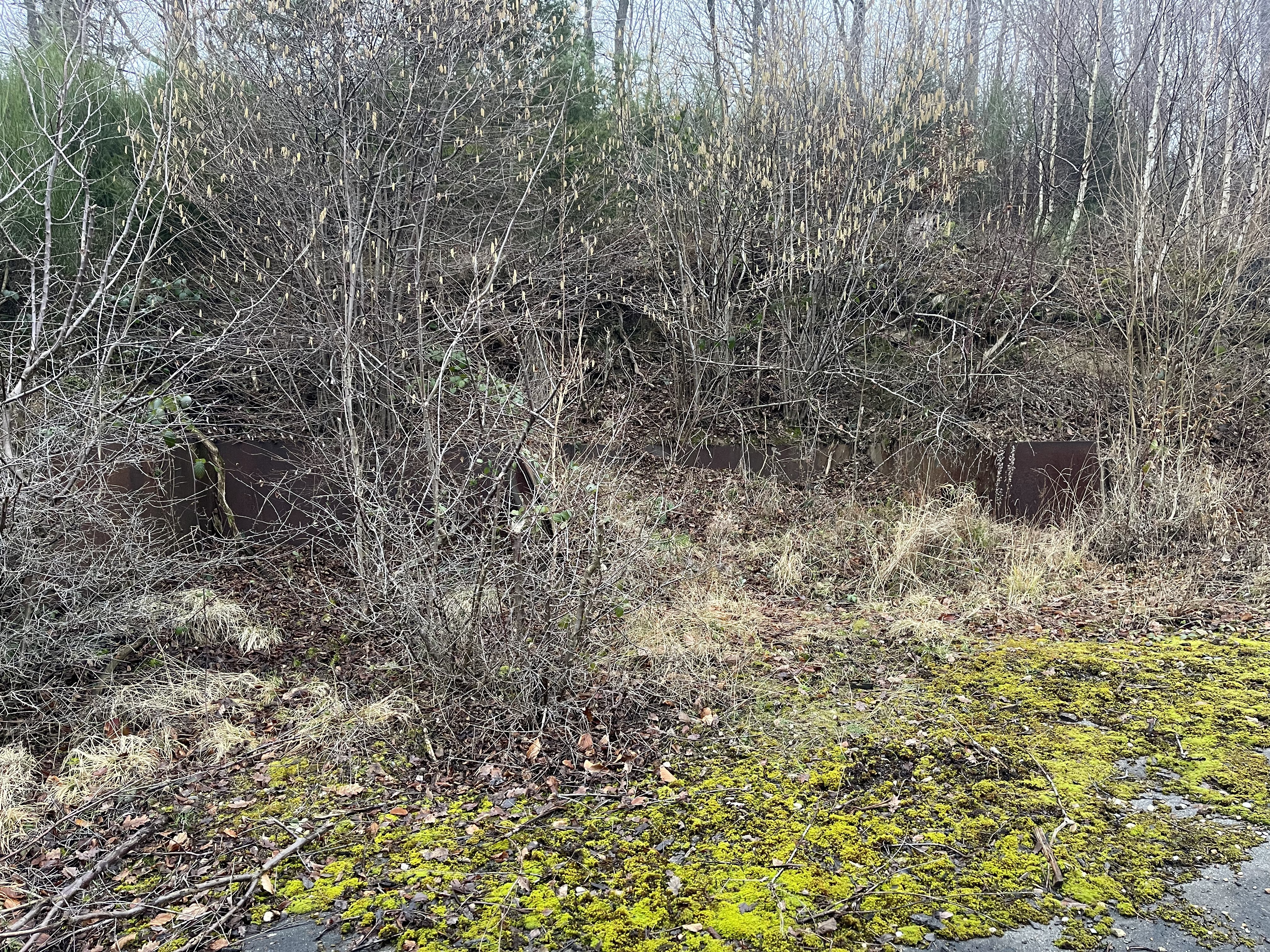
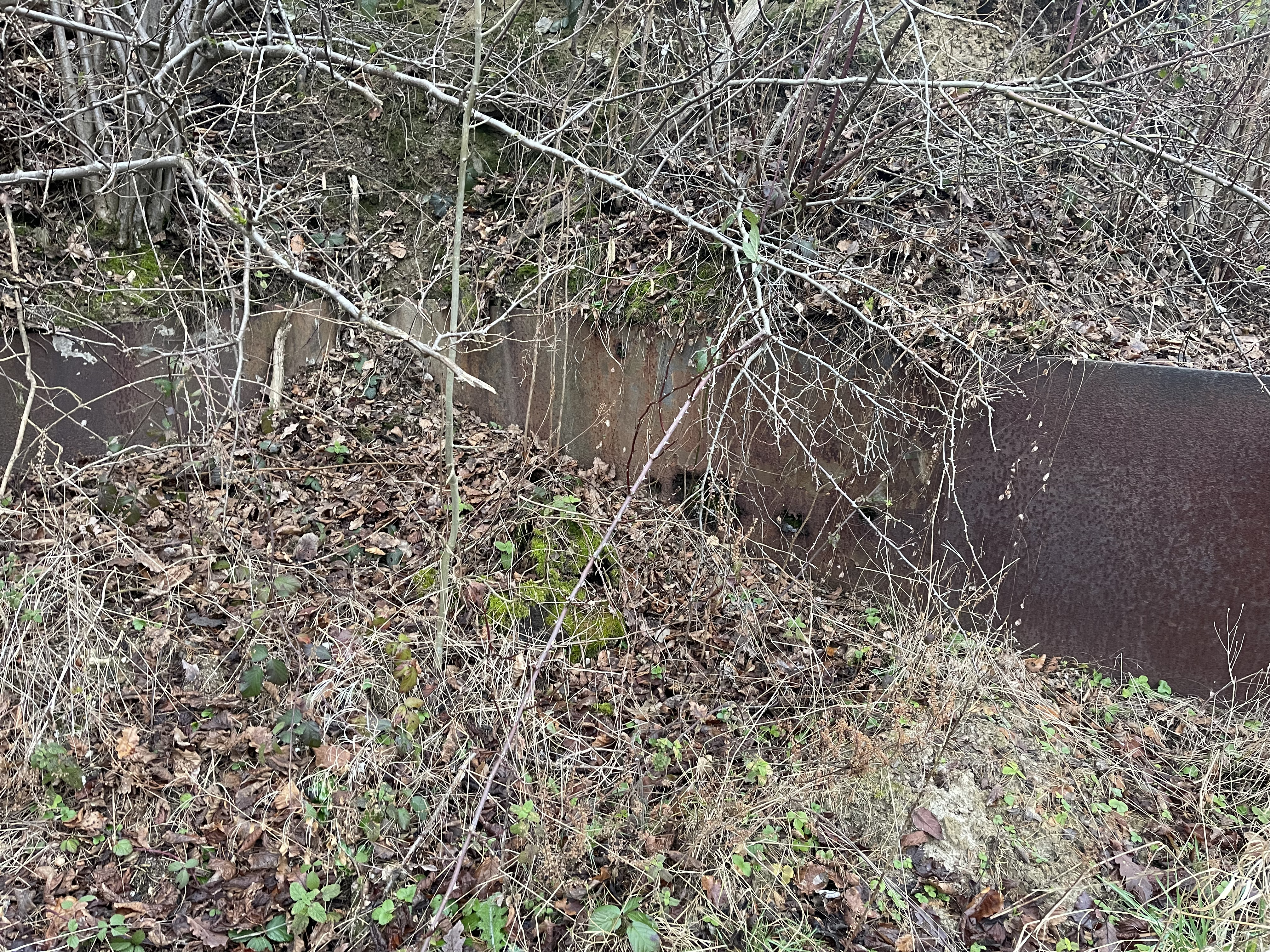

#### Pumpe
Die Pumpe war der zentrale Schlammsammelbereich der durch die Verarbeitung der Gesteine anfiel. In den Wassertanks Richtung Osten wurde Niederschlagswasser gesammelt für regenarme Zeiten. Die eigentliche Pumpanlage war in einem Pumpenhaus eingebaut, das Ruhebecken ist heute noch mit Schlamm befüllt und mittlerweile sprießen Pflanzen heraus.

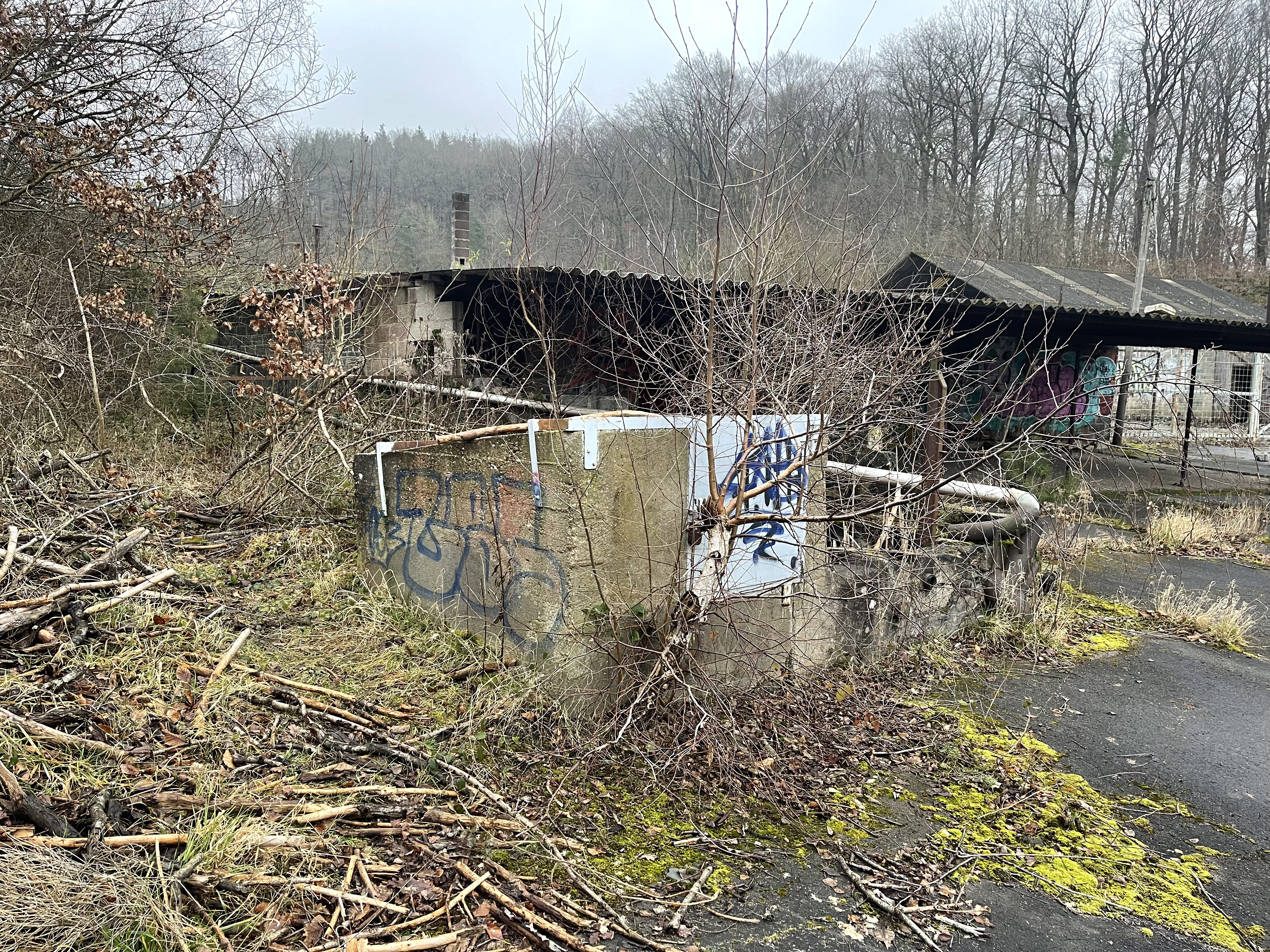
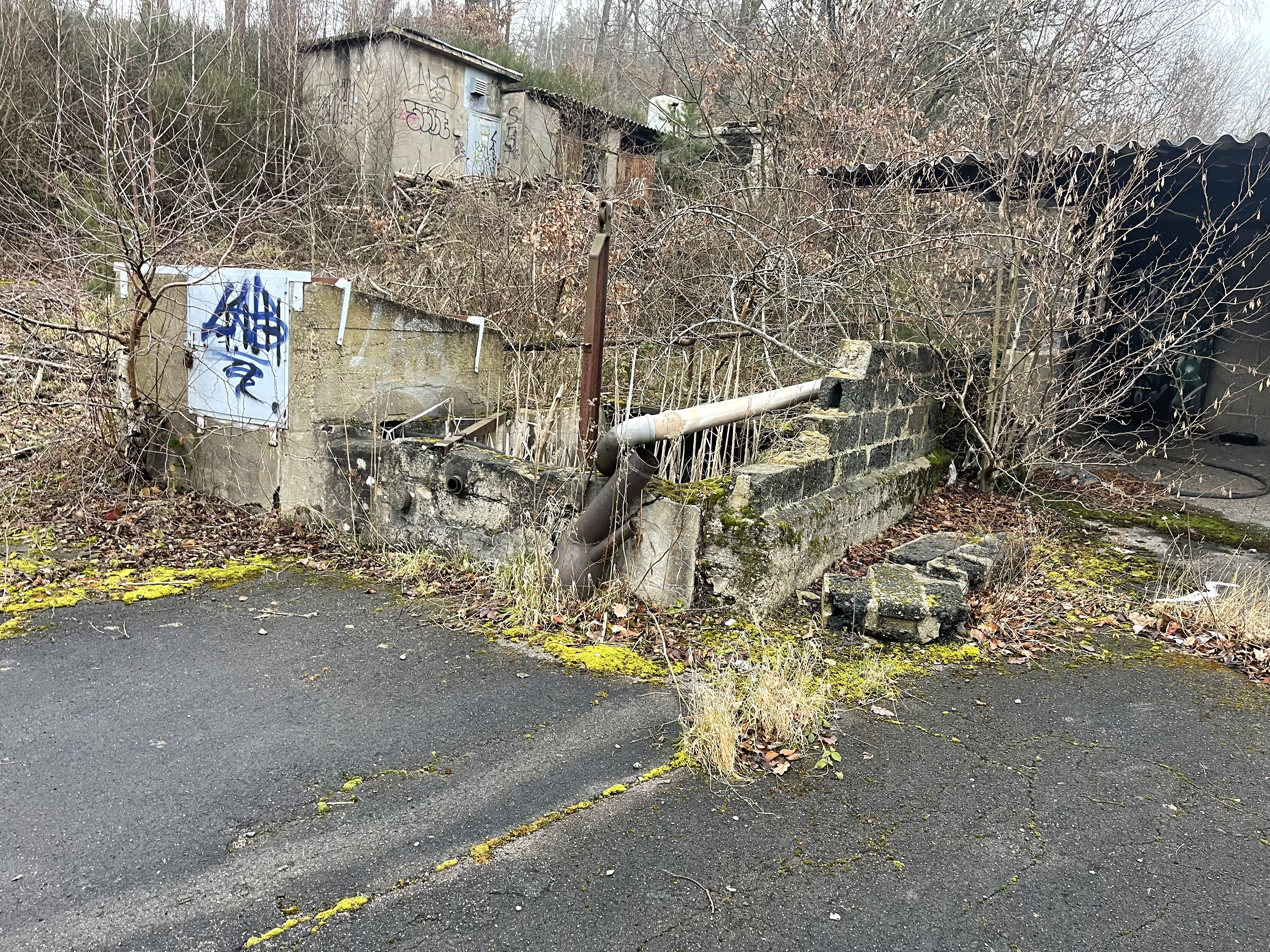
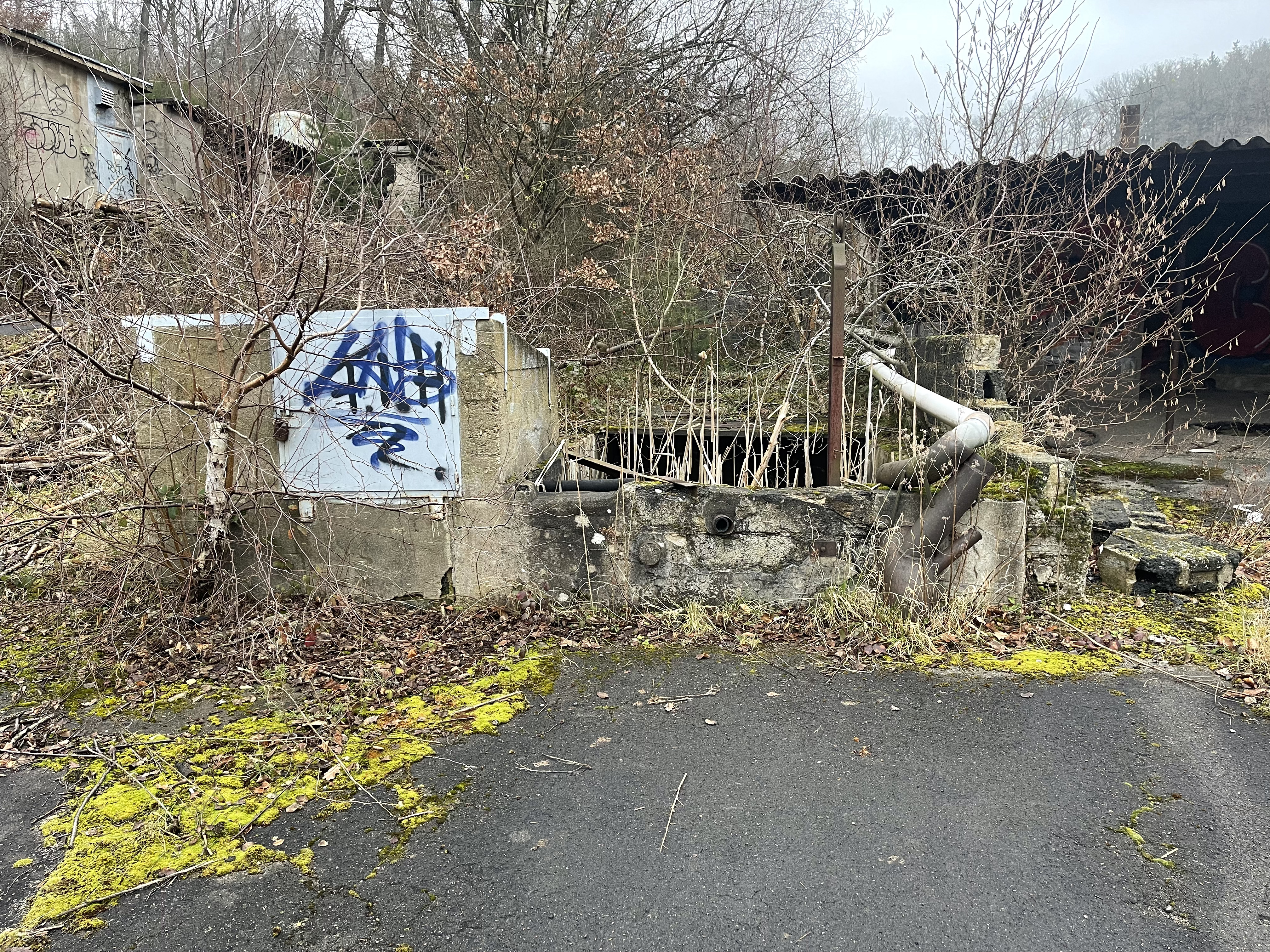
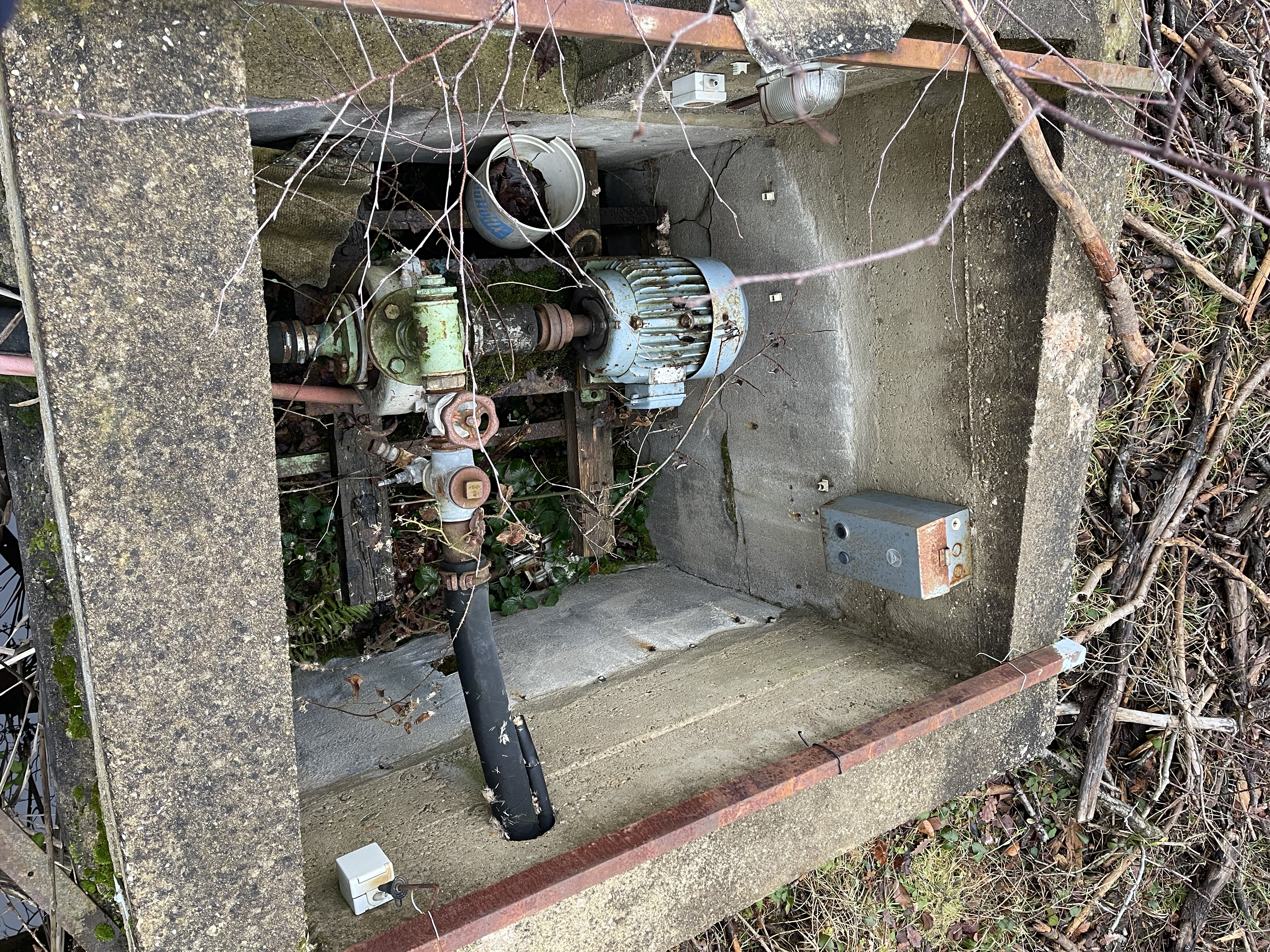
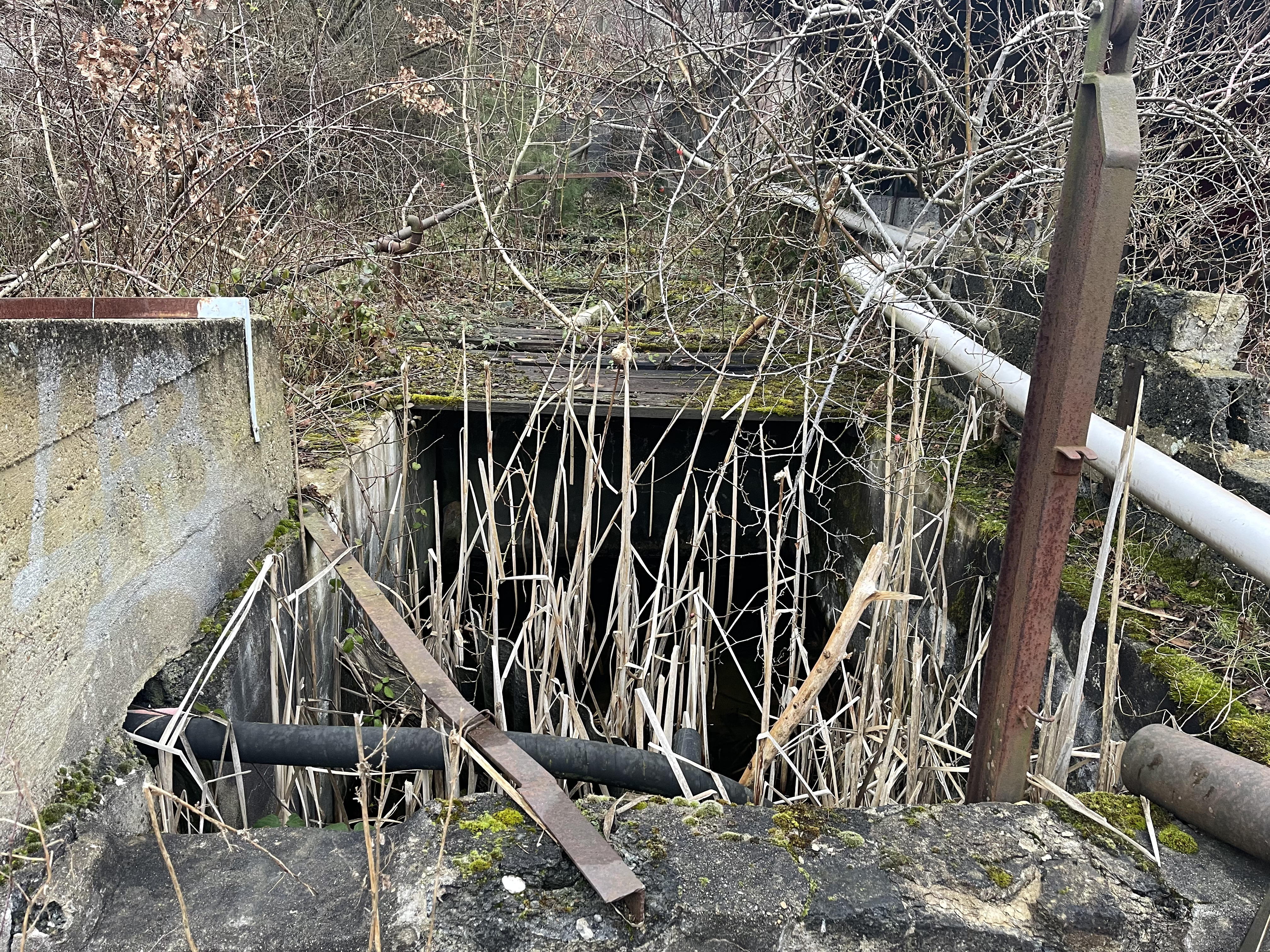

#### Carport 2
Unmittelbar vor der Einzäunung und dem Haupttor liegt der zweite Carport.

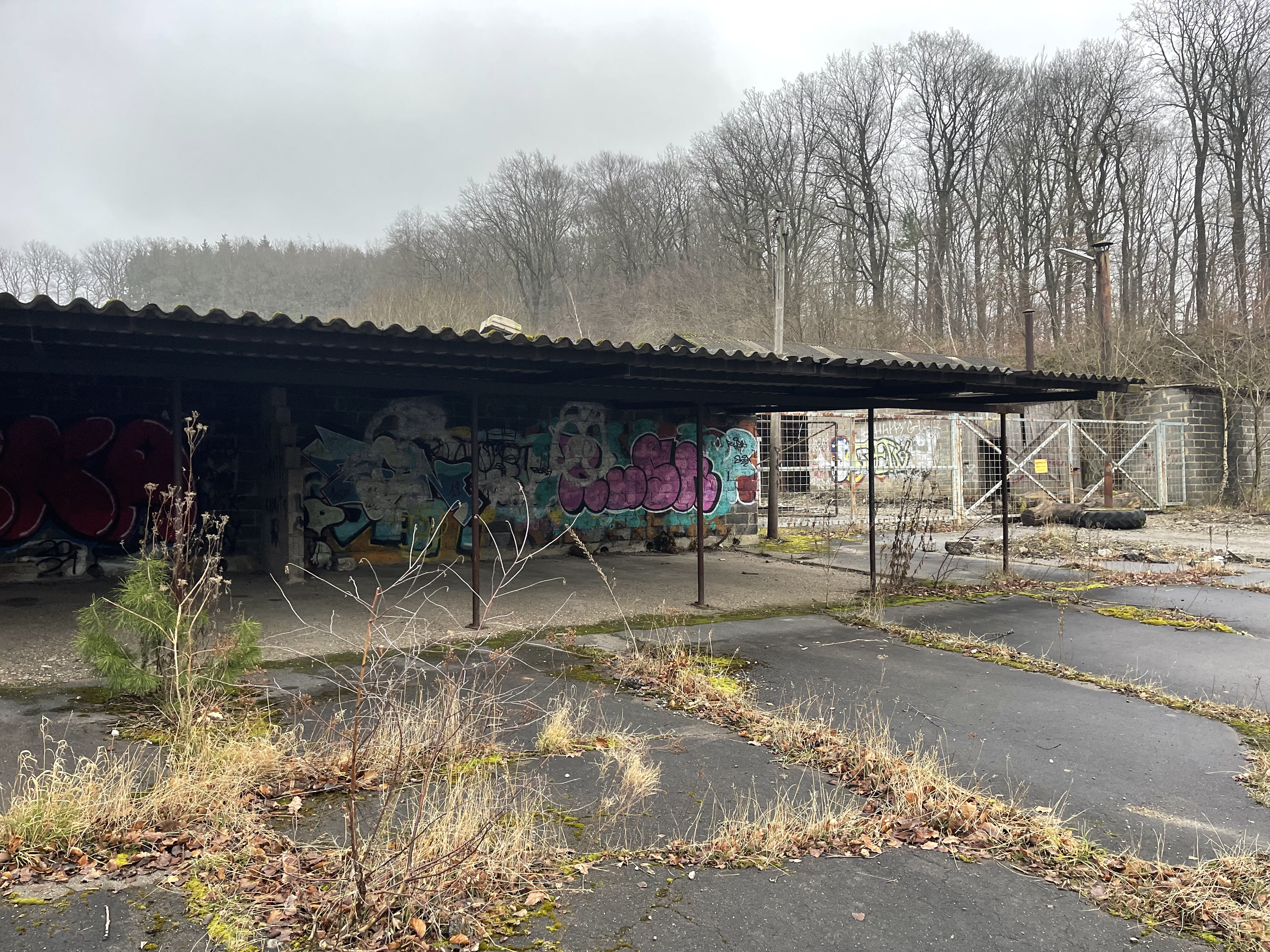
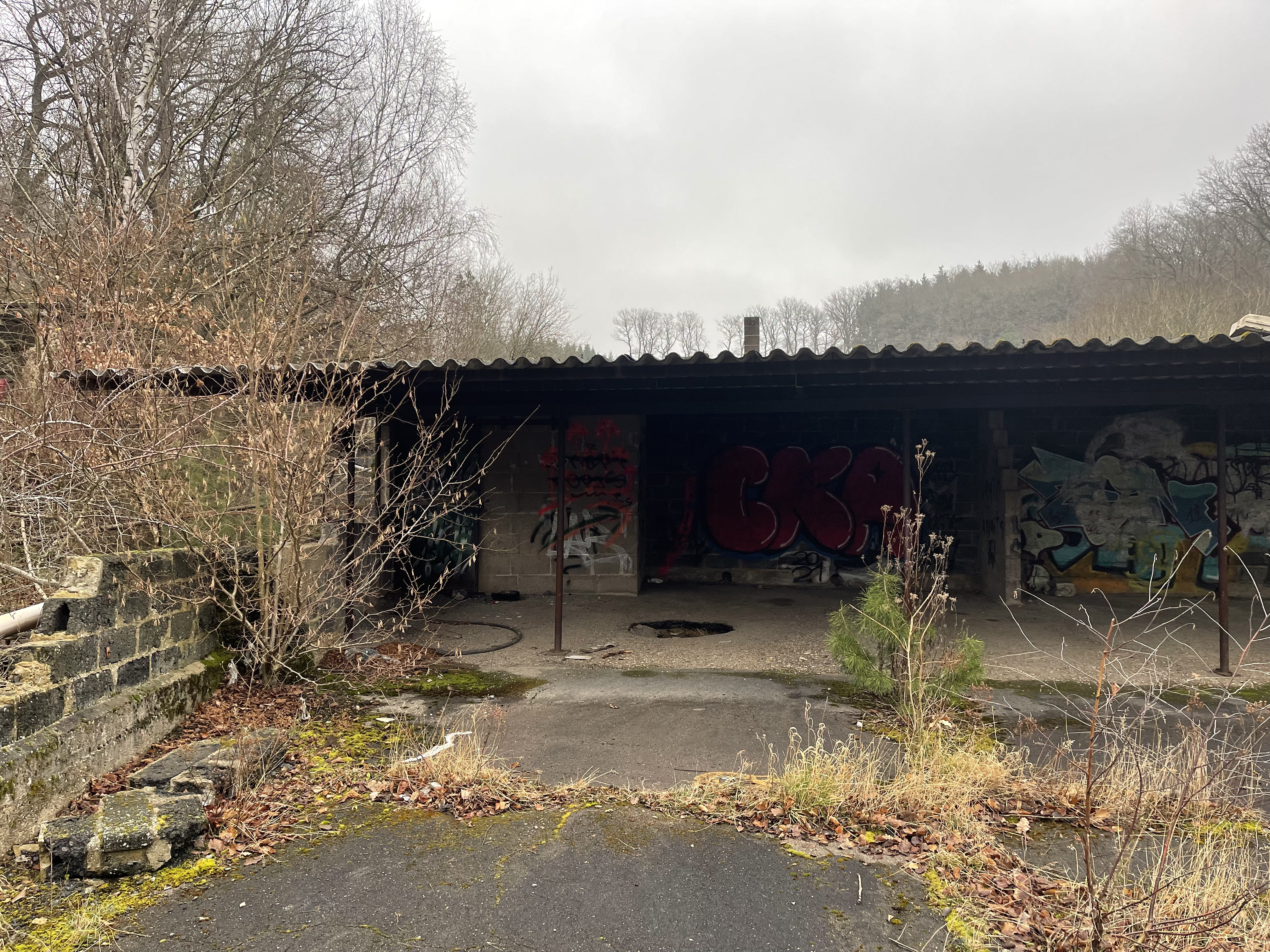
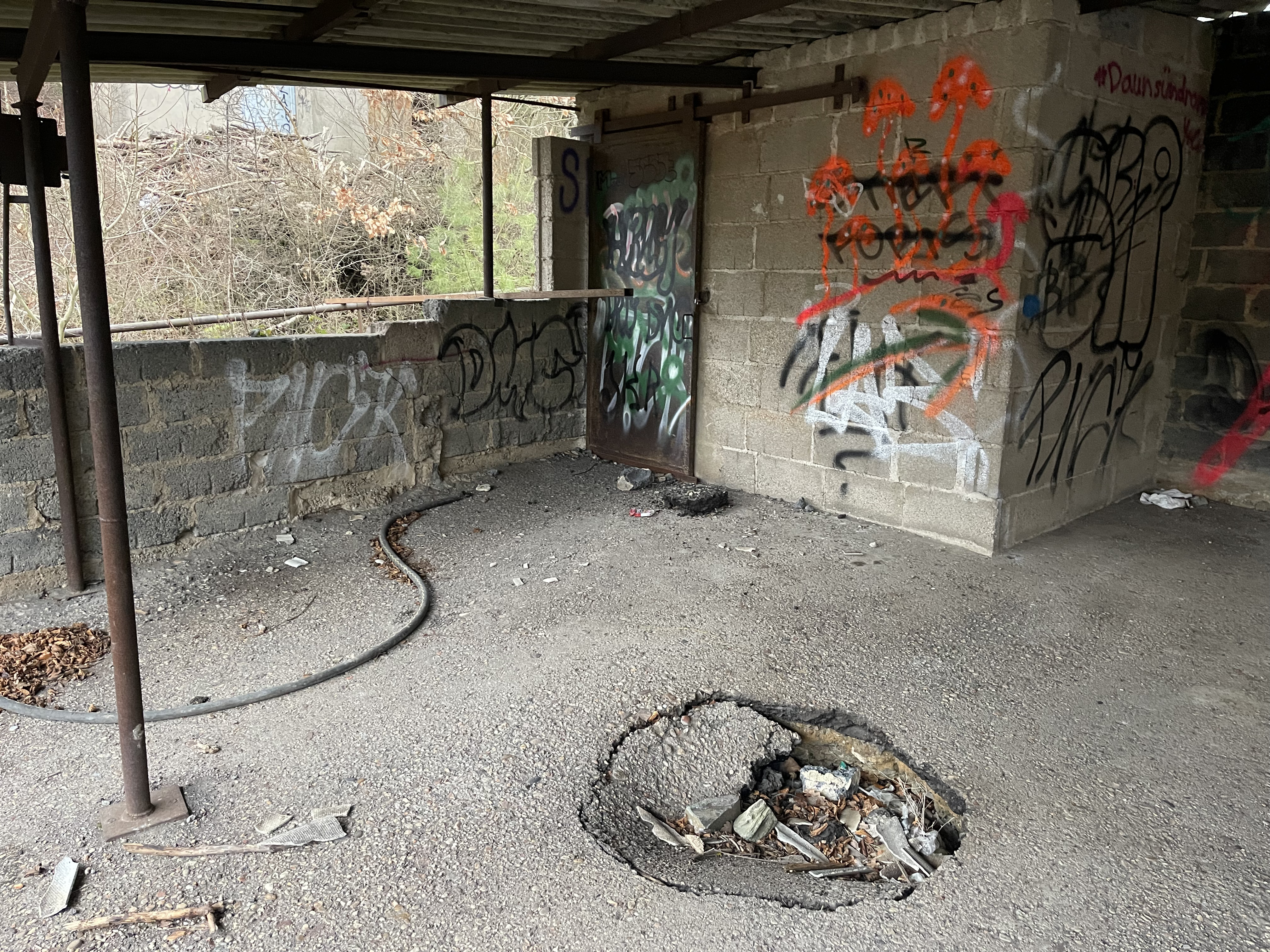
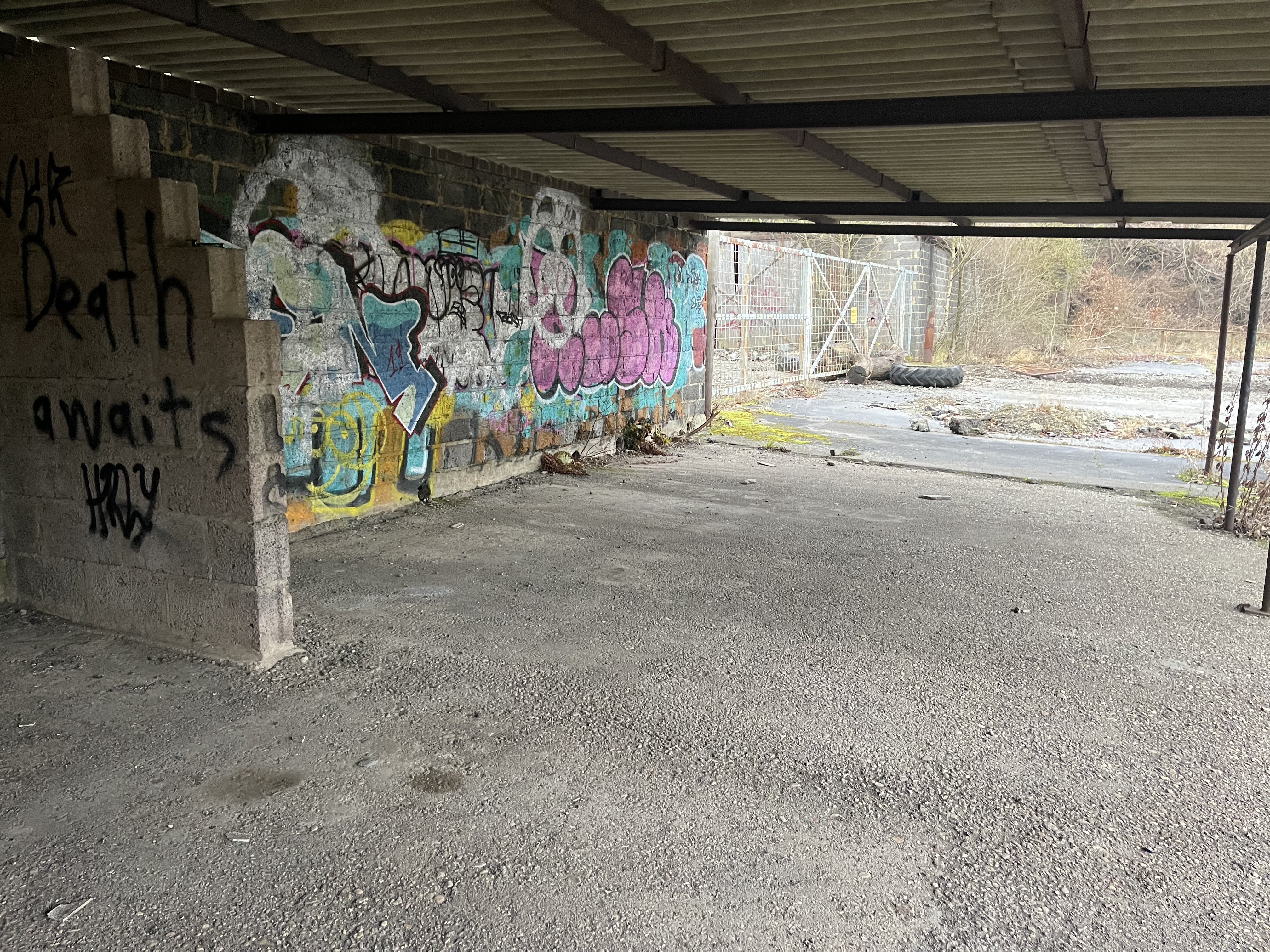
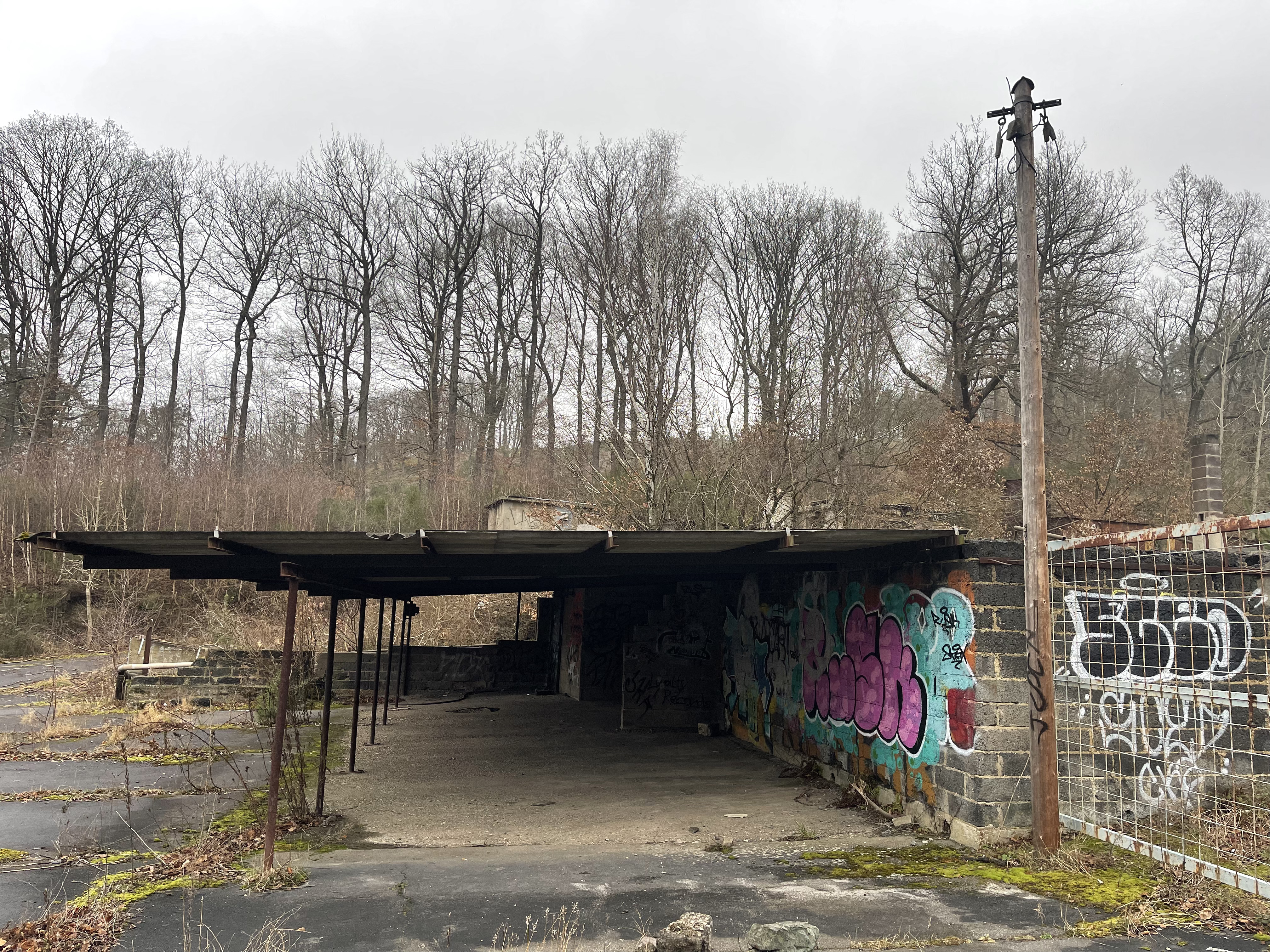

#### Werksgelände
Das Werksgelände bestand aus mehrern Werkshallen, einem Büro, Sozialräumen und einer Werkstatt.

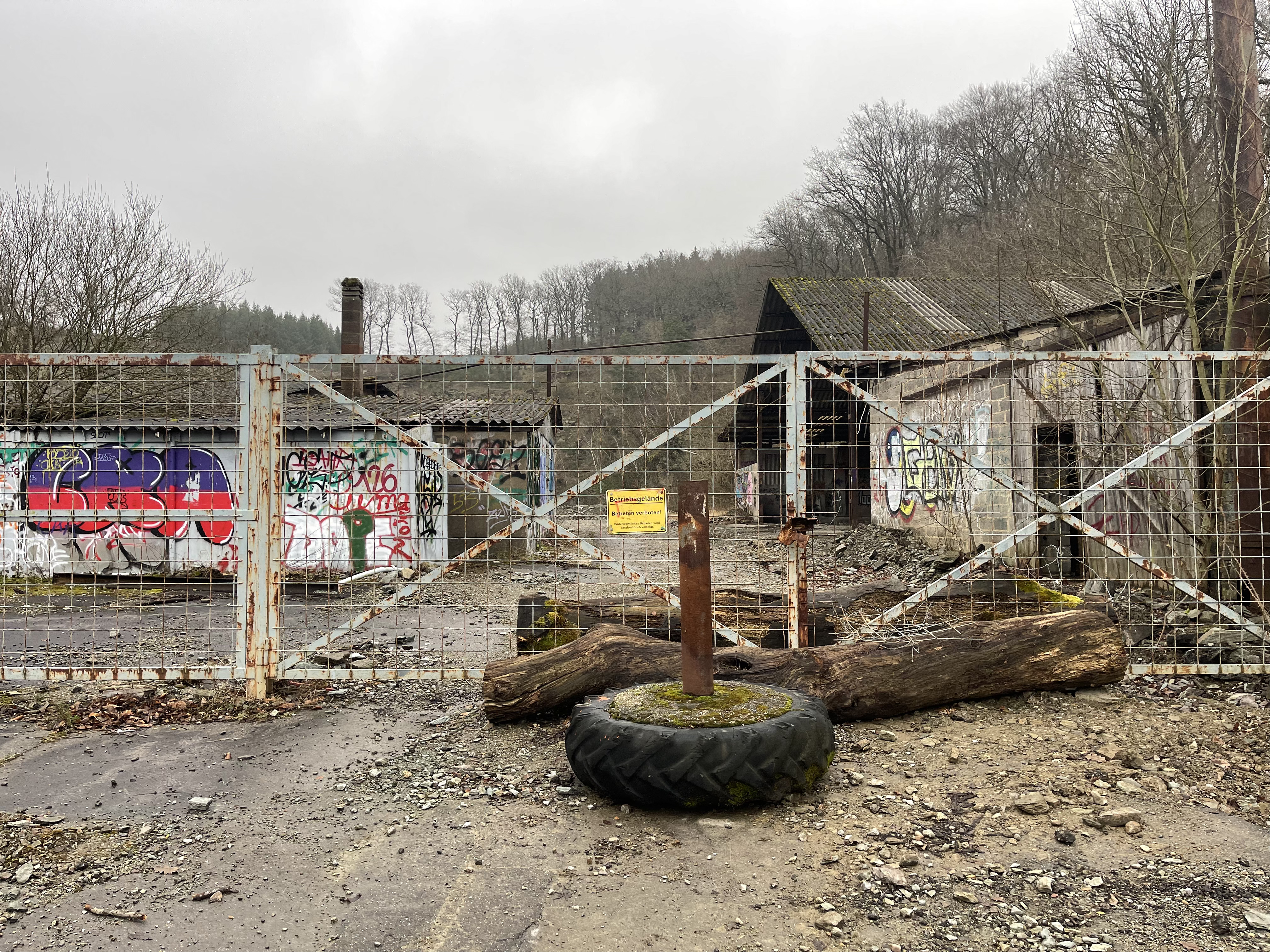
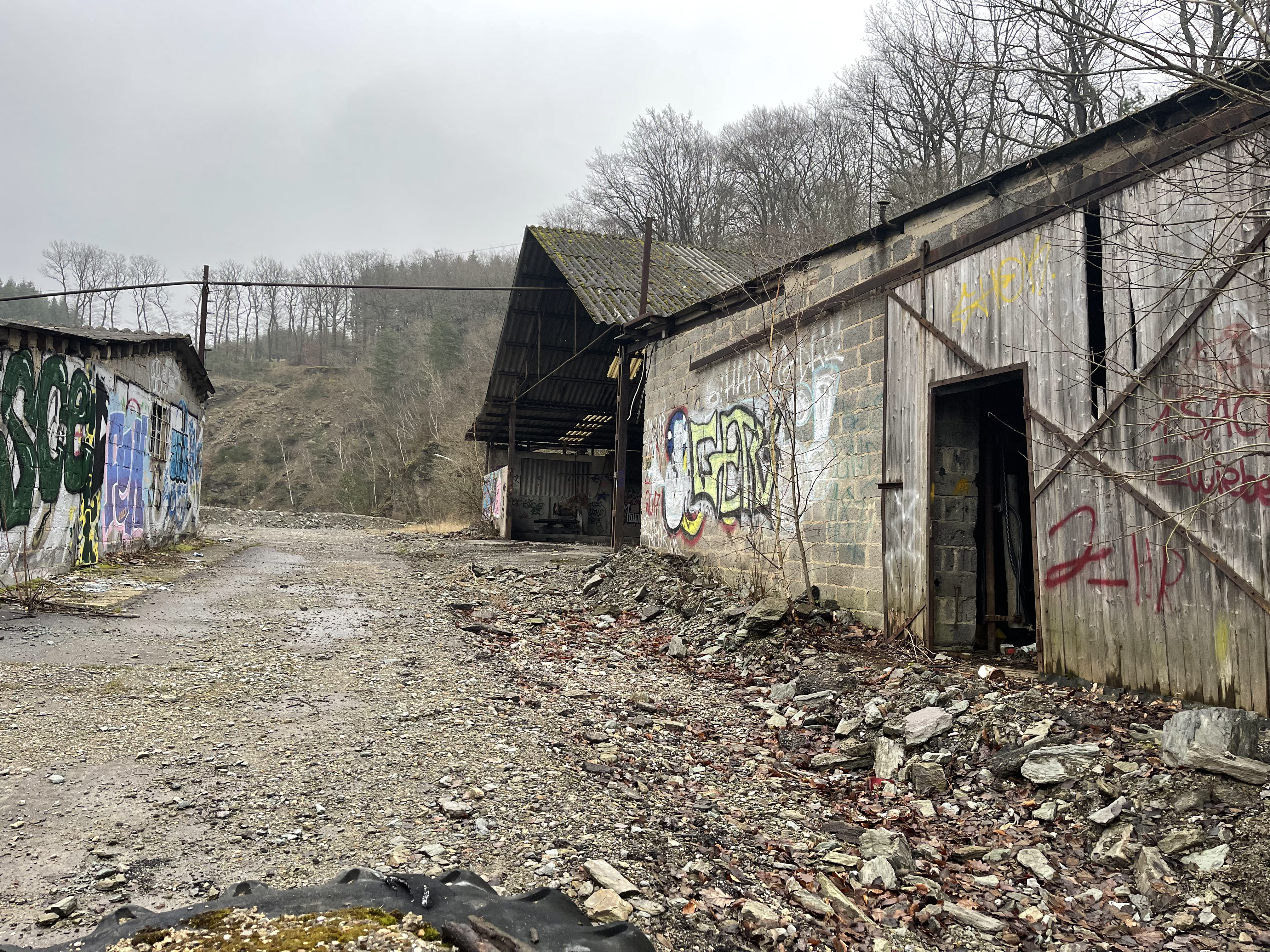
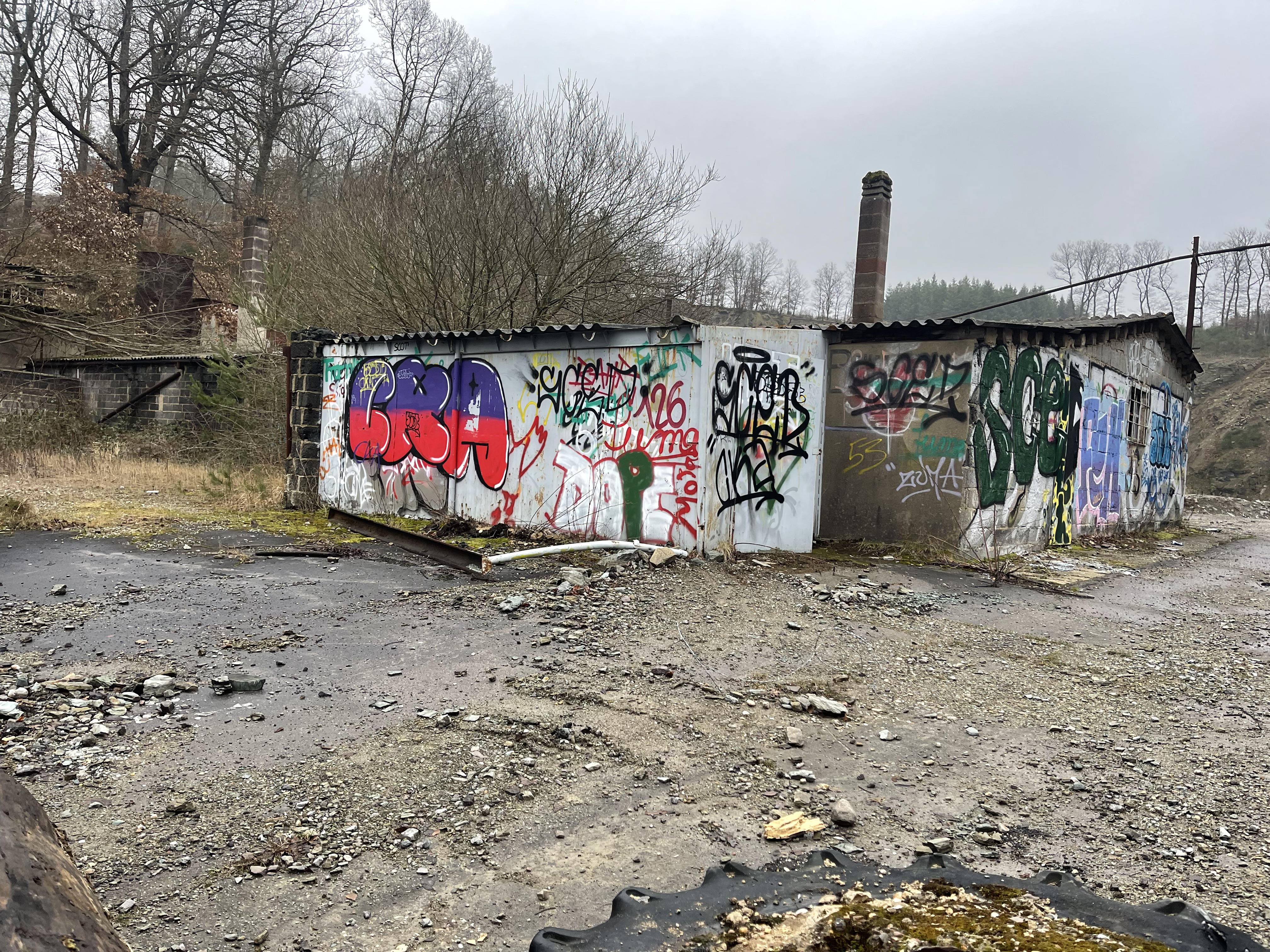

#### Arbeiterunterkunft
Für die Arbeiter vor Ort wurde im späteren Verlauf (vermutlich in den 1960er Jahren) eine kleine Unterkunft gebaut. Sie liegt Nord-West vom Abbaugebiet und neben dem Druckluftgeneratorhaus und dem Schlamm sowie an der Verbindung zur großen Terrasse im Norden und führt zum Sprengstofflager Nord. Neben dem Haus war ein großer Drucklufttank, dessen Leitung über das Dach lief. Der Grundriss ist etwa 28 m² groß.

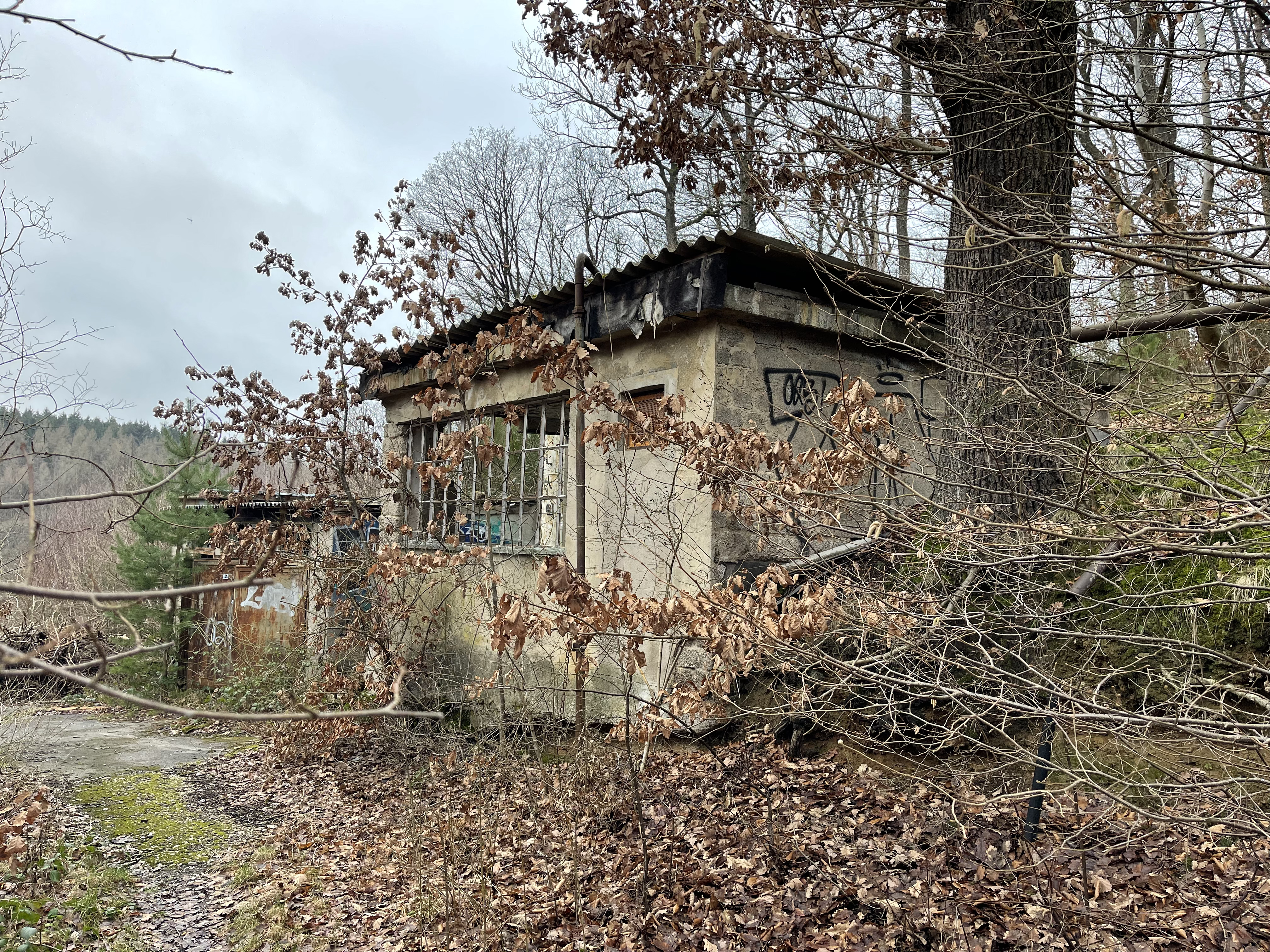
Blick von der Terrasse kommend
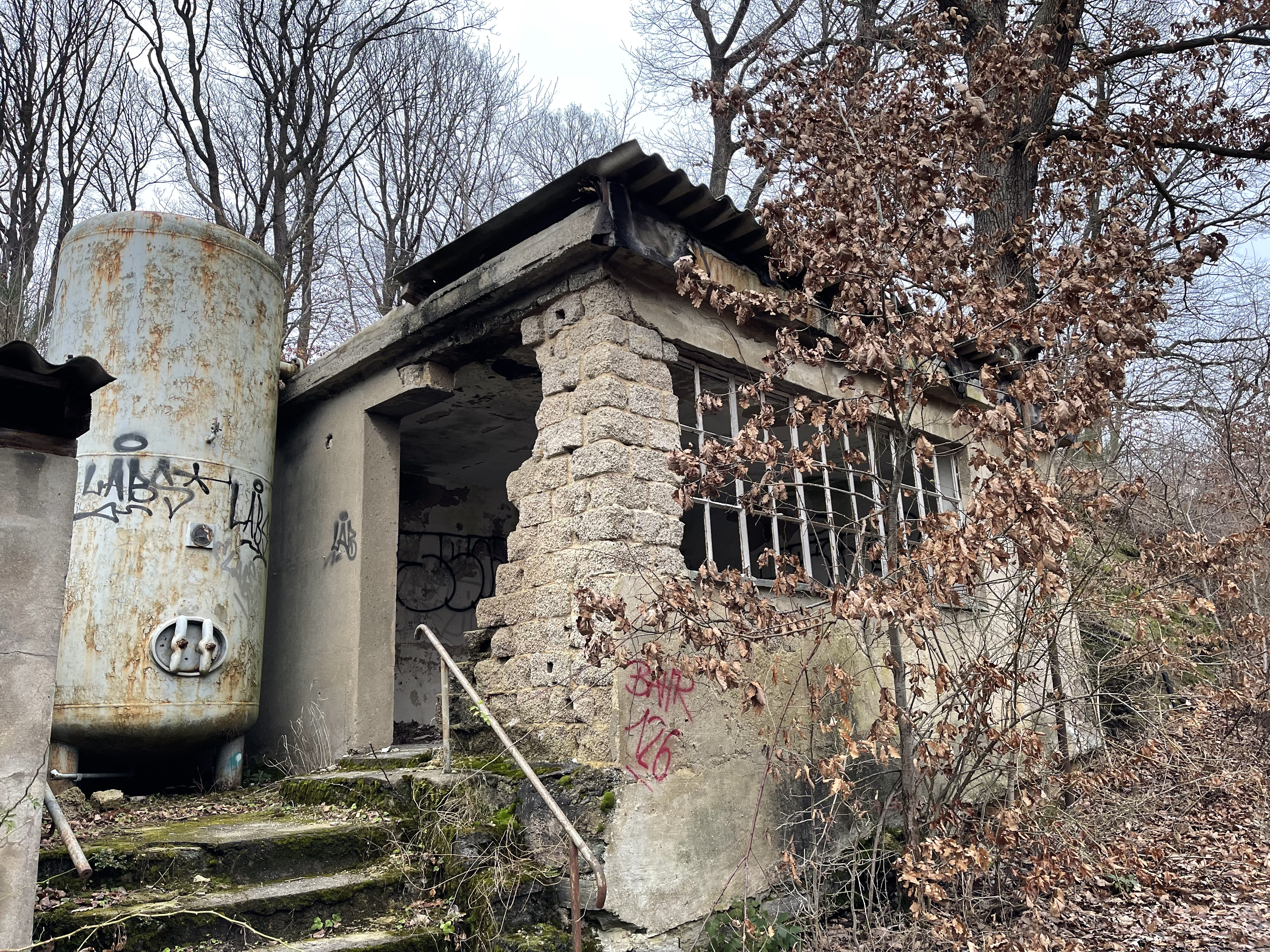
Blick vom Stromgeneratorhaus. Deutlich zu erkennen der zerstörte Eingangsbereich und das Tank.
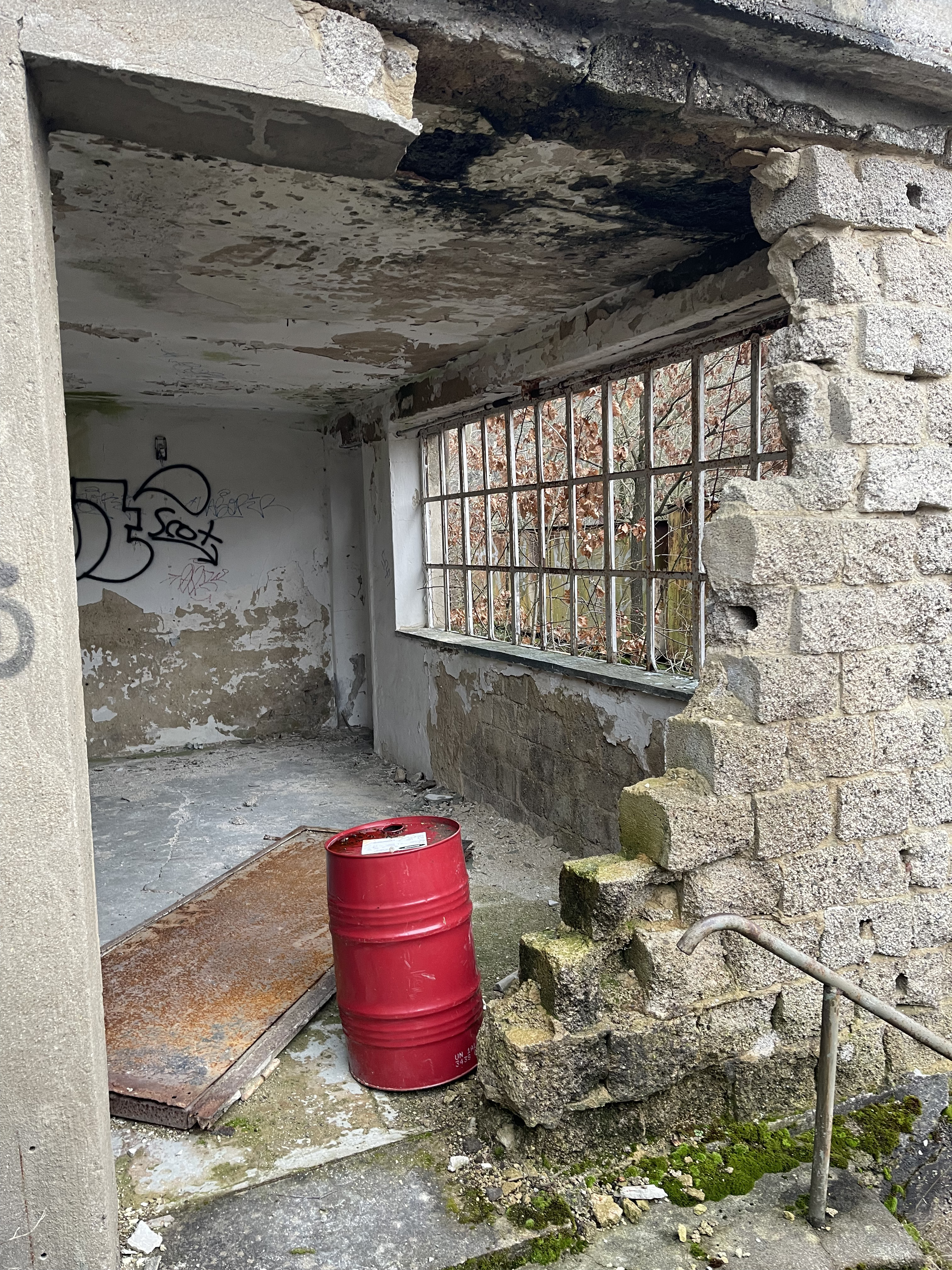
Zerstörter Eingang mit der Tür auf dem Boden. Das Ölfass war nicht Teil der Ausstattung.
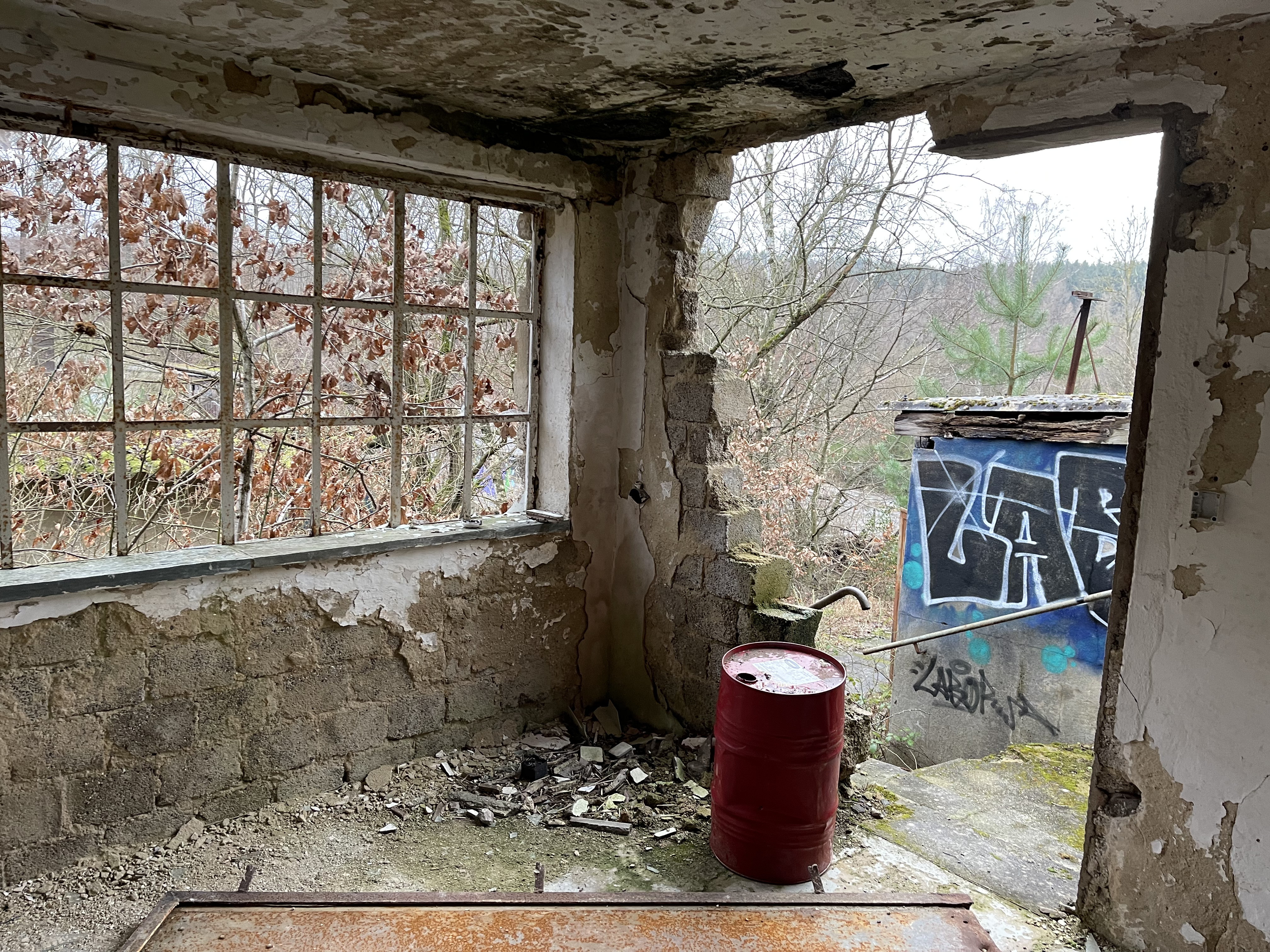
Blick aus der Unterkunft heraus
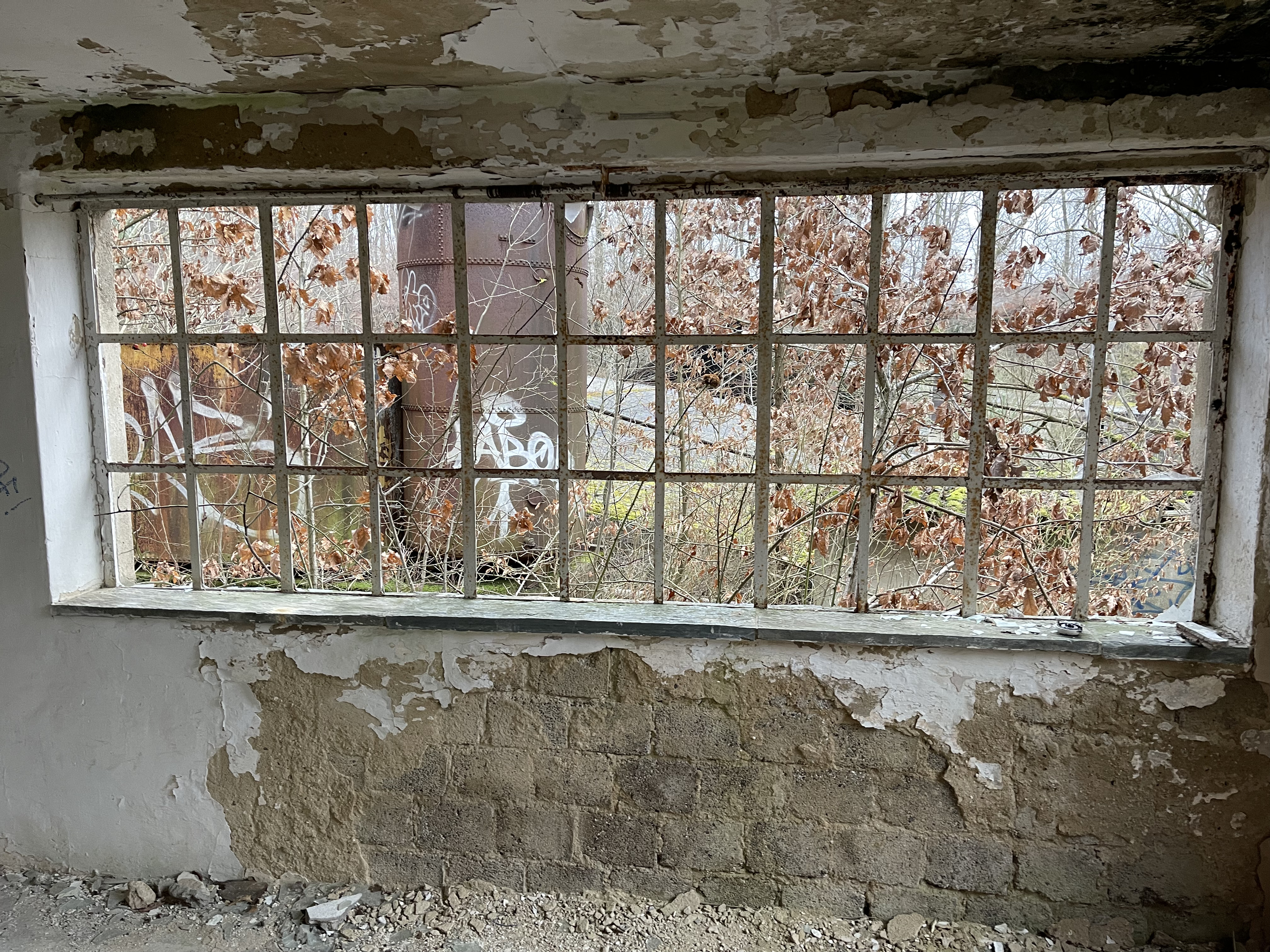
Blick aus dem Fenster
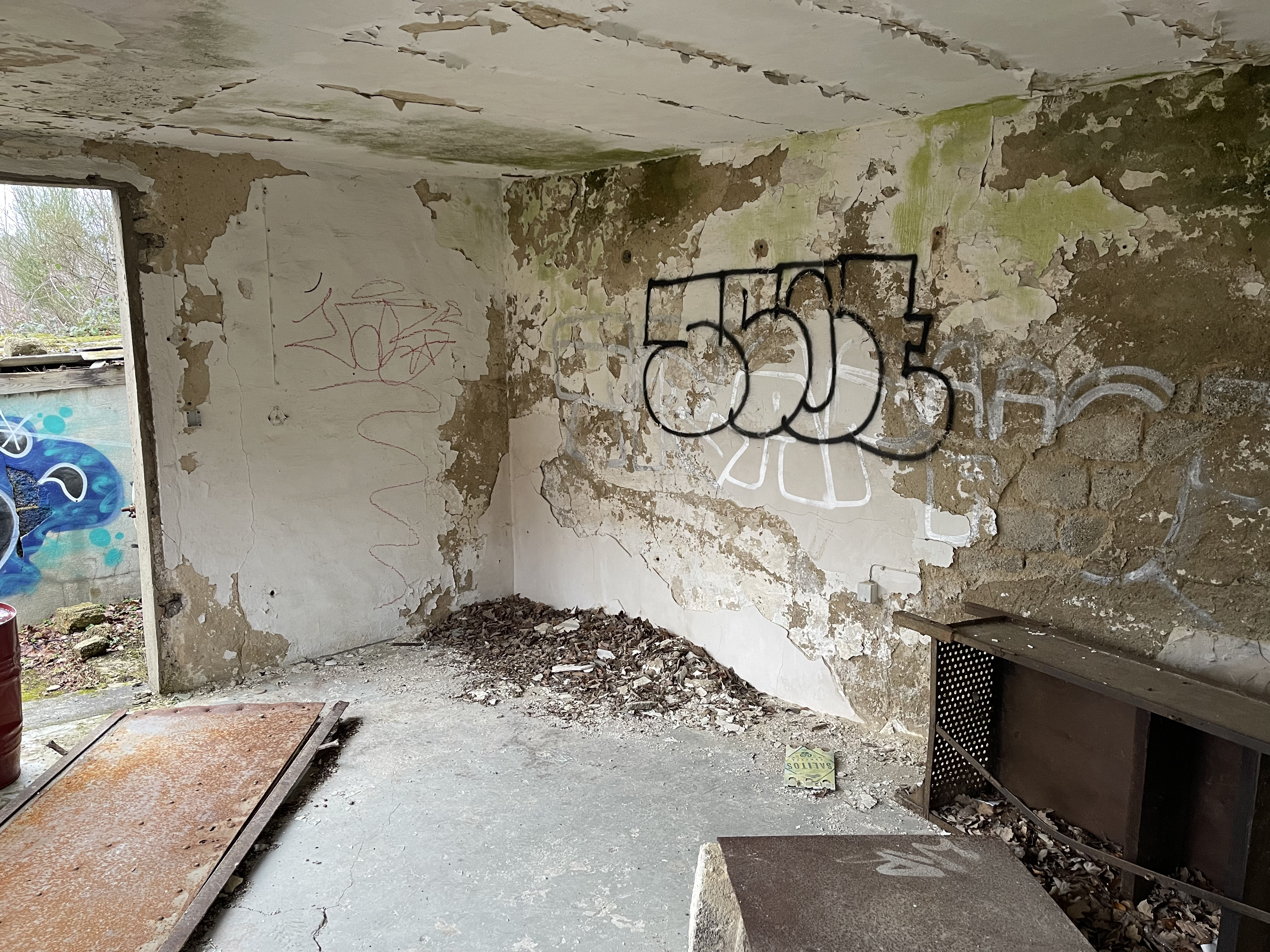
Blick von der anderen Seite der unterkunft. An der Wand mit dem Graffiti waren Stockbetten angebracht

#### Druckluftgenerator
Links neben der Unterkunft wurden zwei Druckluftgeneratoren betrieben, welche eingehaust waren. Die Konstruktion bestand nur aus einfach Wänden und Metalltüren. Die Fläche bemisst sich etwa auf 35 m²

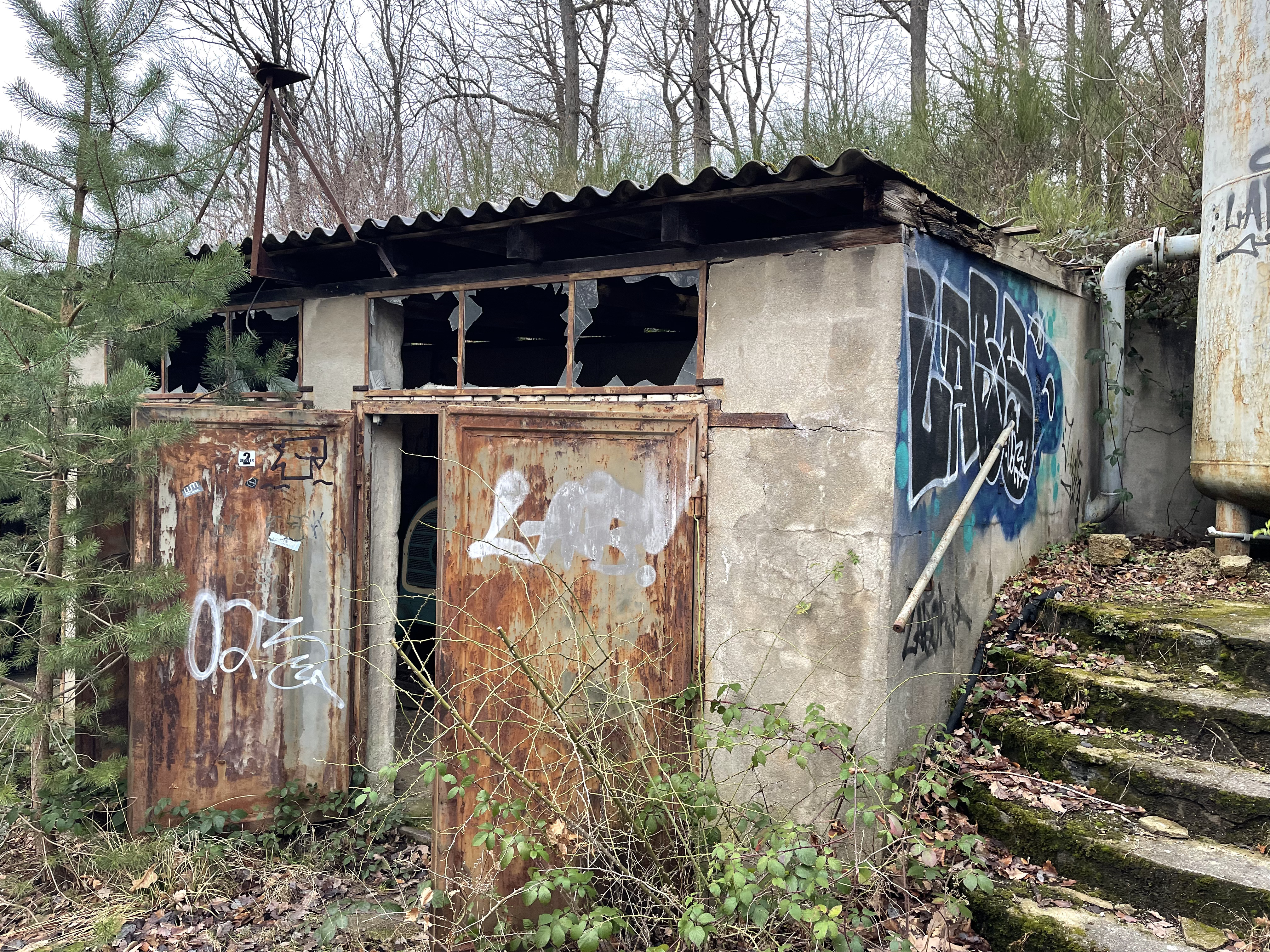
Generatorhaus, rechts die Treppe hoch zur Arbeiterunterkunft
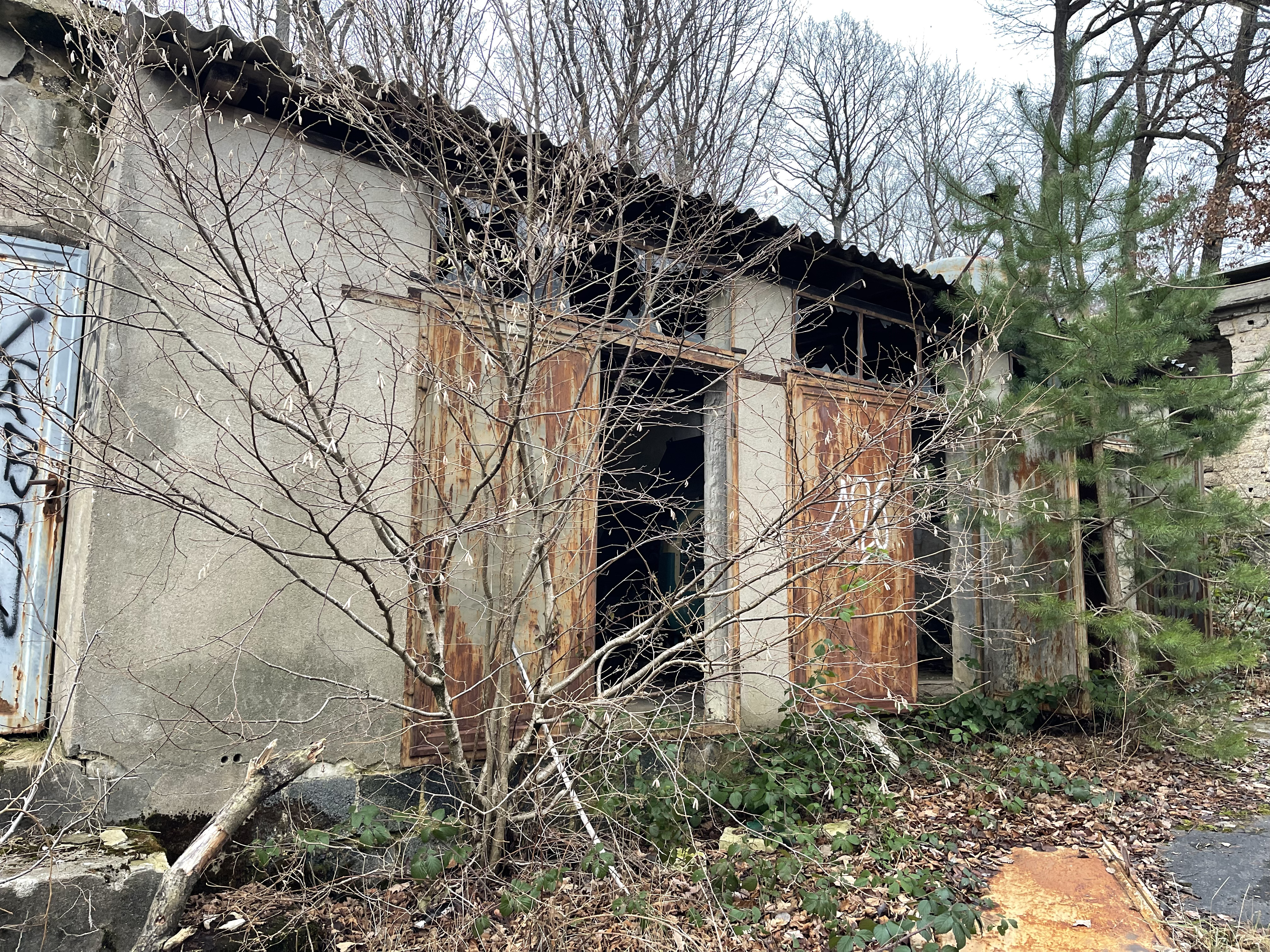
Frontalansicht der Einhausung
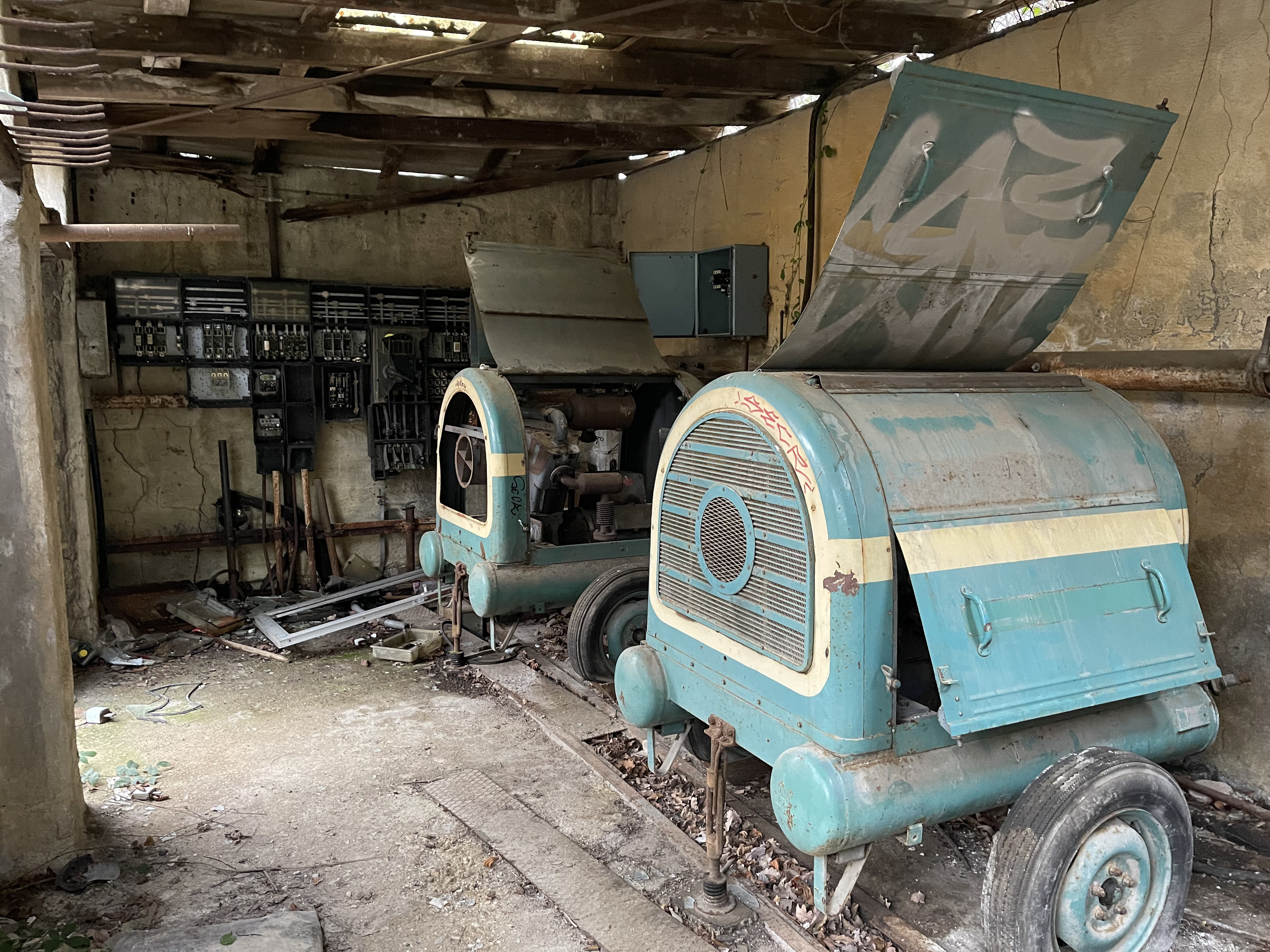
Generatoren
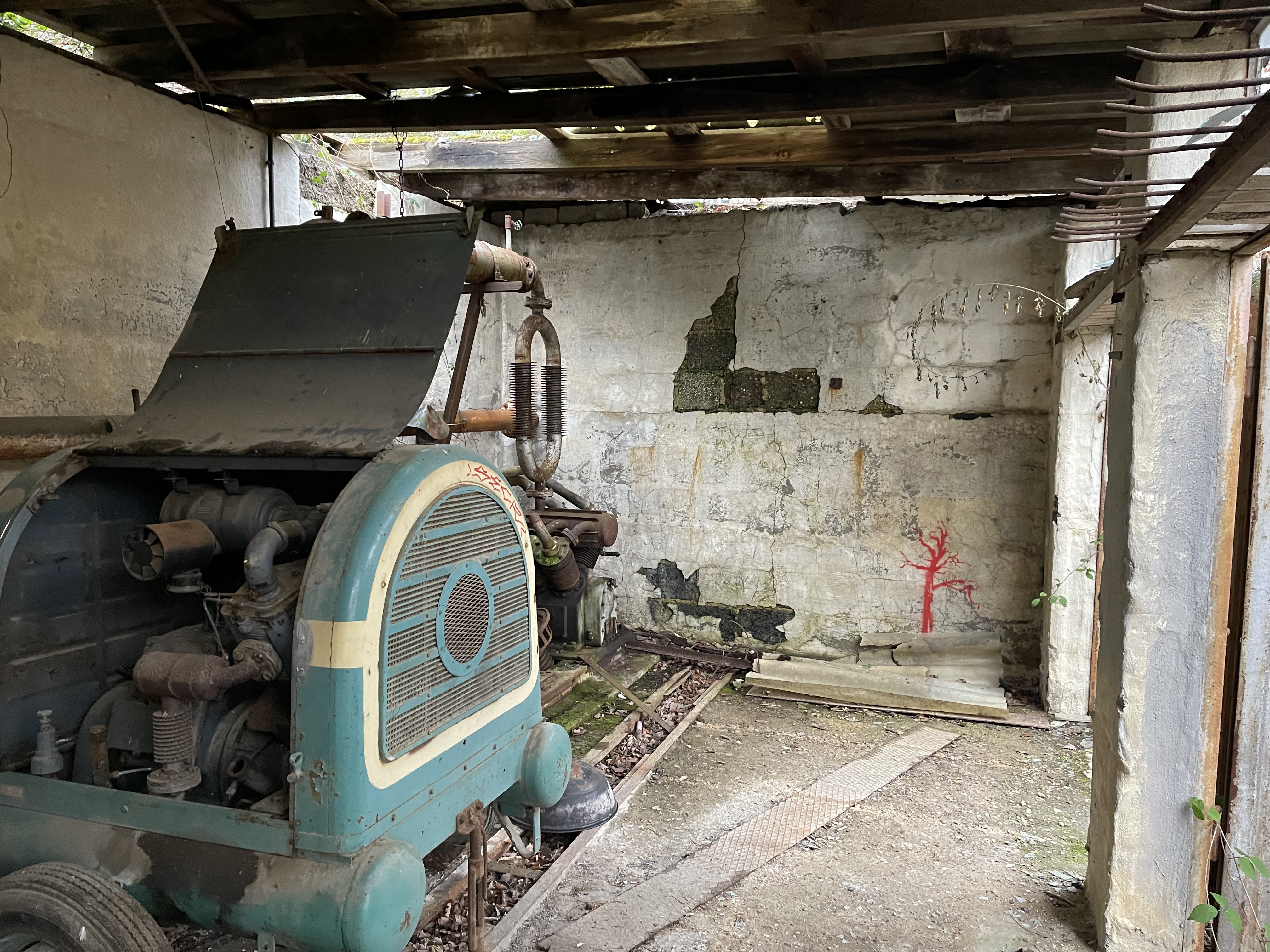
Aufgebrochener Generator
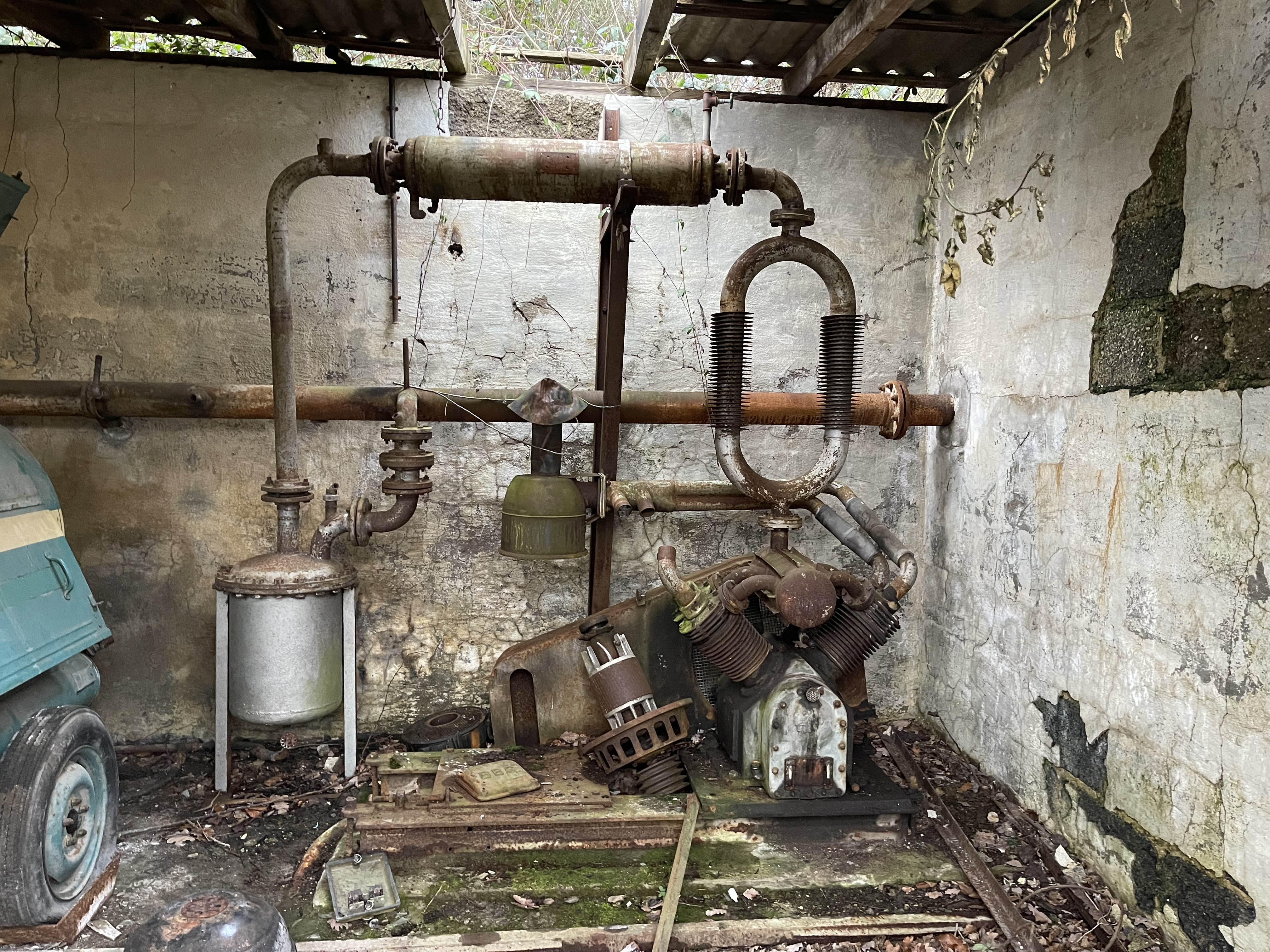
Druckluftstation
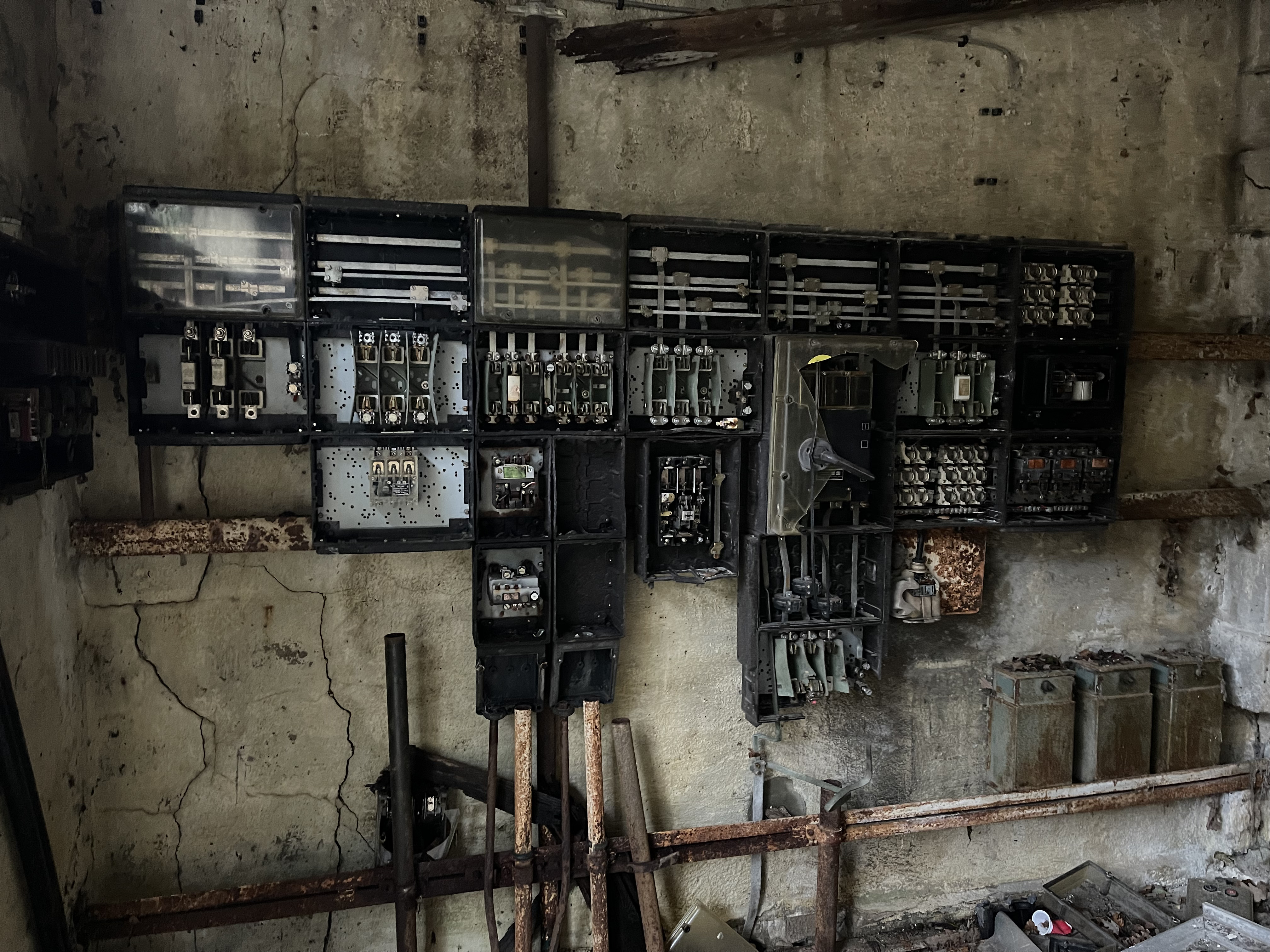
Verteilerkasten an der Westwand

#### Sprengstofflager Nord
Das Sprengstofflager im Norden des Abbaugebiets liegt auf der erhobenen Terrasse und wurde in den Fels geschlagen. Der Hang wurde mit einer Trockenmauer aus Schevenhütter Naturstein abgefangen und der Innenraum mit Beton ausgegossen. Die Tür war mit einer schweren Stahl-Beton-Tür geschützt.

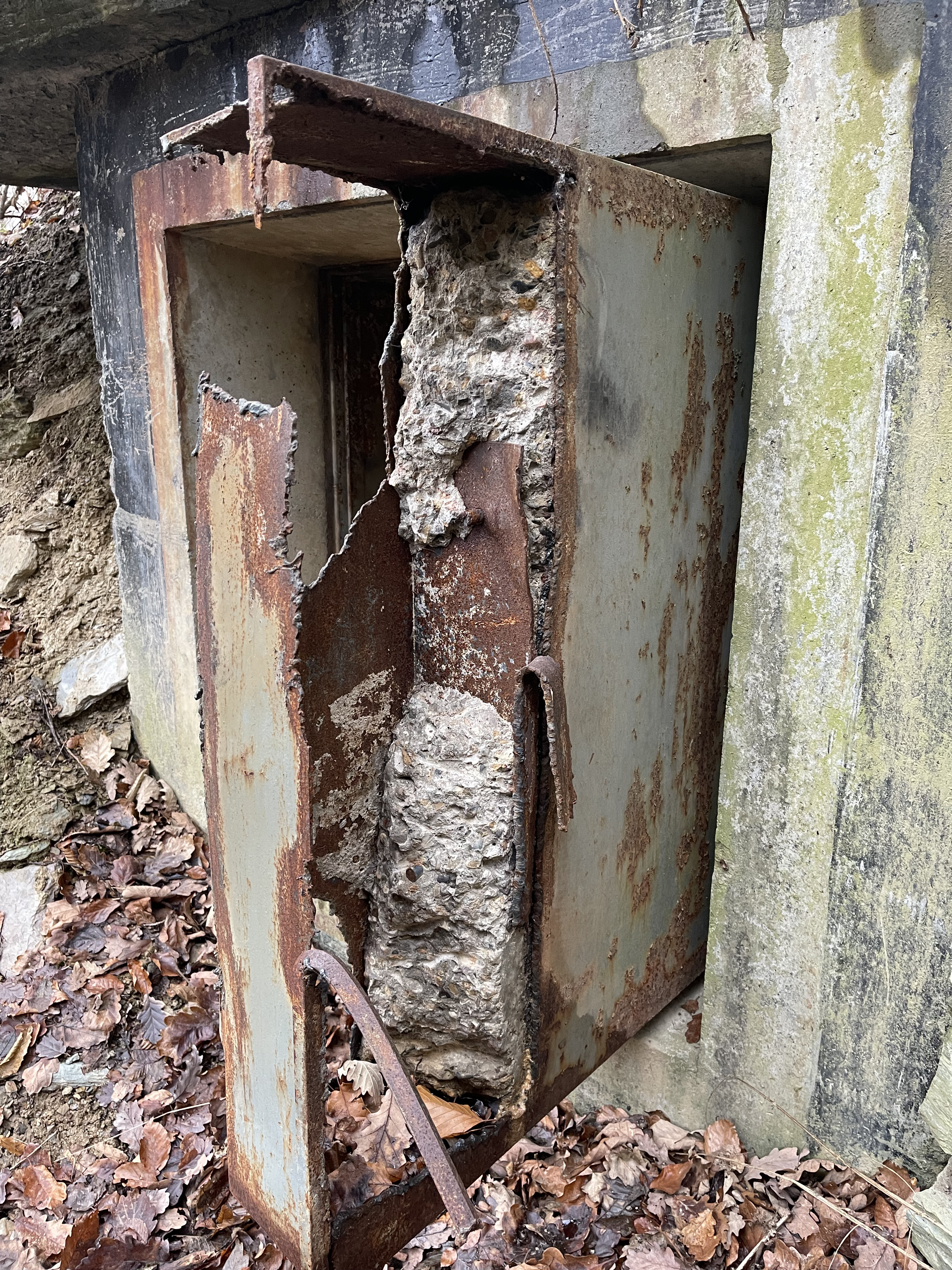
Aufgebrochene Tür zum Sprengstofflager
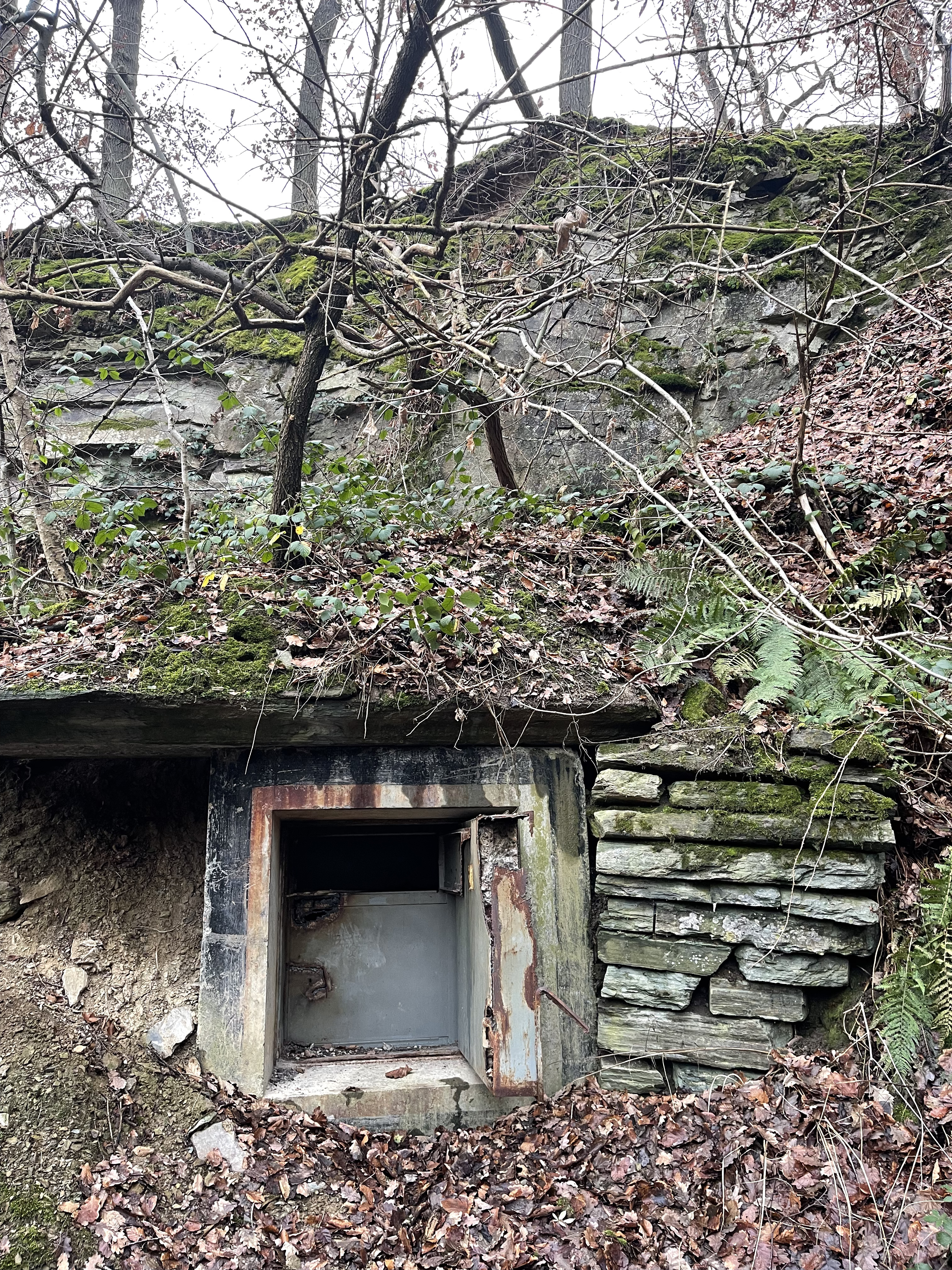
Sprengstofflager Nord im Hang

#### Sprengstofflager Süd
Das Sprengstofflager im Süden des Abbaugebietes liegt nahe am Waldweg entlang und wurde mit einer Trockenmauer aus dem geförderten Gestein abgefangen. Der Hauptteil liegt heute noch unter der Erde und wurde mittels einer mächtigen Stahl-Beton-Tür verschlossen. Das Lager liegt in direkter Nähe zum Sanitätshaus.

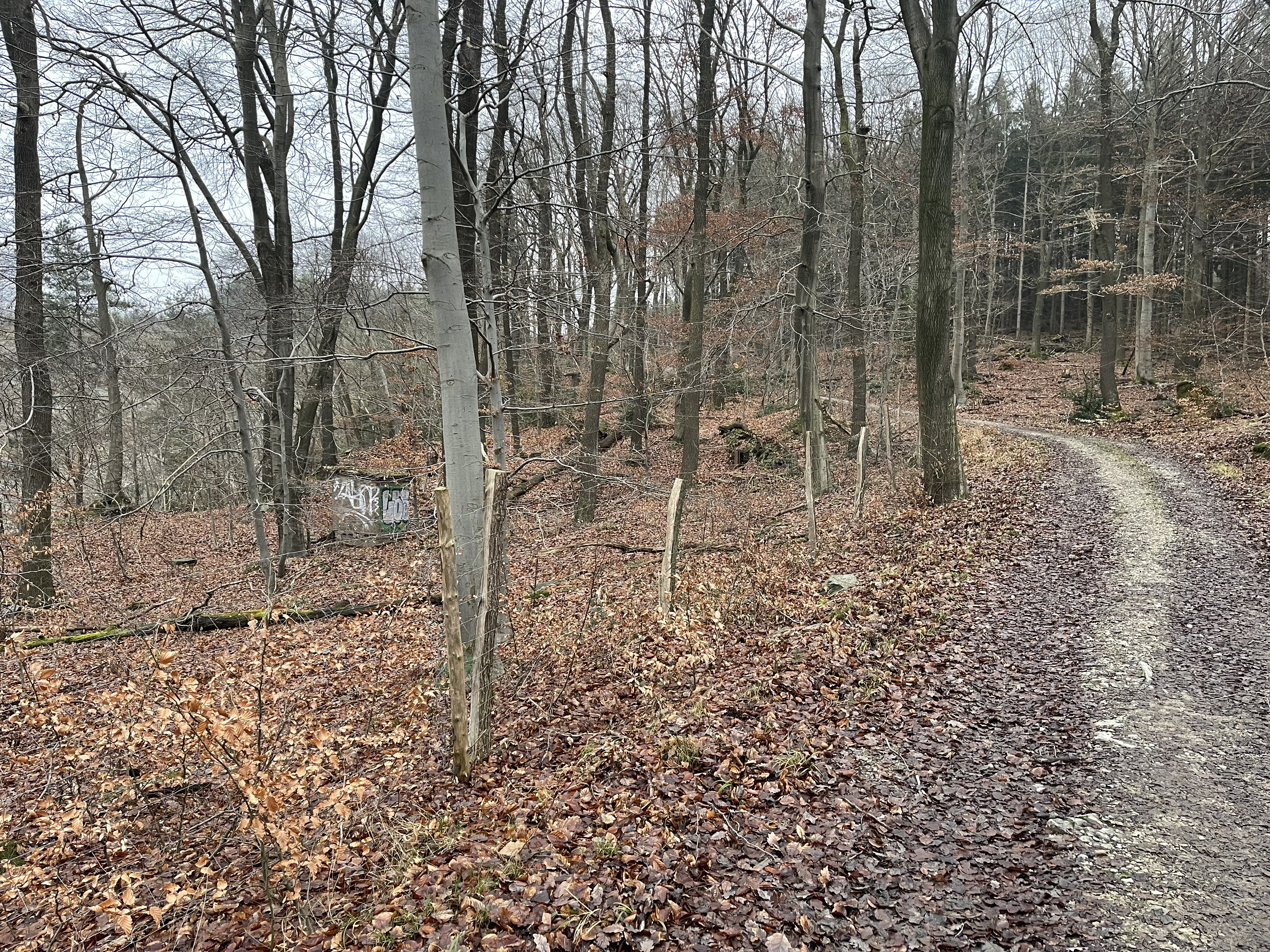
WC Haus (links) und Sprengstofflager Süd (rechts im Bild, links des Waldweges)
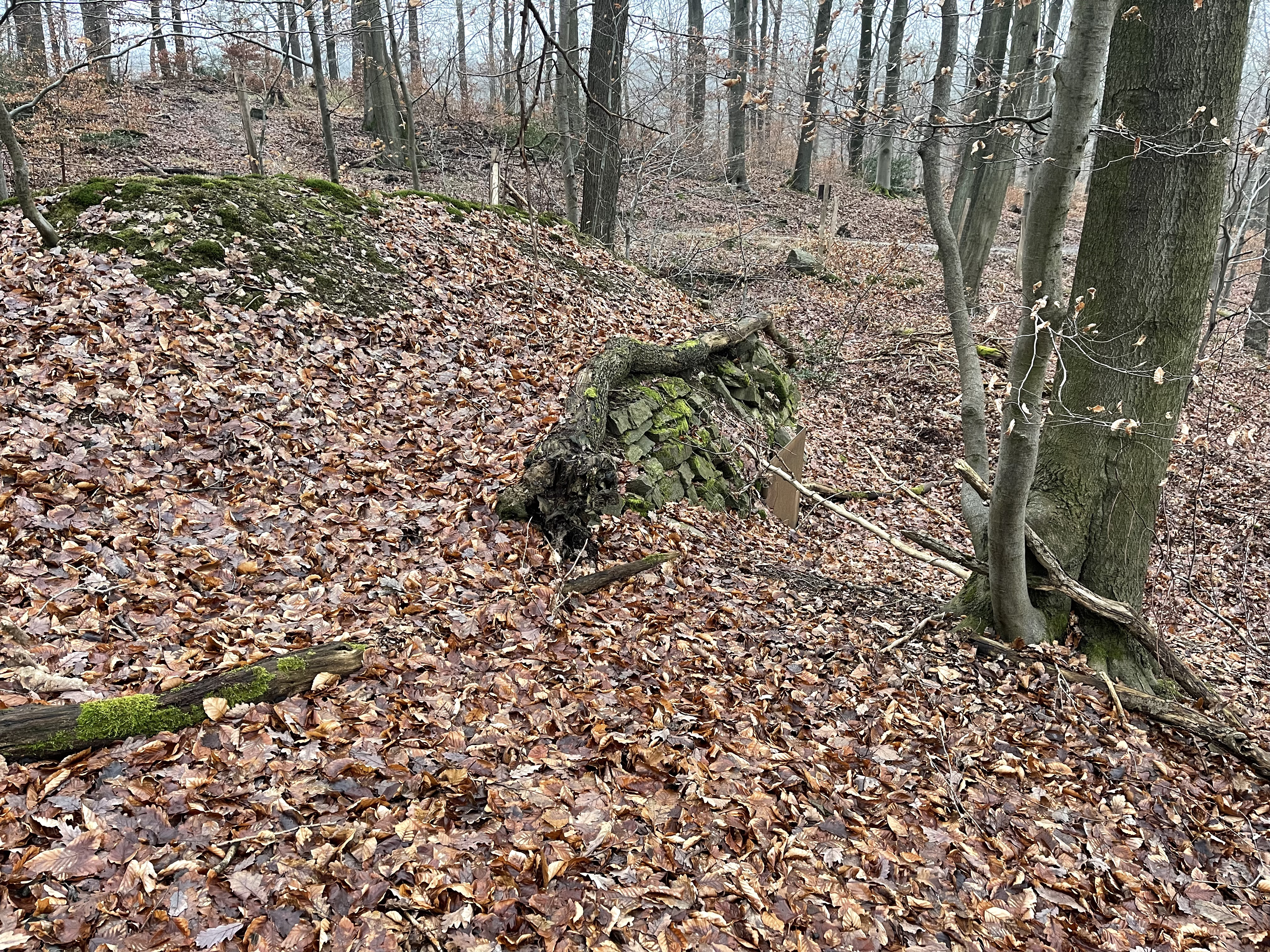
Sprengstofflager Süd, Blickrichtung Süd
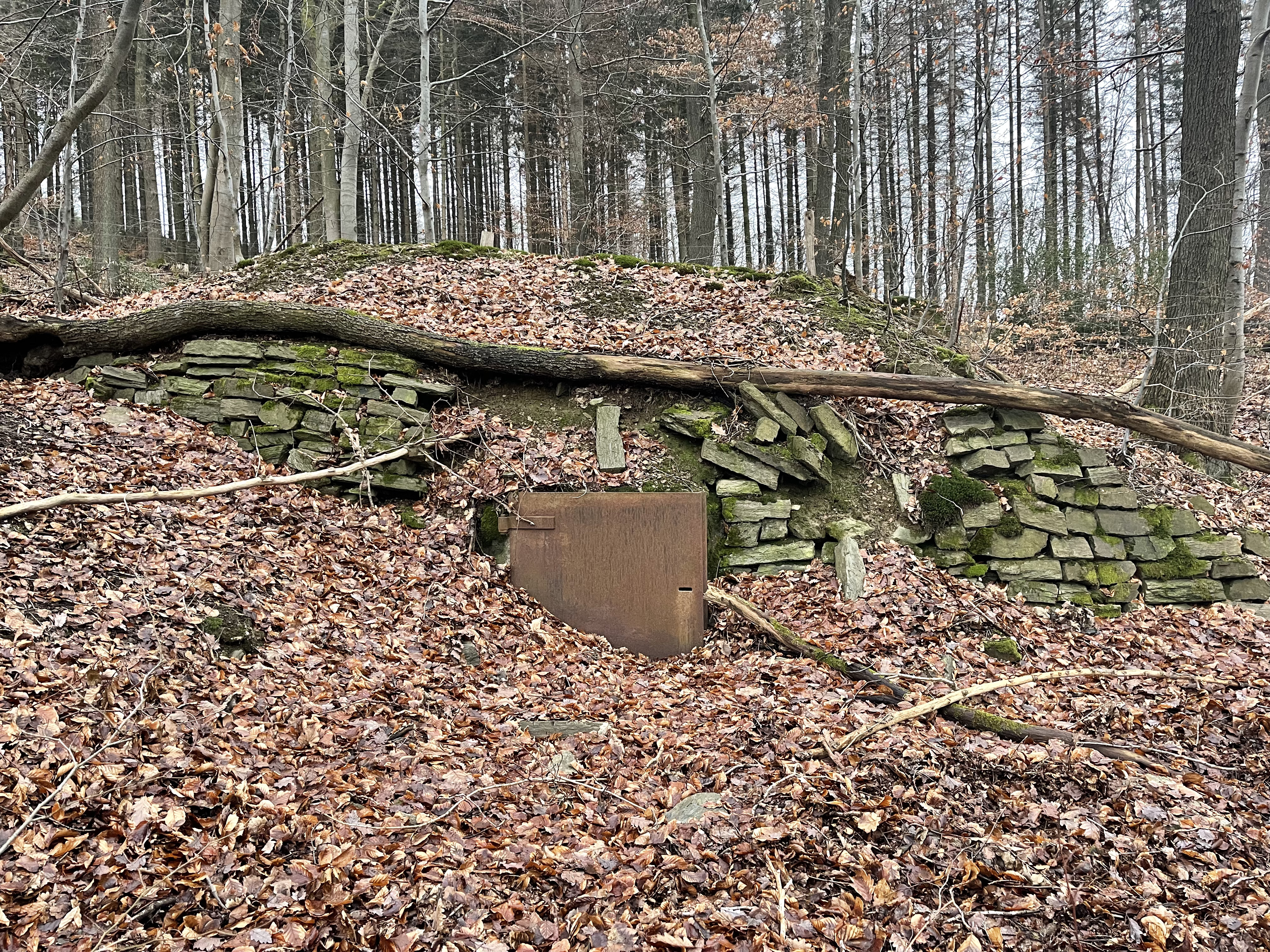
Frontalansicht
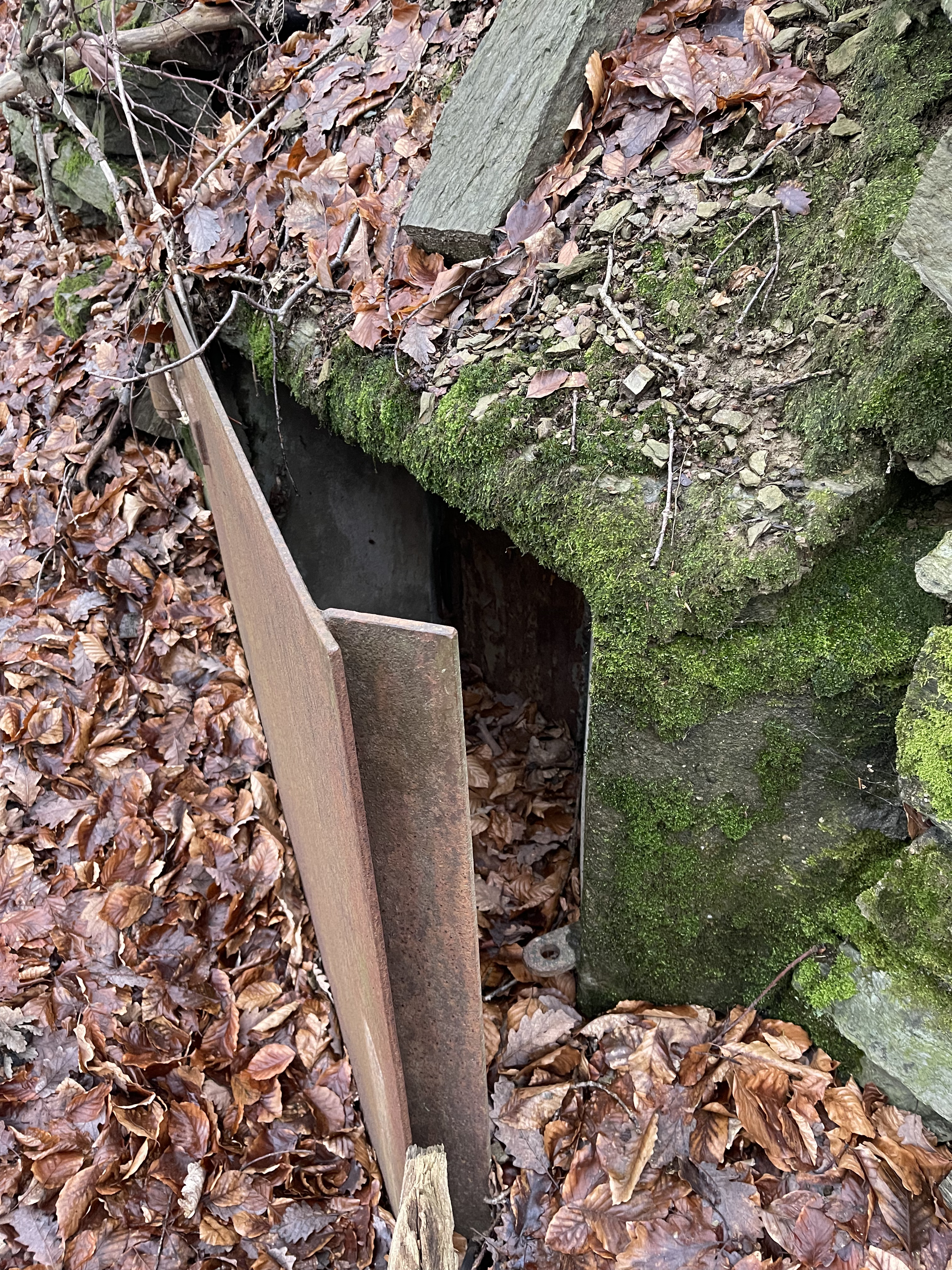
Äußere Tür
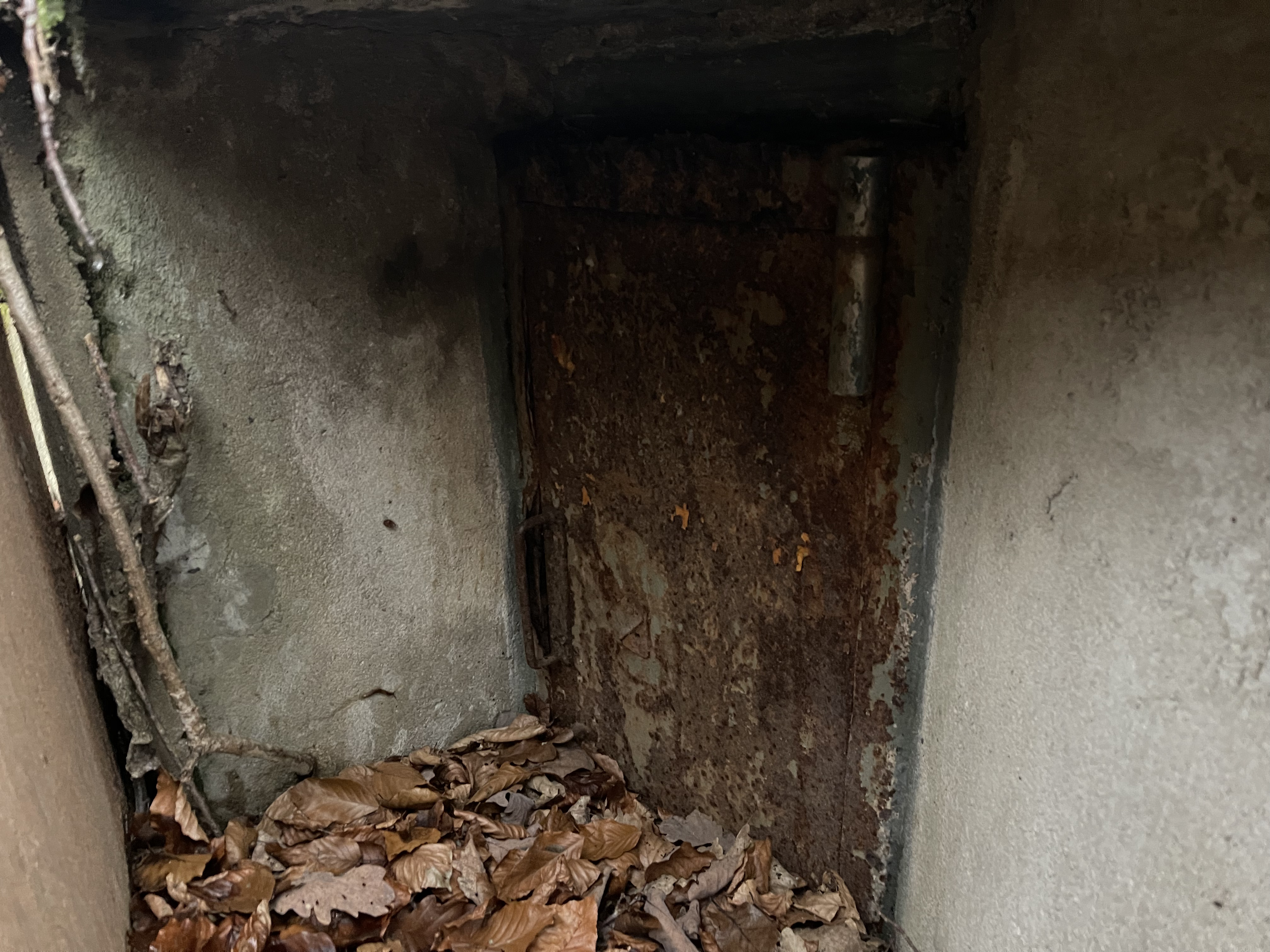
Innere, noch verschlossene Tür

#### WC
Direkt beim Sprengstofflager im Süden der Anlage liegt das Sanitätshaus des Steinbruchs, welches weder an Strom noch an Wasser angeschlossen war. Die kleine Hütte beläuft sich maximal auf eine Fläche von 4 m² und ist heute stark von Verwitterung und Vandalismus angefallen. Genau wie das Sprengstofflager steht das WC aus der original Geländeoberkante und liegt nicht im Abbaubereich. Es ist eingezäunt.

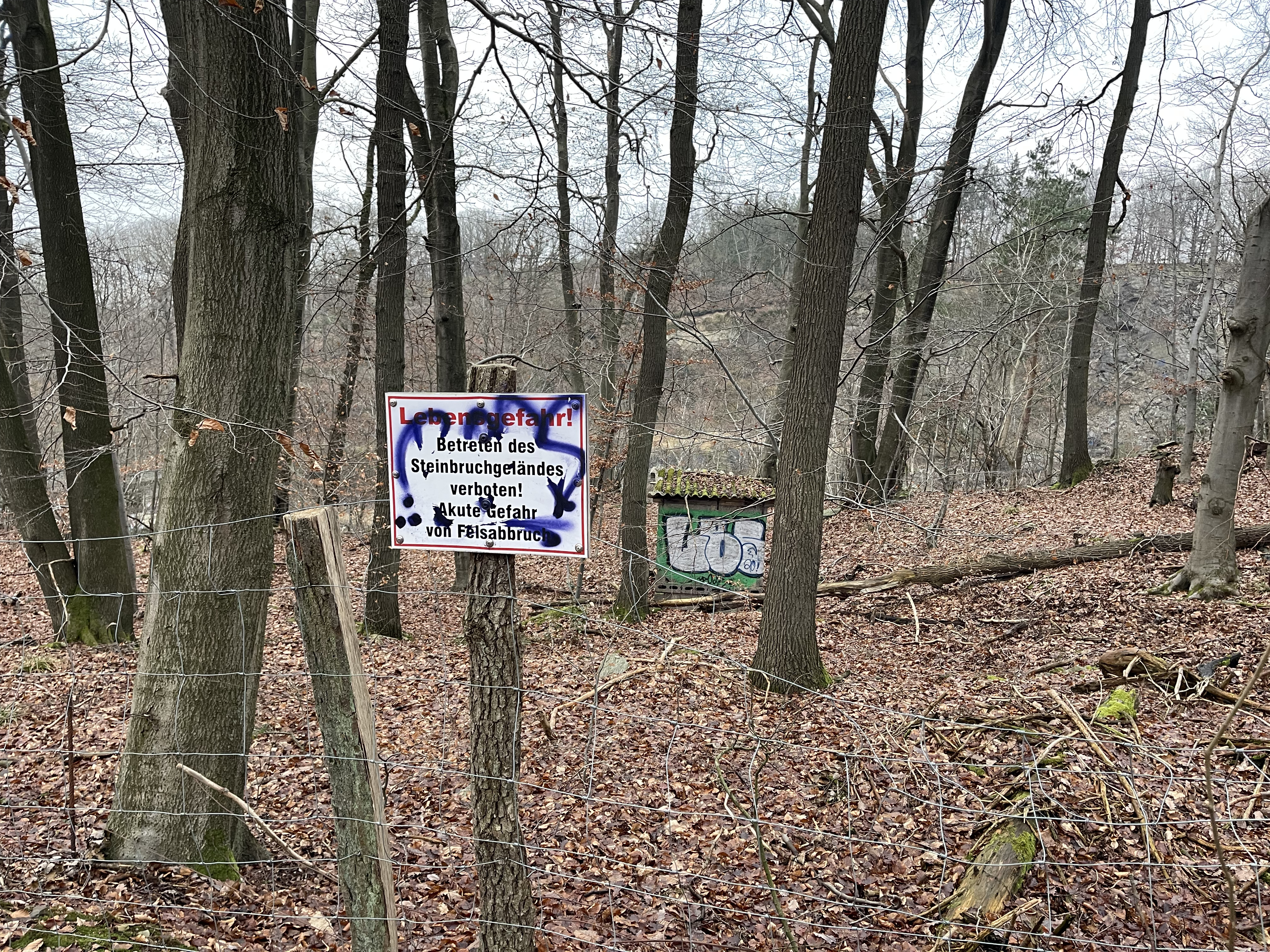
WC Haus vom Waldweg und vor dem Zaun aus gesehen
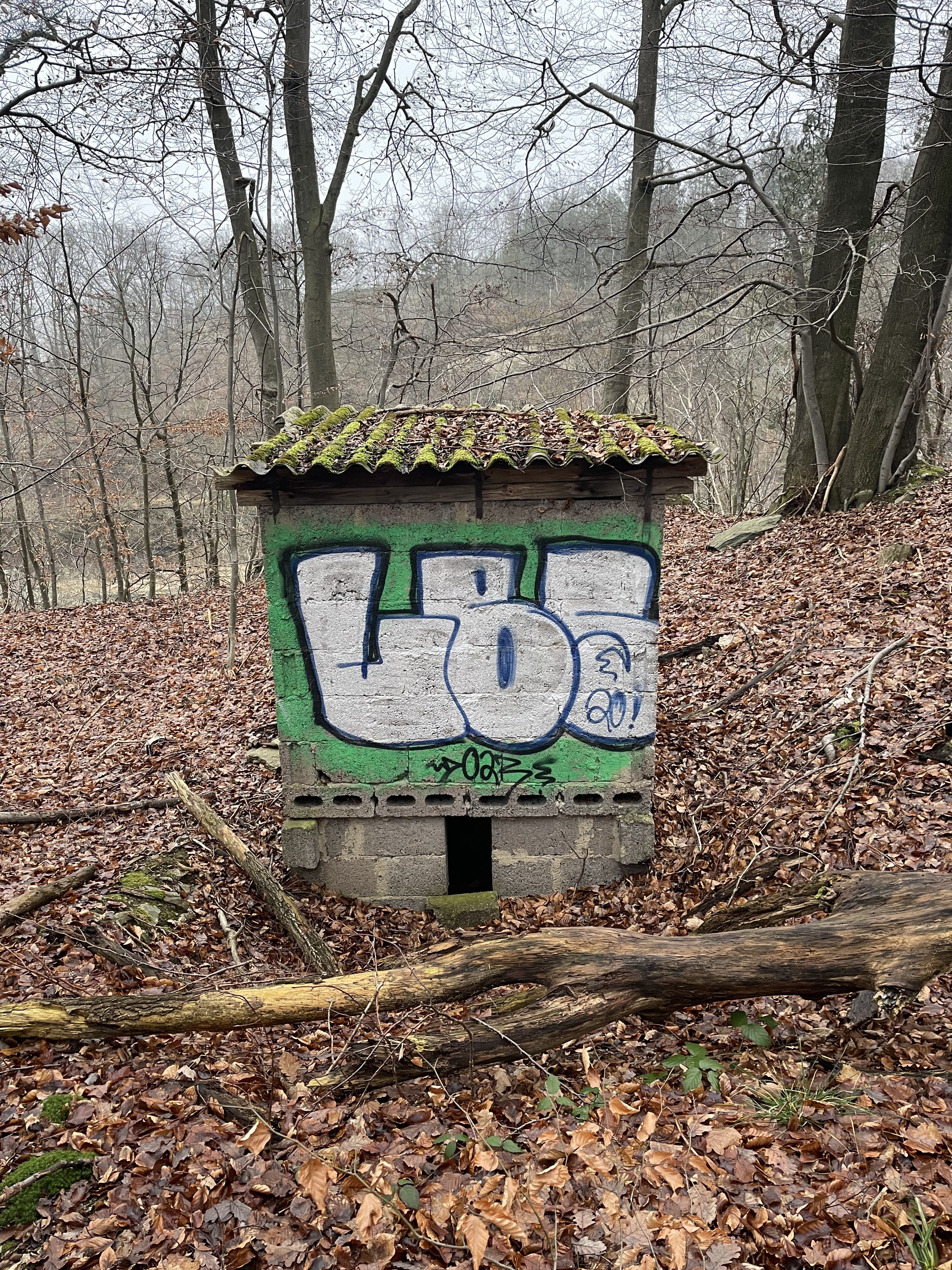
Rückseite
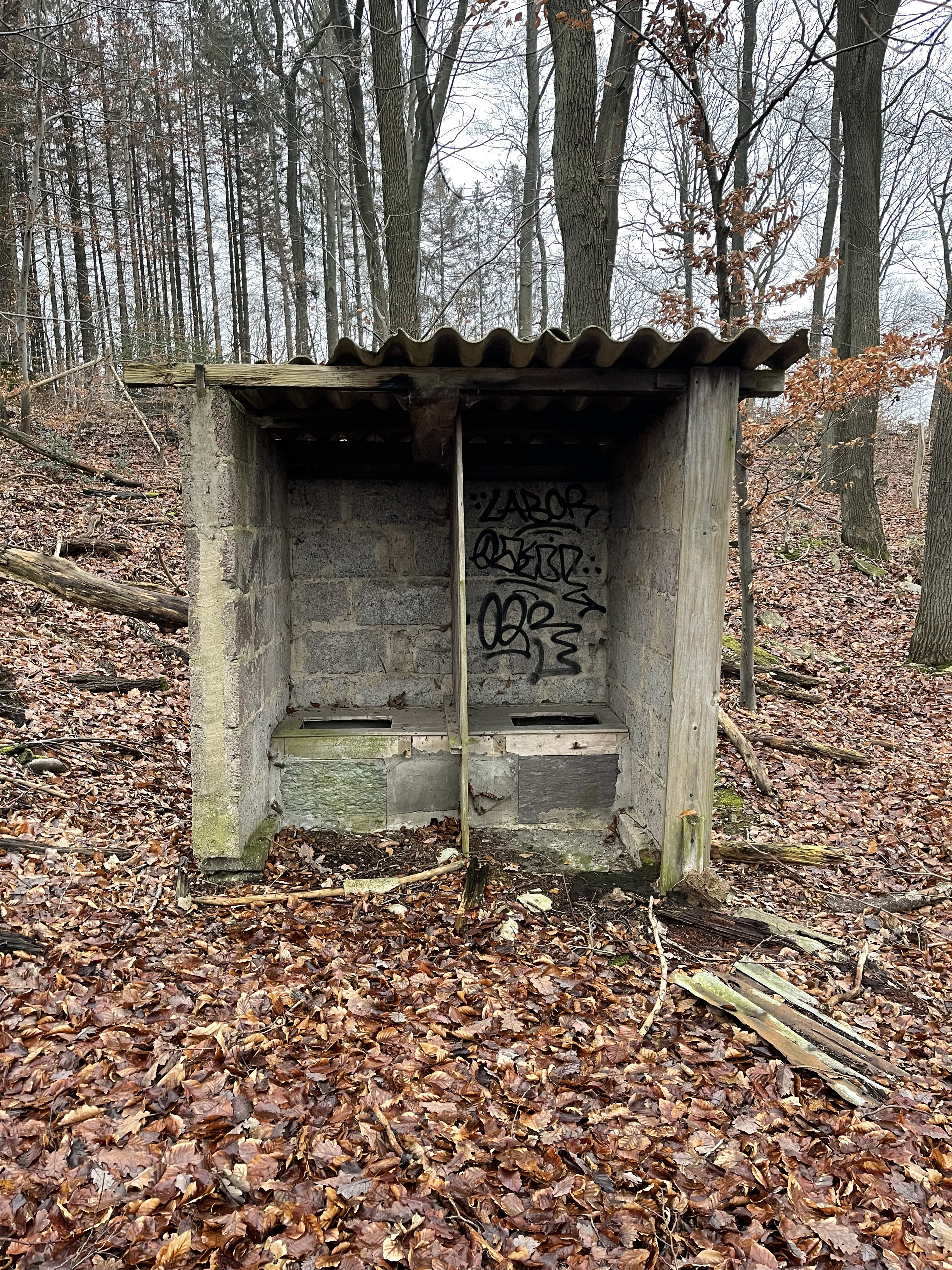
Vorderseite
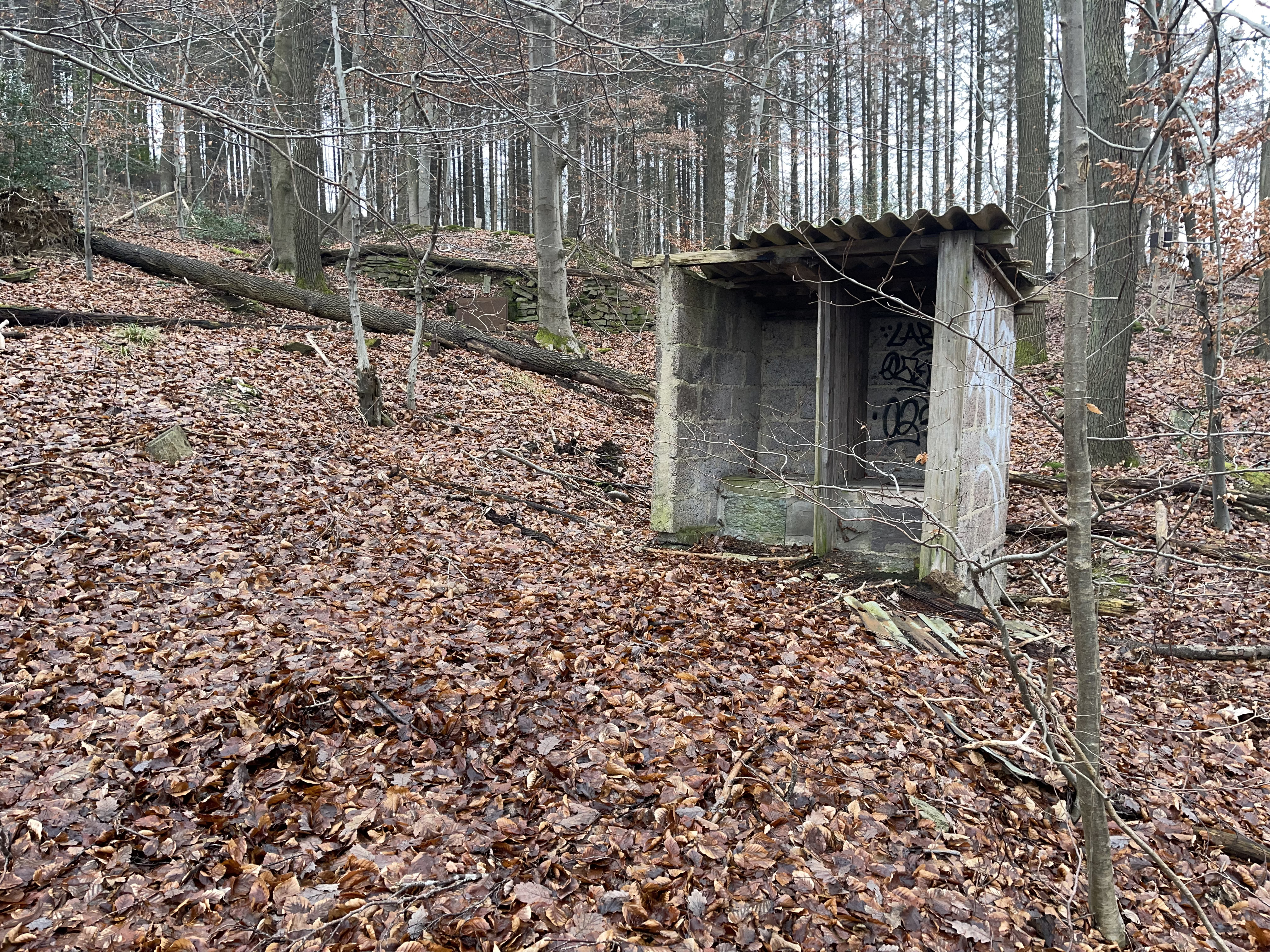
Schrägansicht, Spregnstofflager im Hintergrund
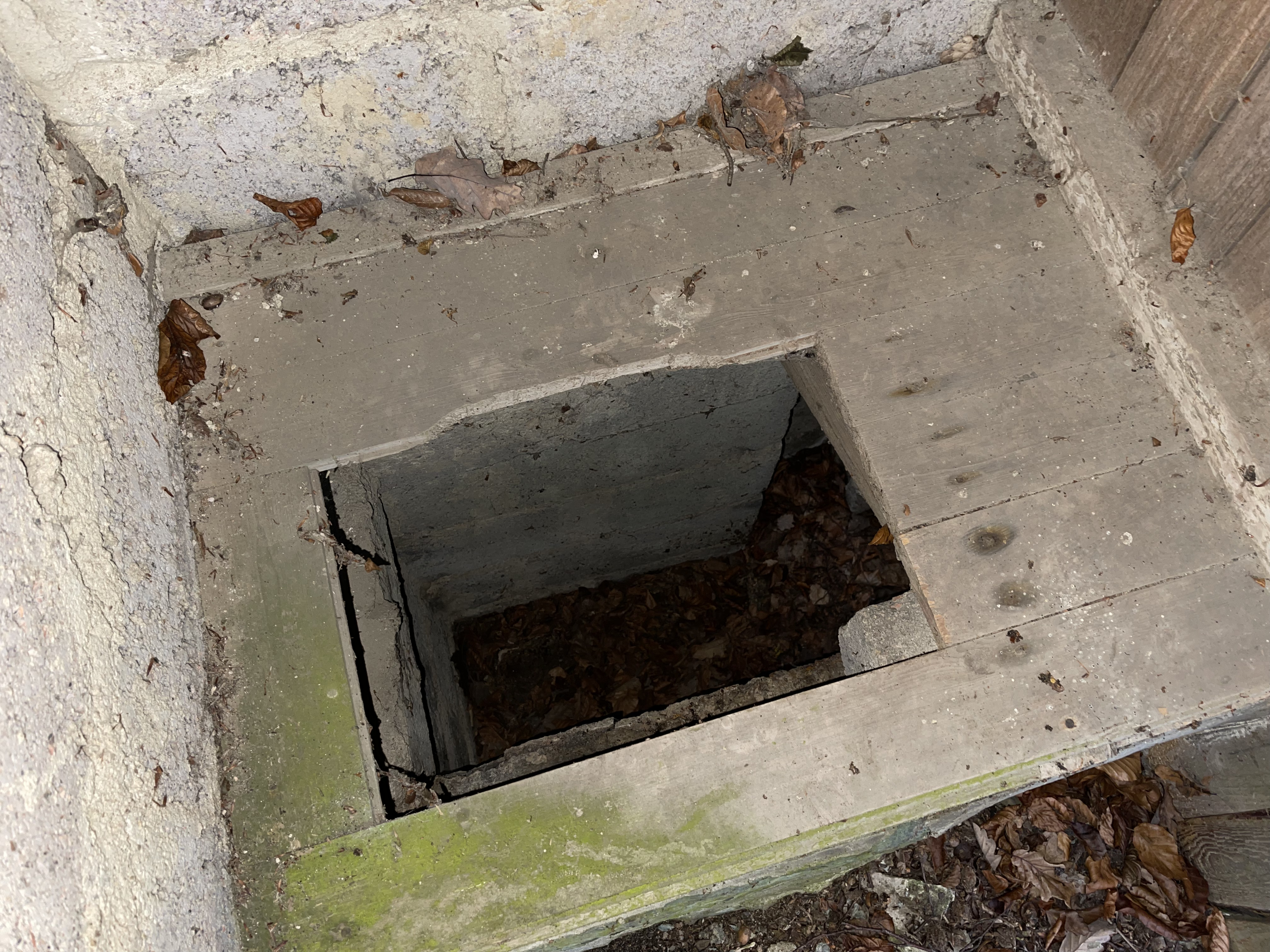
Donnerbalken
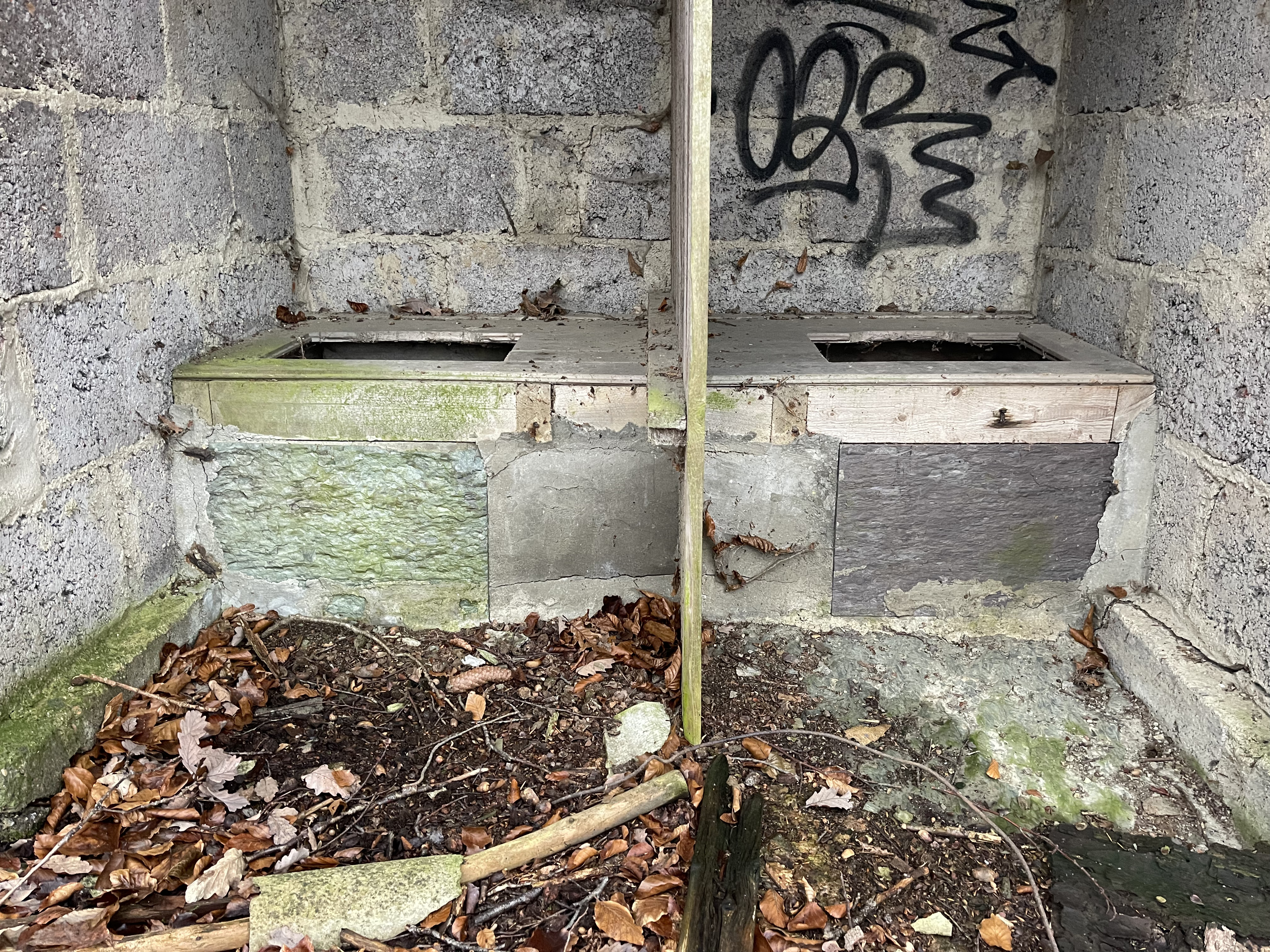
Zwei Donnerbalken mit gefördertem Naturstein verkleidet.

## Nach der Stilllegung

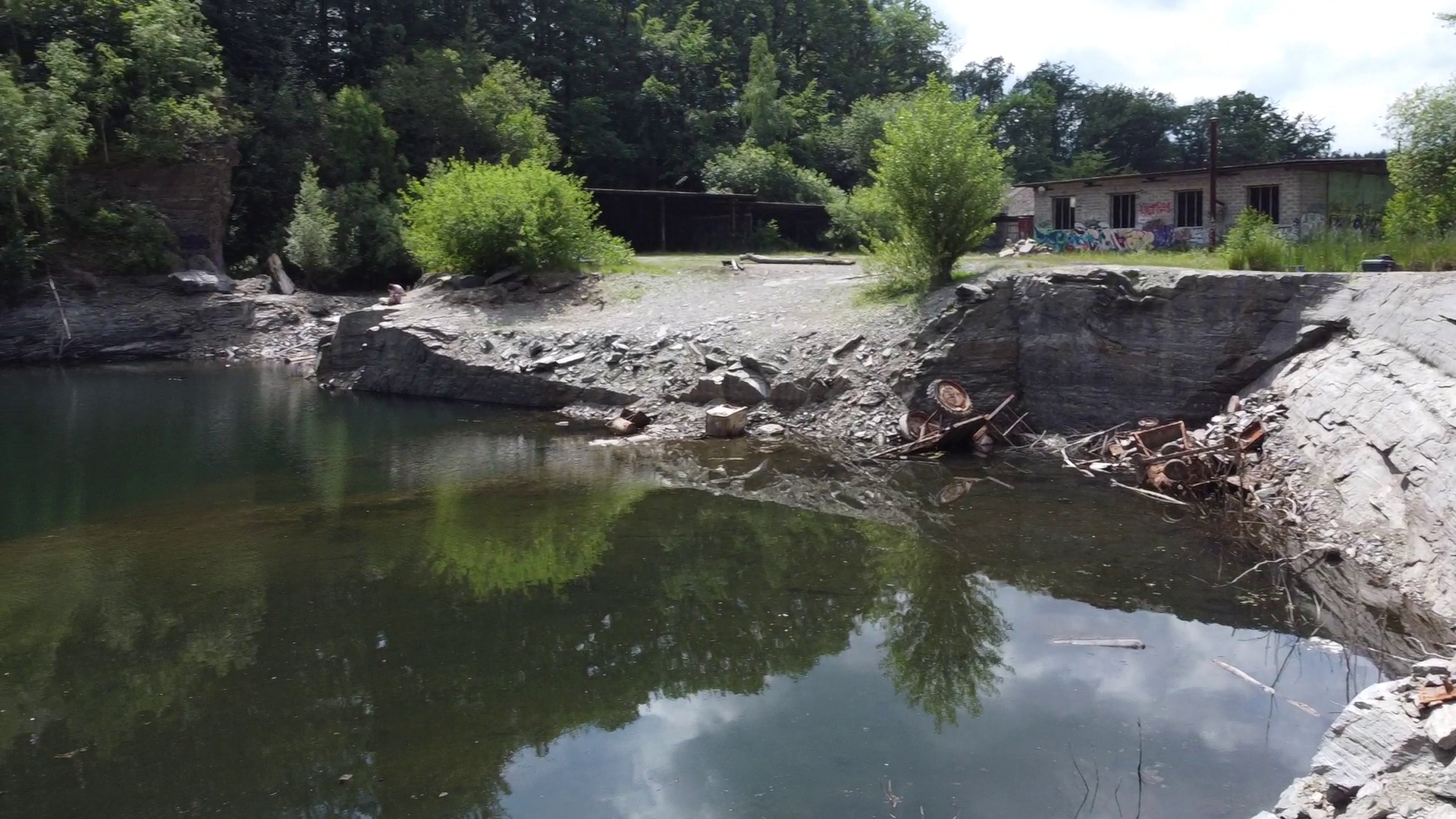
Freigelegter Schrott im See

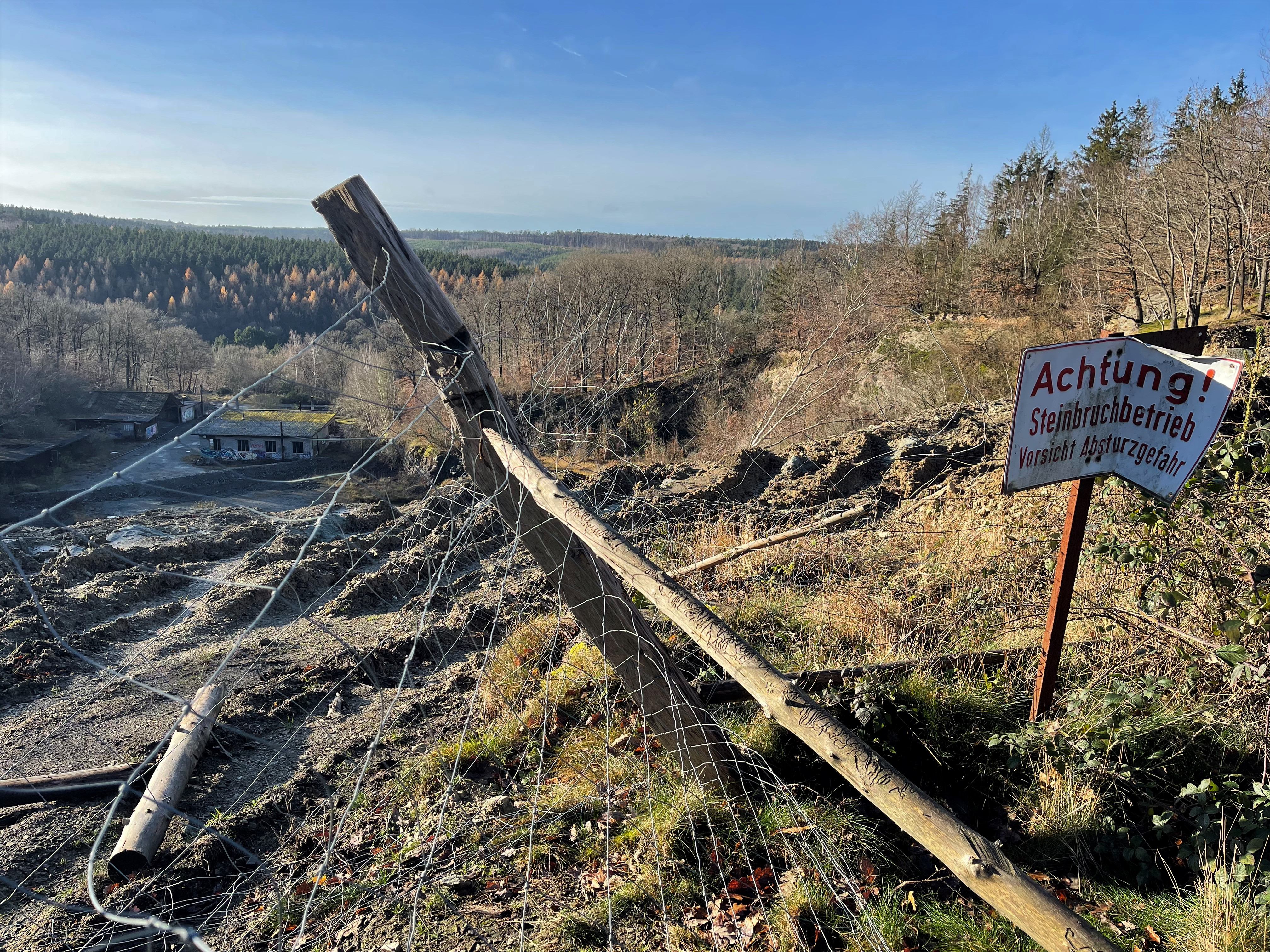
Warnhinweis

Nach der endgültigen Stilllegung im Jahr 2012 wurde das Gelände nicht ordnungsgemäß verlassen. Die Bebauung blieben stehen und die Abbruchkanten etc. wurden weder renaturiert noch gesichert. Das Gebiet war eine Zeit lang häufig frequentiert, ist aber mittlerweile komplett eingezäunt und darf nicht betreten werden.
Nach dem Verlassen des Geländes wurde die Pumpe im Süden des Werksgeländes ausgestellt und der Abbaukessel begann sich mit Grundwasser, vermutlich aus zwei Stockwerken, und Regenwasser zu füllen. Nach wenigen Jahren hatte er die Höhe des Werksgeländes erreicht und drohte über das Gelände den Hang hinab ins Tal zu laufen. Dem wurde durch abpumpen und drainieren erfolgreich entgegengewirkt.
Die zurückgelassenen Gebäude wurden schnell Objekt des Vandalismus. Große Teile der Anlage sind heute von Graffiti besprüht und die Werkzeuge wurden entweder geplündert oder mit großem Kraftaufwand zerstört. Viele der alten Geräte, mit Öl und anderem versetzt, wurden in den See geworfen und so wurde dieser als Habitat nachhaltig geschädigt. Alle Zugänge zum Gelände sind mittlerweile eingezäunt und dürfen aufgrund der akuten Lebensgefahr nicht betreten werden.

### Natur
Da das Gelände nicht korrekt verlassen wurde, sind die Anlagen noch vorhanden und die Versiegelung nicht zurückgebaut worden. Trotzdem wurde das Gelände in der Zeit nach der Stilllegung zu einem schützenswerten Lebensraum.
Auf dem See im Zentrum schwimmen und rasten regelmäßig Enten, in der Zeit der Gänsezüge wird der See oft als Zwischenziel genutzt. Die Wärme und das trockene Gestein in Verbindung mit dem See bietet Ringelnattern ein gutes Habitat. Am Übergang zwischen dem See und der Werksgelände im Nord-Osten gibt es durch den hohen Wasserspiegel ein feuchtes, sehr flaches Schilfgebiet, in welchem mehrere Krötenarten leben.
In den Felsvorsprüngen war in den ersten Jahren nach Stilllegung ein Uhu beheimatet, welcher mittlerweile allerdings durch den Vandalismus und die ständigen Störungen dort nicht mehr anzutreffen ist.

### Felsstabilität
Während des Abbaus lief eine Pumpe dauerhaft, um das austretende Grundwasser (vermutlich aus zwei verschiedenen Grundwasserstockwerken) abzupumpen und den Betrieb zu ermöglichen. Entlang der Ostwand entstand eine heute etwa 40 Meter hohe Steilwand, welche die verschiedenen Schichten aufschließt. Während des Abbaus wird der Höhenunterschied etwa 50–55 Meter betragen haben, da der See die Differenz noch nicht ausgleichen konnte. Durch die fehlenden Stützgesteine kippen die anstehenden Gesteinseinheiten oberhalb der Steinwand in teils sehr großen Abbruchbewegungen. Die Ostwand kann aufgrund von anthropogenen Eingriffen und natürlichen Gegebenheiten in drei Bereiche unterteilt werden:
1. Den Felsbrocken aus Sandstein, im Süden des Abbaugebietes, an die Ostwand angrenzend
2. Die Ostwand, welche im Sommer 2021 teilweise abgesprengt wurde
3. Schieferrest am nördlichen Rand der Hauptwand, welche nicht mitgesprengt wurden und nun abrutschen.

#### Felsbrocken aus Sandstein, südlich der Felswand

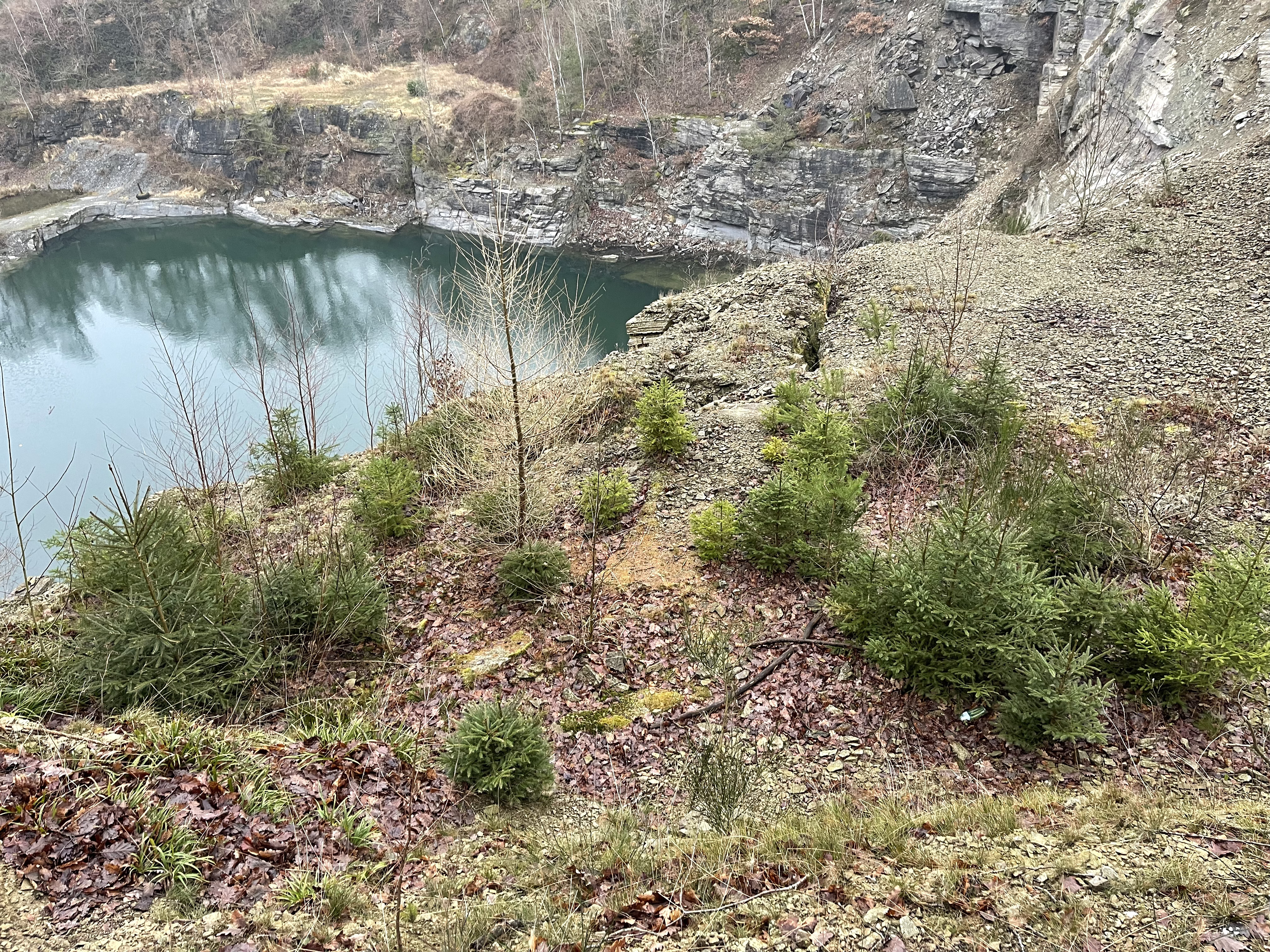
Abbruchkante des Sandsteinkeils im Januar 2022

Der Sandsteinbrocken an der Flanke des Abbaubereichs ist nie gefördert worden, nur die Bodenbedeckung wurde abgetragen, sodass der Keil etwa 2–3 Meter unter Getseinsoberkante liegt. Kleine Schieferbruchstücke liegen heute als oberste Schicht auf dem Keil und sind nur spärlich von einigen Büschen bewachsen. Der gesamte Keil ist bis auf das Seeniveau von Rissen durchzogen und es sind mehrere Gesteinseinheiten erkennbar, welche konsekutiv in den Abbaubereich kippen.
Markant sind zwei starke Risse direkt an der Felskante. Die Entwicklung des Bruches ist schwer zu überwachen, da aufgrund der akuten Lebensgefahr durch Hangversagen nur Remote-Sensing-Methoden möglich sind. Hiermit ist allerdings ein Wachstum der beiden Hauptbruchstellen von einigen Zentimetern zwischen den Jahren 2021 und 2022 erkennbar. Durch Drohnenaufnahmen ist ein Wachstum an zwei Bereichen von 26 cm (April 2021) und 29 cm (Januar 2022) zu erkennen.
Mit einer Fläche von etwa 250 m² und einer Höhe bis zur stabileren Bänderschieferschicht von etwa 25 m weist der Sandsteinkeil ein Volumen von etwa 6250 m³ auf. Momentan akut von der Instabilität betroffene Frontbereiche messen etwa eine Fläche von 30 m² und eine Höhe von 15 m, wodurch ein abbruchgefährdetes Volumen von etwa 450 m³ entsteht. Diese Schätzwerte können nicht genauer überprüft werden, da die Mittel dafür nicht ausreichen.

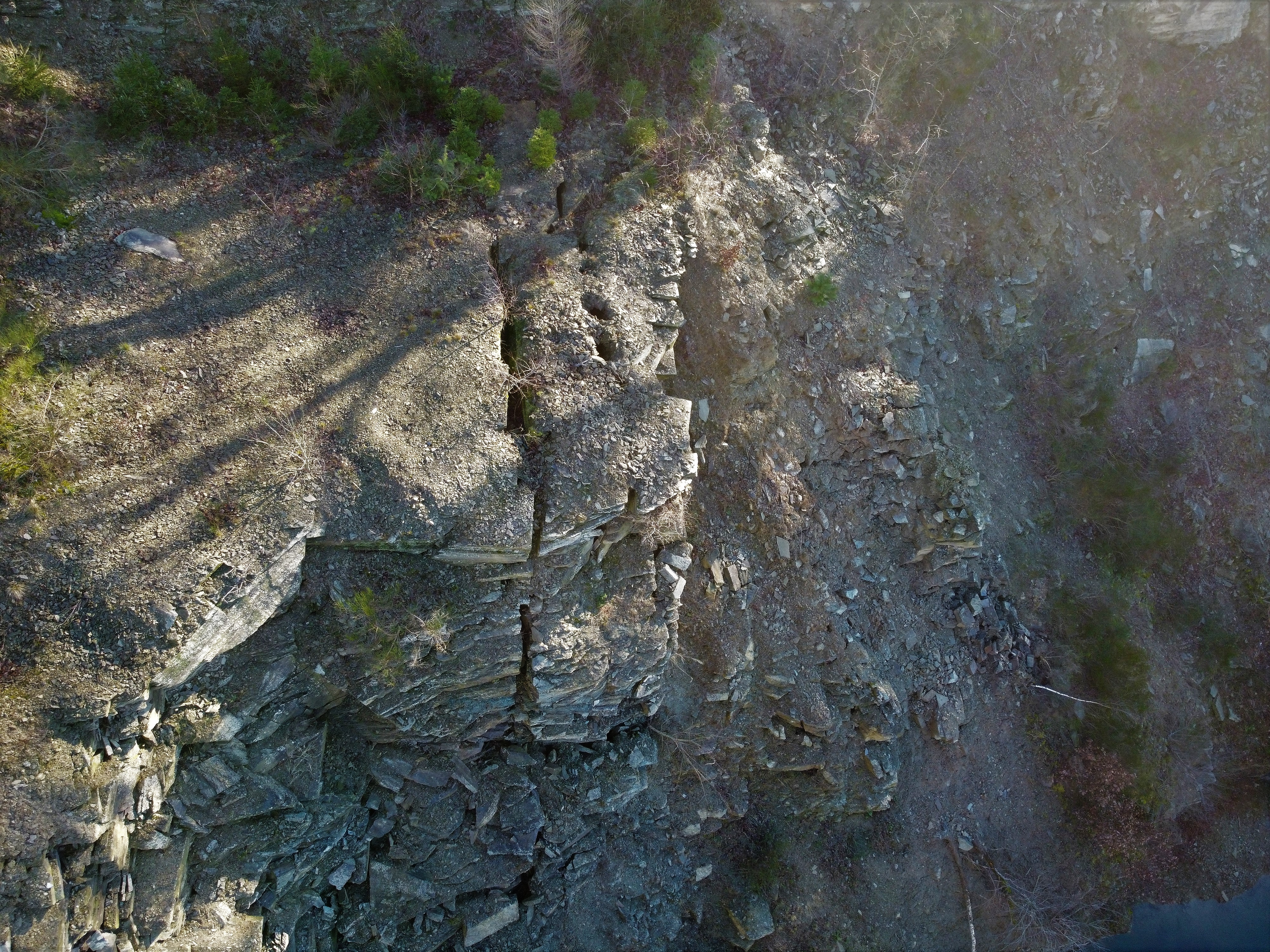
Drohnenaufnahme Januar 2022
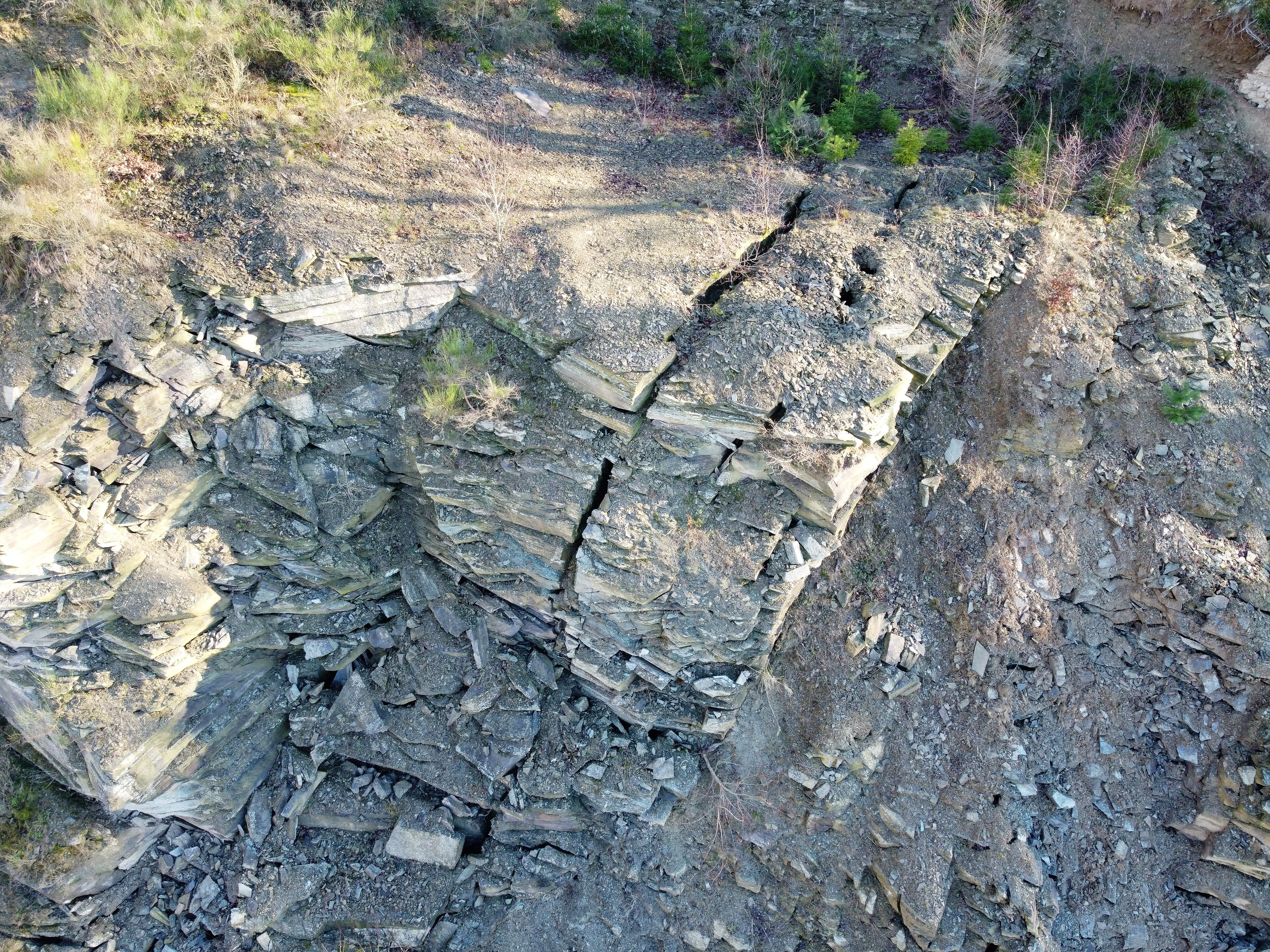
Deutlich zu erkennen sind die Kippbewegungen und die tiefen Risse
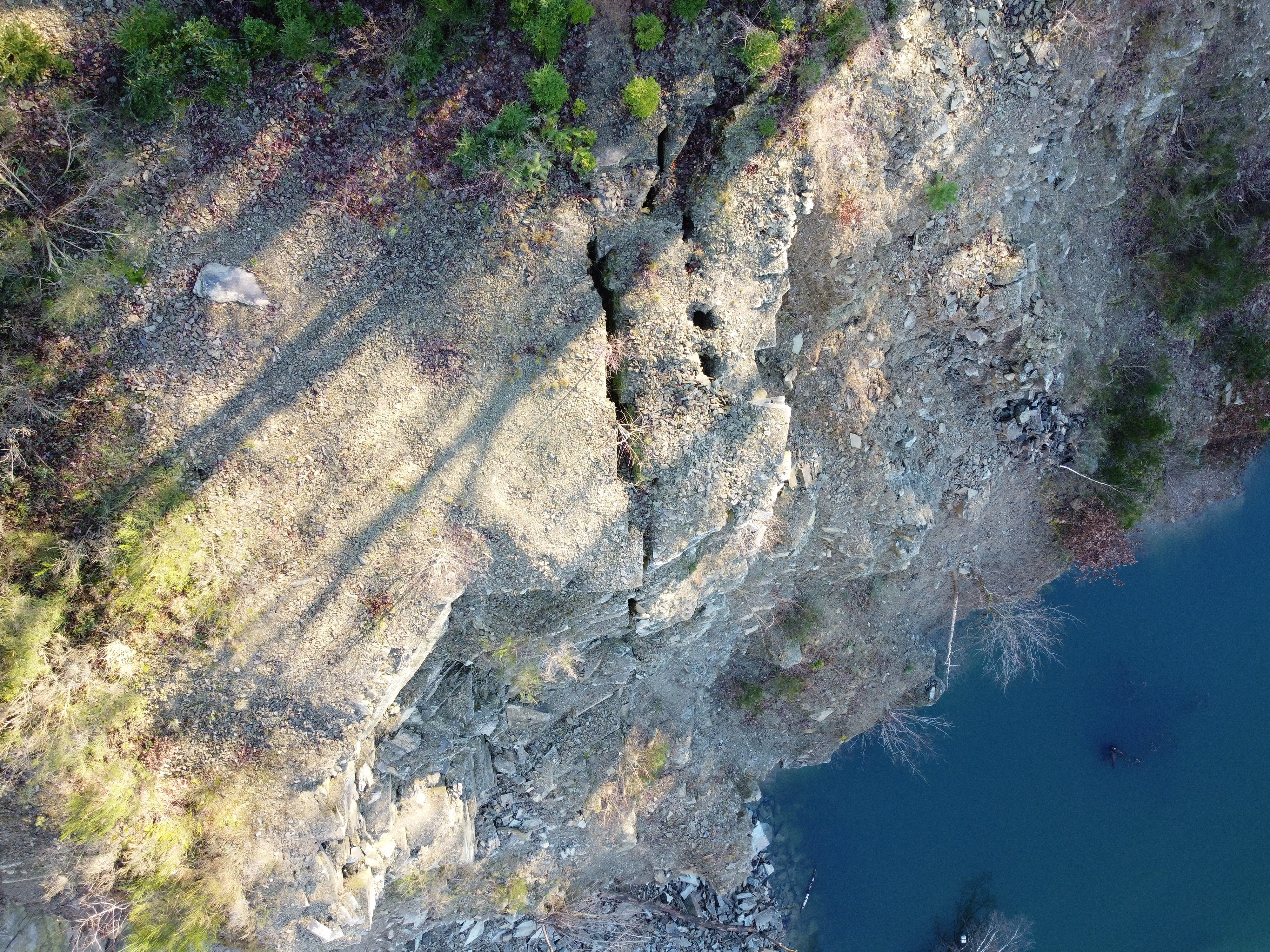
Drohnenorthophoto mit den beiden markanten Rissen
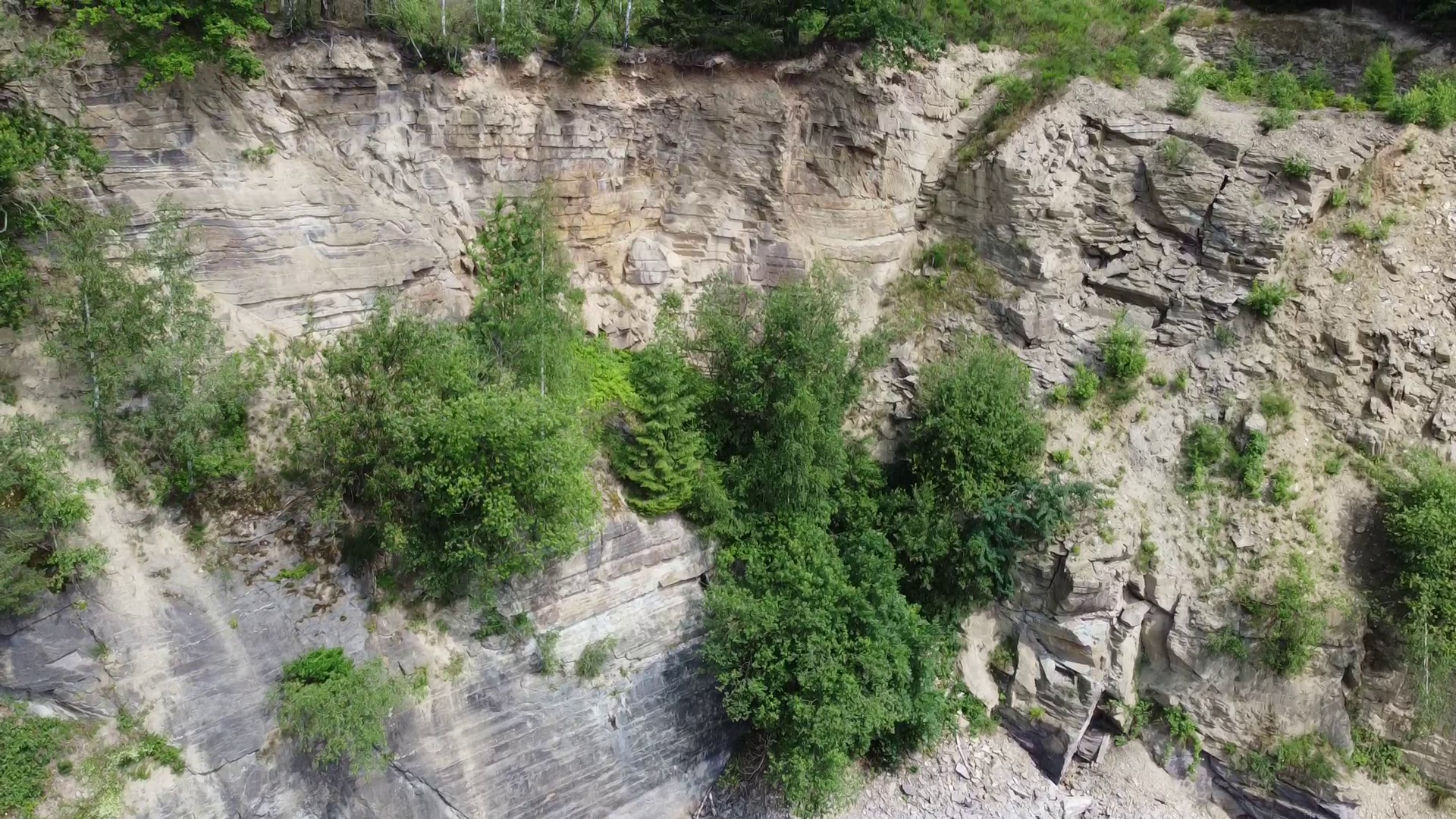
Keilgesamtaufnahme
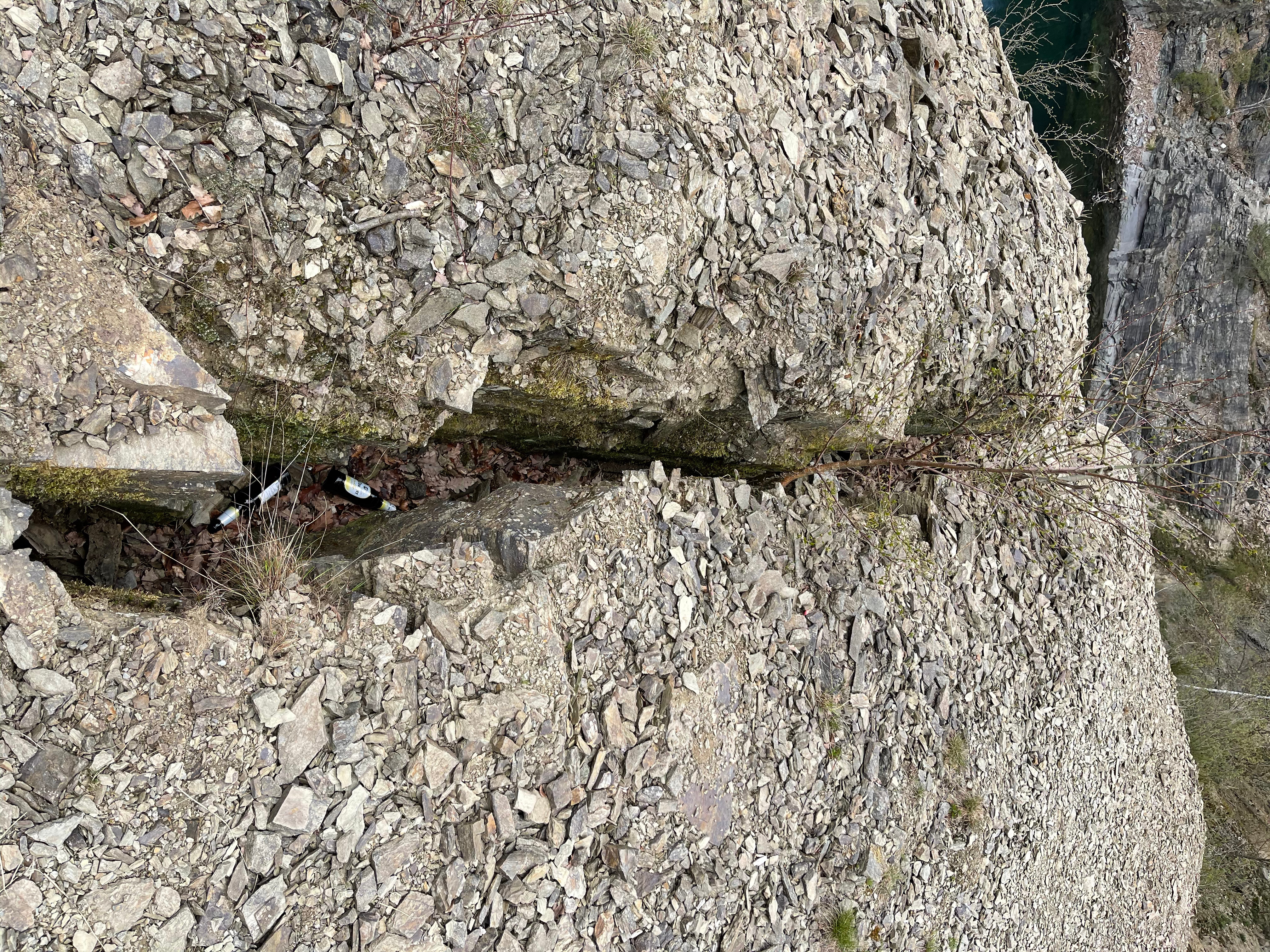
Nahaufnahme des Hauptrisses
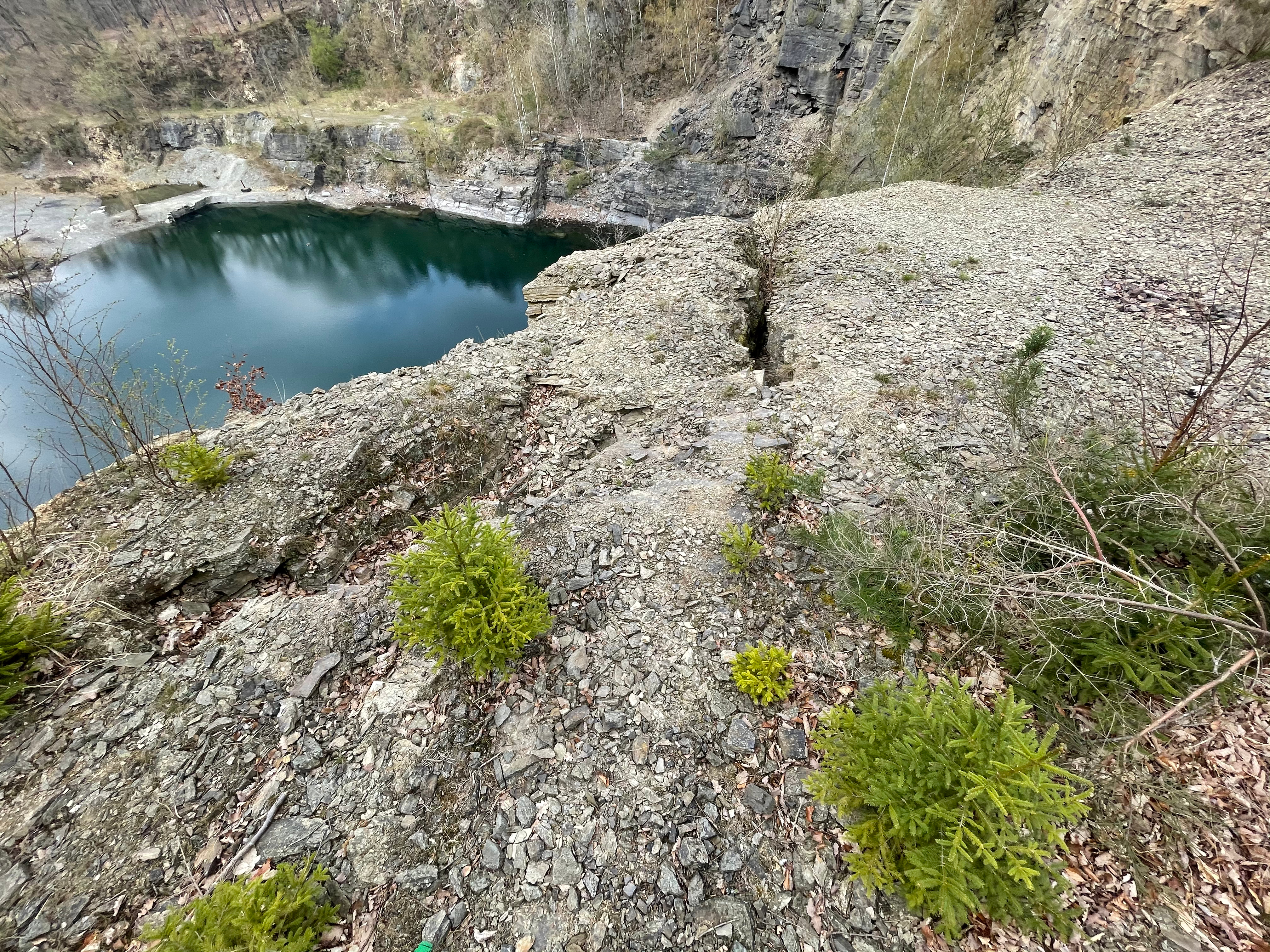
Blick vom Keil in den Abbaukessel

#### Große Ostwand

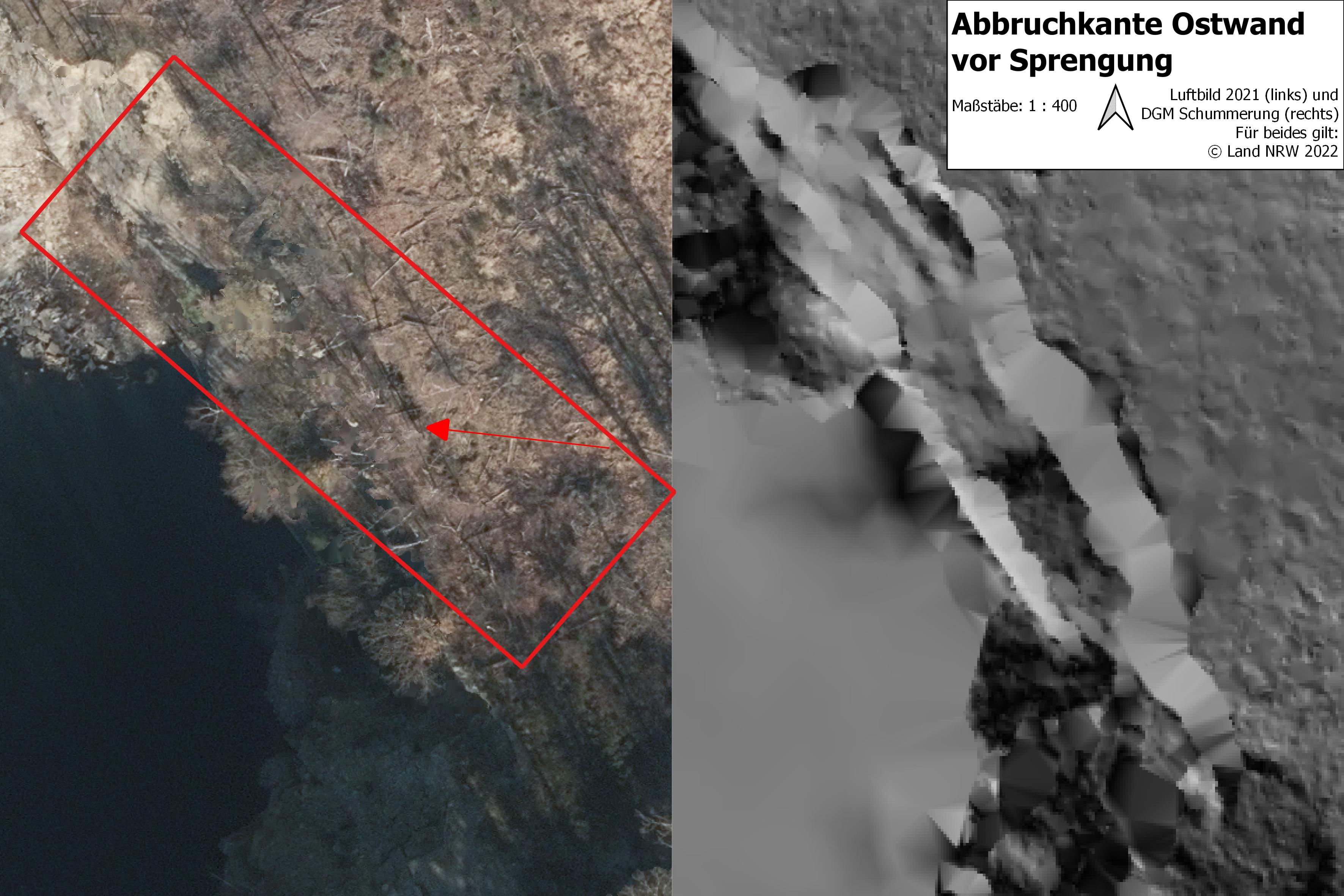
Vergleich zwischen Orthofoto und DGM. In letzterem ist deutlich der tiefe Spalt zu erkennen.

Die große Ostwand als markantestes Merkmal des Steinbruchs drohte schon zügig nach der Stilllegung abzubrechen. Mehrmals kam es zu kleineren Felsstürzen und so bildete sich am Fuße der Steilwand bereits ein Schuttkegel der aus dem etwa 15 Meter tiefen See im Abbaukessel herausragte. Hier waren auch die deutlichsten Kippbewegungen der Steilwand zu erkennen, welche einen 5–6 m breiten und 60 m langen Abbruchbereich bildete. Der Riss in der Gesteinsoberkante war so stark, dass er sogar deutlich im Digitalem Geländemodell (DGM) mit einer Auflösung von 1 × 1 m zu erkennen war. die Höhe des Abbruchbereichs ging bis auf die nächste Stabile Lage des Tonschiefers etwa 20 m von der GOK herunter. Hier tritt in regenreichenzeiten auch ein Grundwasserstockwerk aus und entwässert mit in den See. Vereinzelt wurde der Abbruchkeil noch durch die Vegetation, vor allem die Wurzeln der Bäume gehalten.

#### Sprengung am 9. August 2021
Auch wenn der große Spalt der Extrembelastung der großen Flut im Juli 2021 standgehalten hatte, wurde die Felskante vorsorglich trotzdem gesprengt. Zur Vorbereitung wurde der See über Tage leergepumpt und in den Wehebach entwässert. Zusätzlich wurde das Gelände aufgerissen und ein neuer fester Schlauch verlegt. Außerdem wurde am Tag der Sprengung selbst ein zusätzlicher Schutzdamm gegen die befürchtete Flutwelle aufgeschüttet.
Die Sprengung wurde von der Bezirksregierung Köln geplant und durchgeführt. Die Wucht der Explosion und der anschließenden Massenbewegung war im ganzen Ort Schevenhütte spürbar.

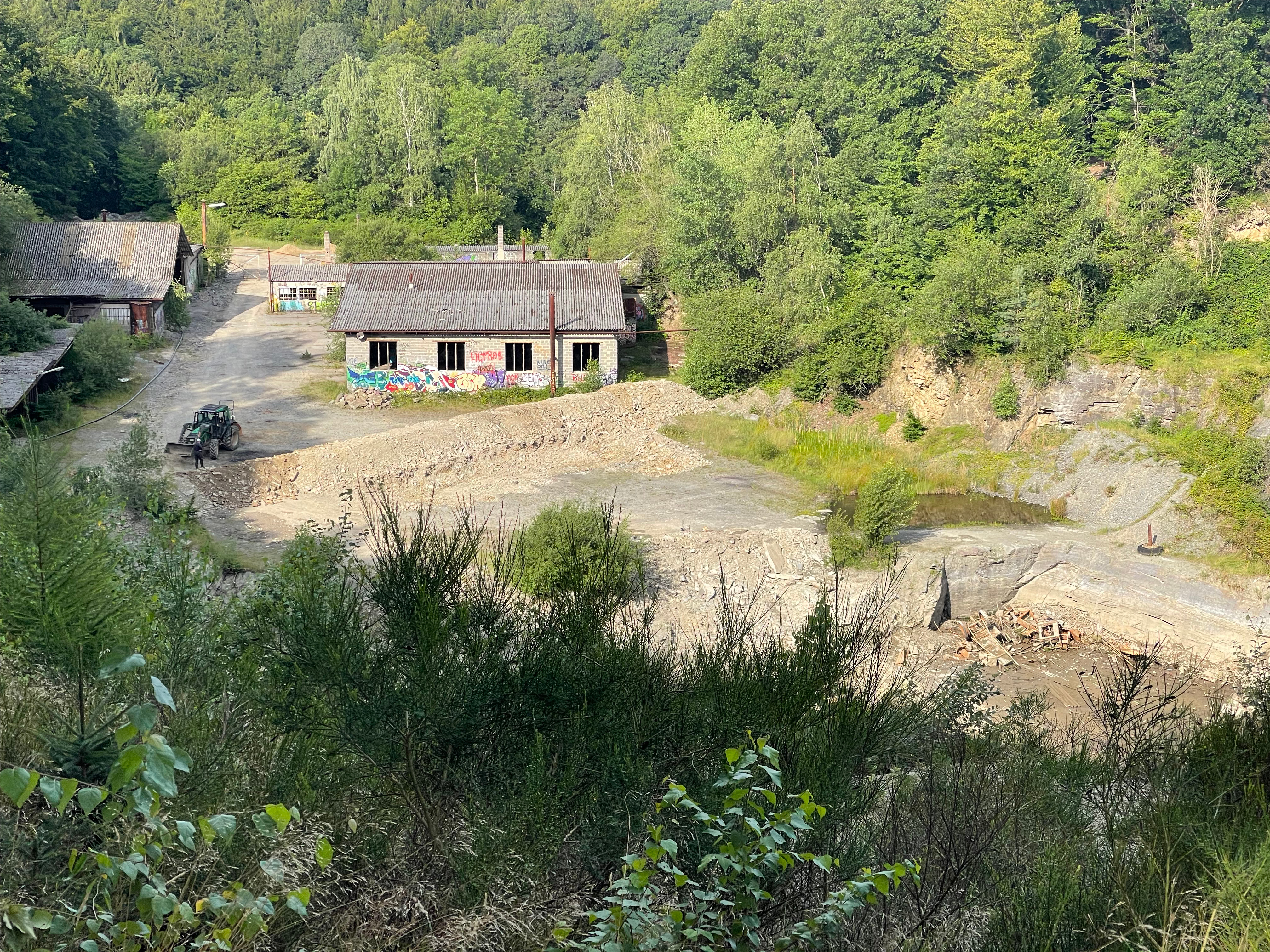
Ein Schutzdamm gegen die vermeintliche Flutwelle wird aufgeschüttet.
Panorama aus dem Steinbruch vom neu aufgeschütteten Damm aus
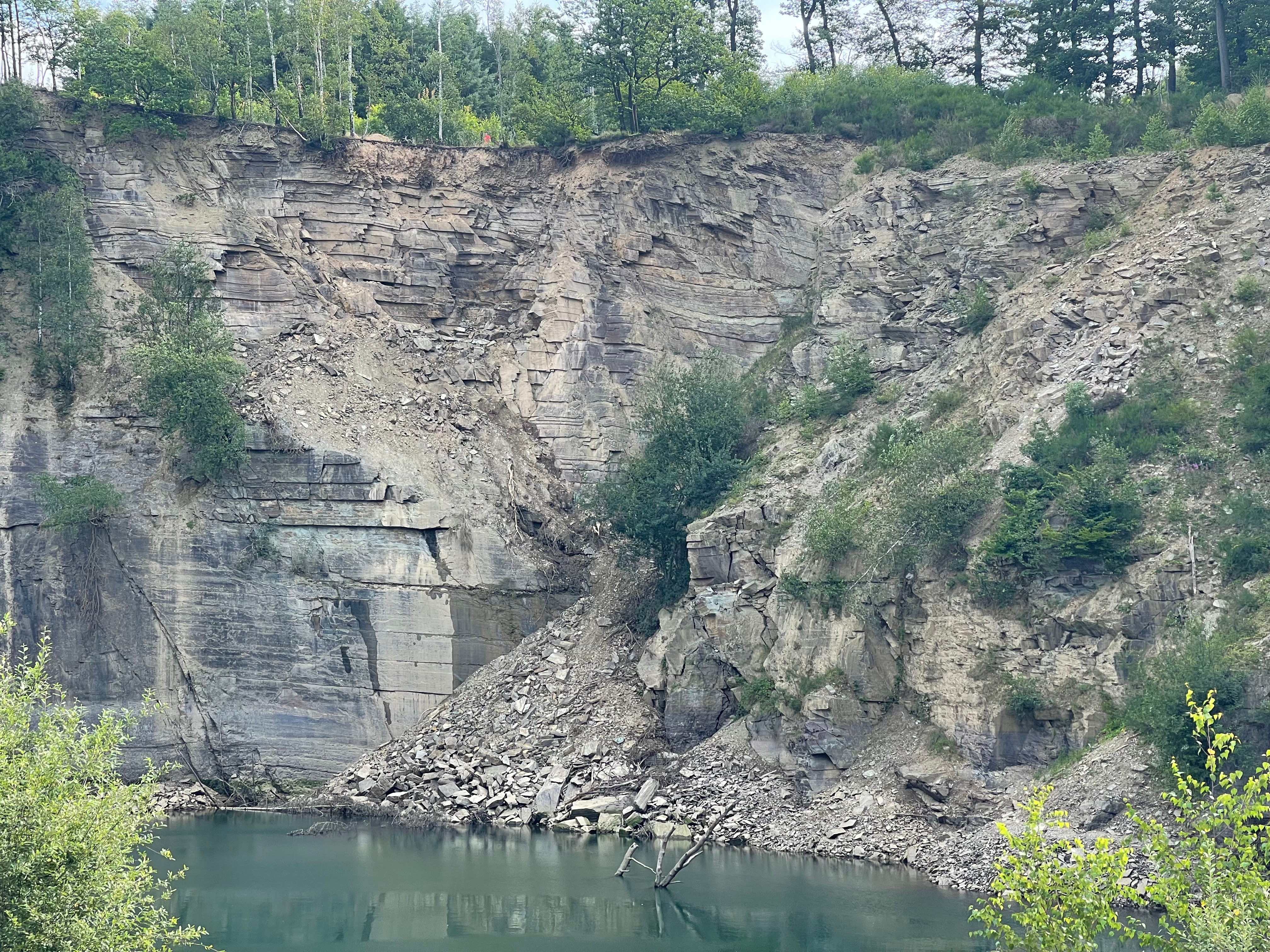
Ostwand wenige Stunden vor der Sprengung
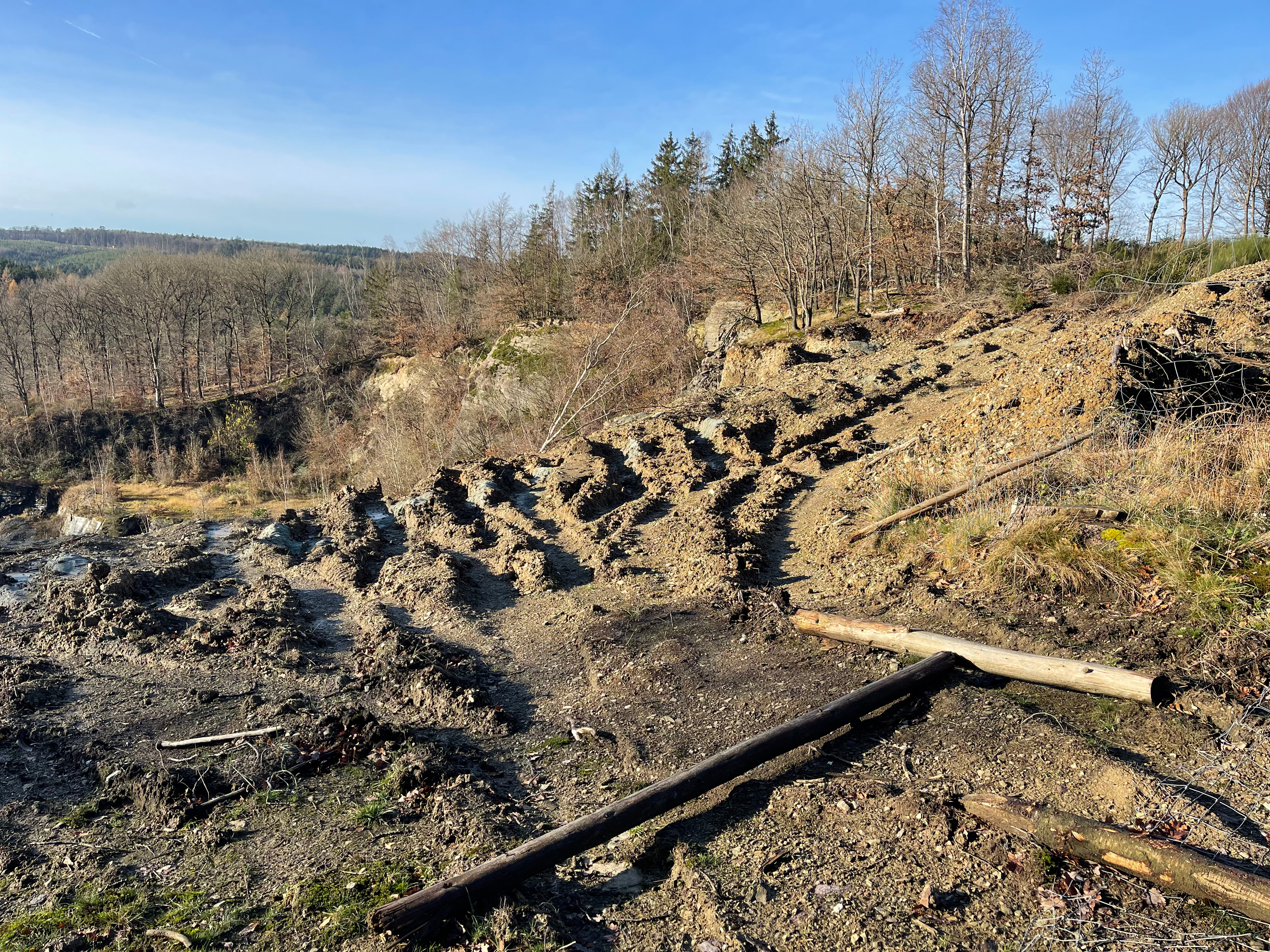
Einige Wochen nach der Sprengung der Bereich oberhalb des Steinbruchs
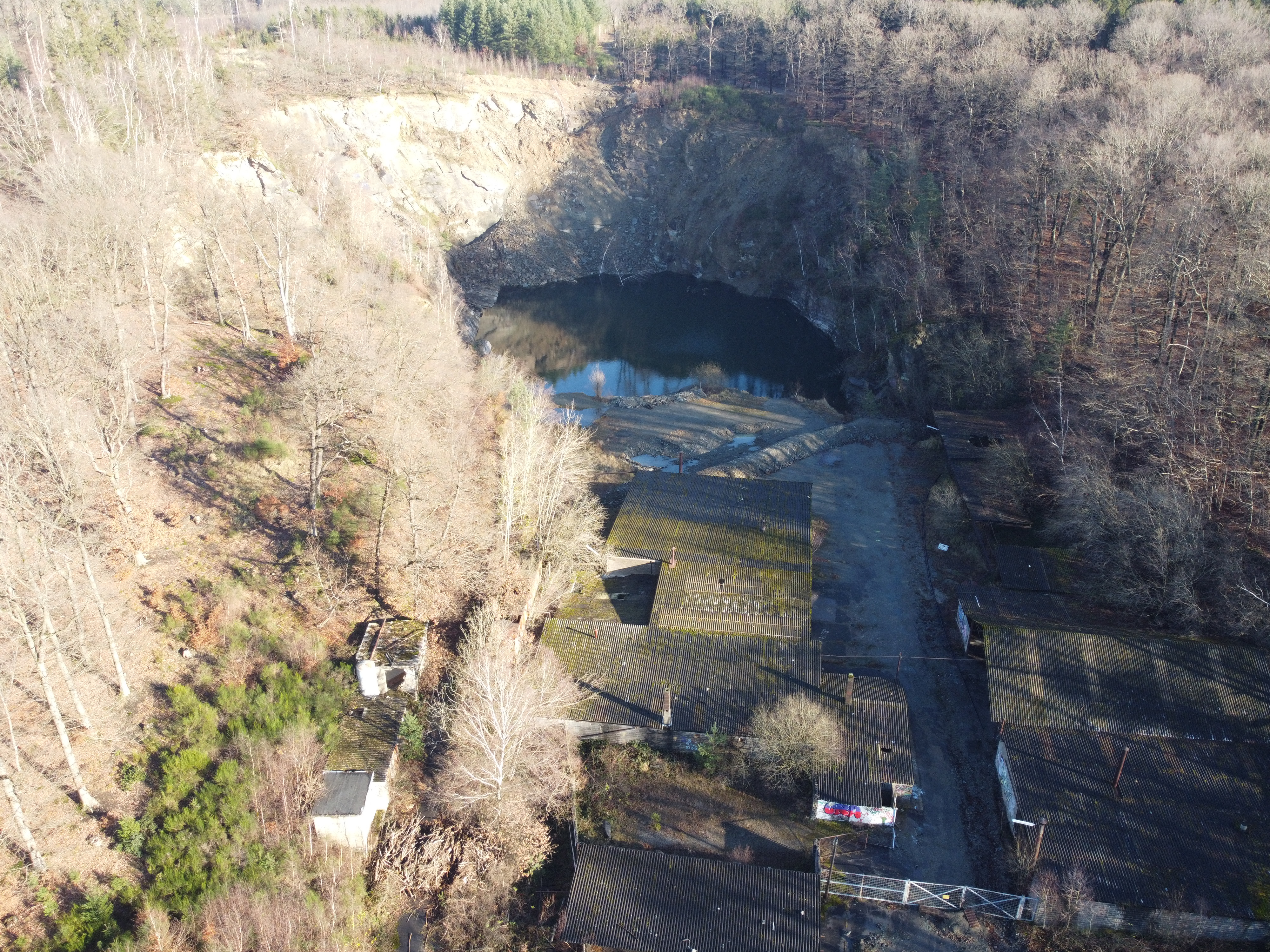
Drohnenaufnahme des Werksgeländes nach Sprengung. Gut zu sehen der neue Damm.
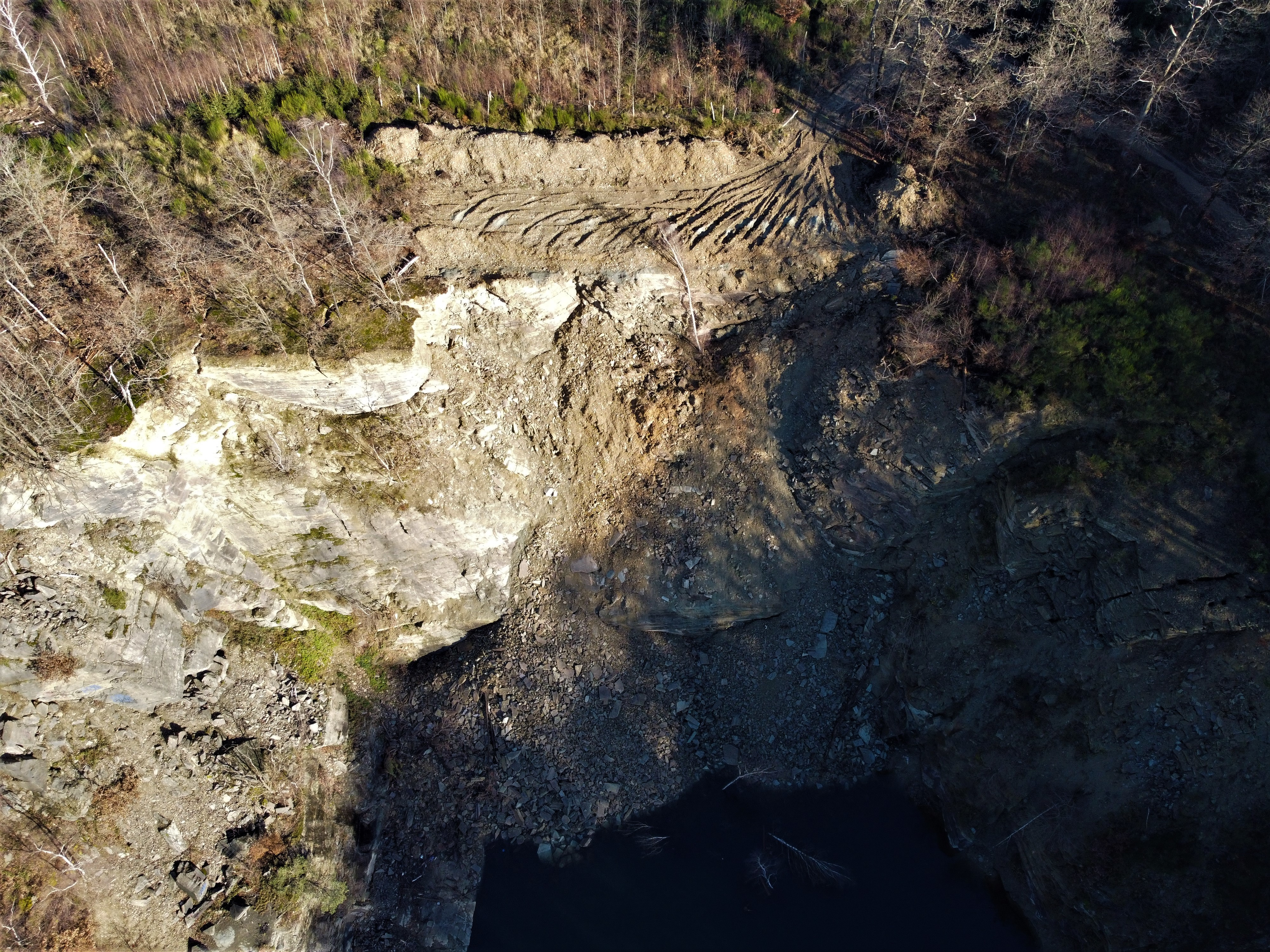
Drohnenaufnahme der Ostwand wenige Wochen nach der Sprengung.

Seit der Sprengung bröckeln viele kleinere Steine in den See und es kam mehrmals zu kleineren Rutschungsereignissen. Durch die fehlenden Stützgesteine brechen Teile aus dem Norden der Ostwand nach und drohen abzustürzen.

#### Nördlicher Abbruchbereich
Durch die Sprengung konnte der größte Felssturz kontrolliert ausgeführt werden, allerdings brechen in Folge des fehlenden Stützgesteines nun konsekutiv kleinere Felsnasen aus deutlich gebändertem Tonschiefer nach und bilden neue deutliche Felssprünge. Auch hier brechen wieder große Brocken ab, wenn diese auch nicht so hoch sind wie die an der Ostwand oder am Sandsteinkeil. Die Kippung richtet sich gegen Süden in den freien Bereich der abgesprengten Gegend hin. Zwei jeweils etwa 4 m lange und 3 m breite Blöcke sind bereits einige Zentimeter gegenüber der Gesteinsoberkante abgesunken und sind im Osten und im Norden komplett von mehreren Metern tiefen Spalten umgeben. Auch der Bereich nördlich der zwei größeren Brocken ist in diese Kippbewegung eingebunden und droht auch nachzubrechen.

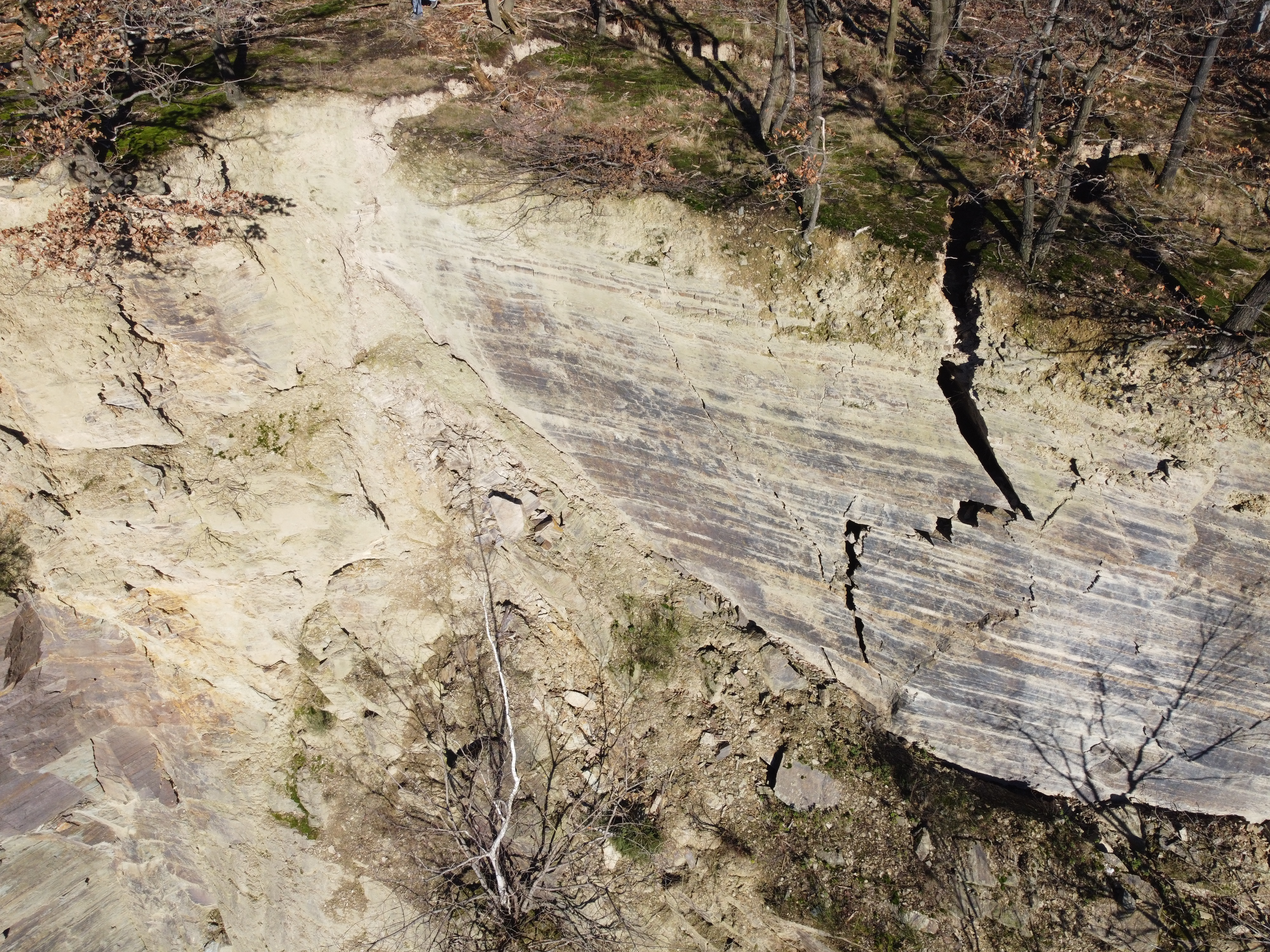
Neue Abbruchkanten
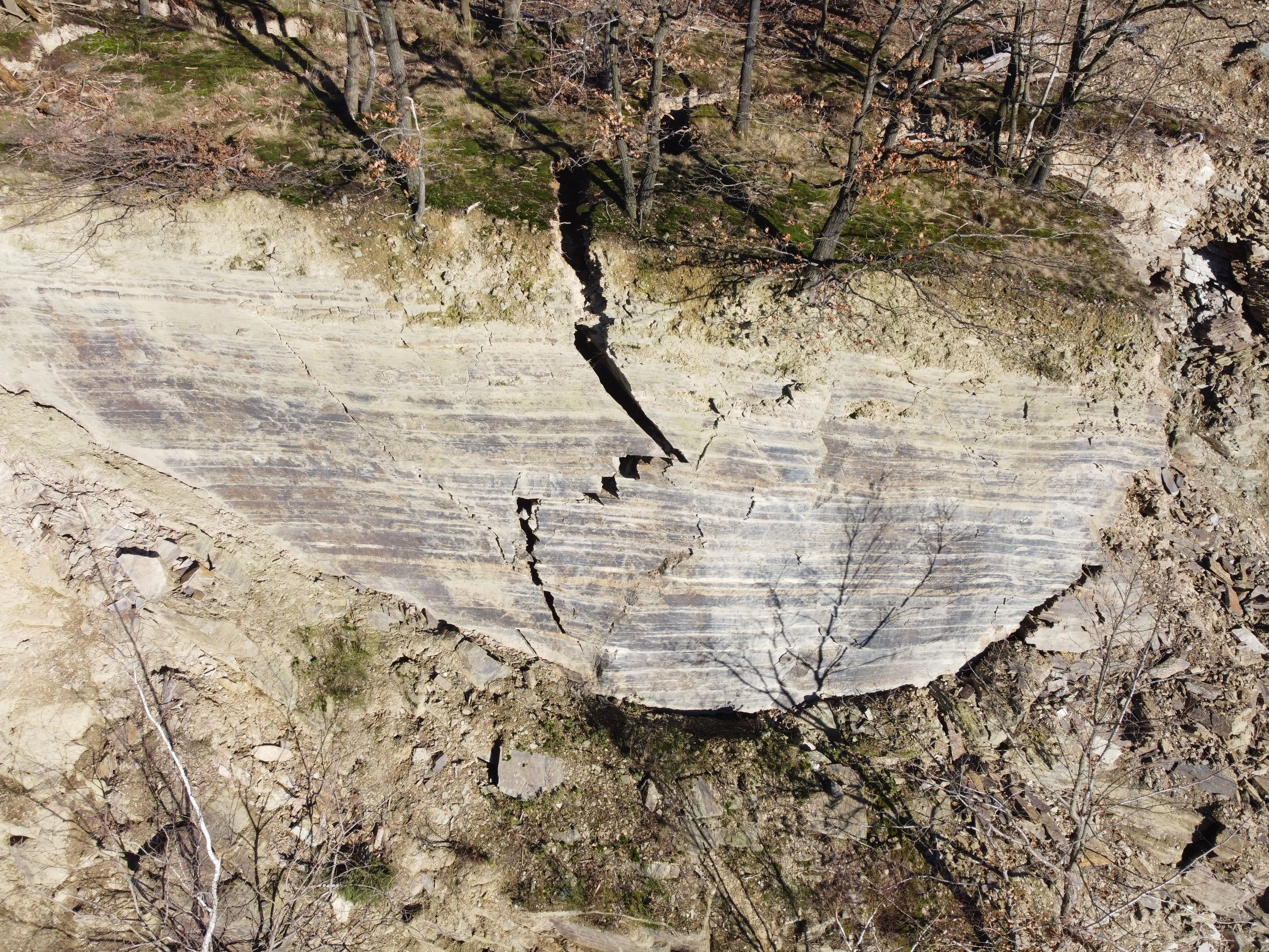
Blitzförmiger Spalt
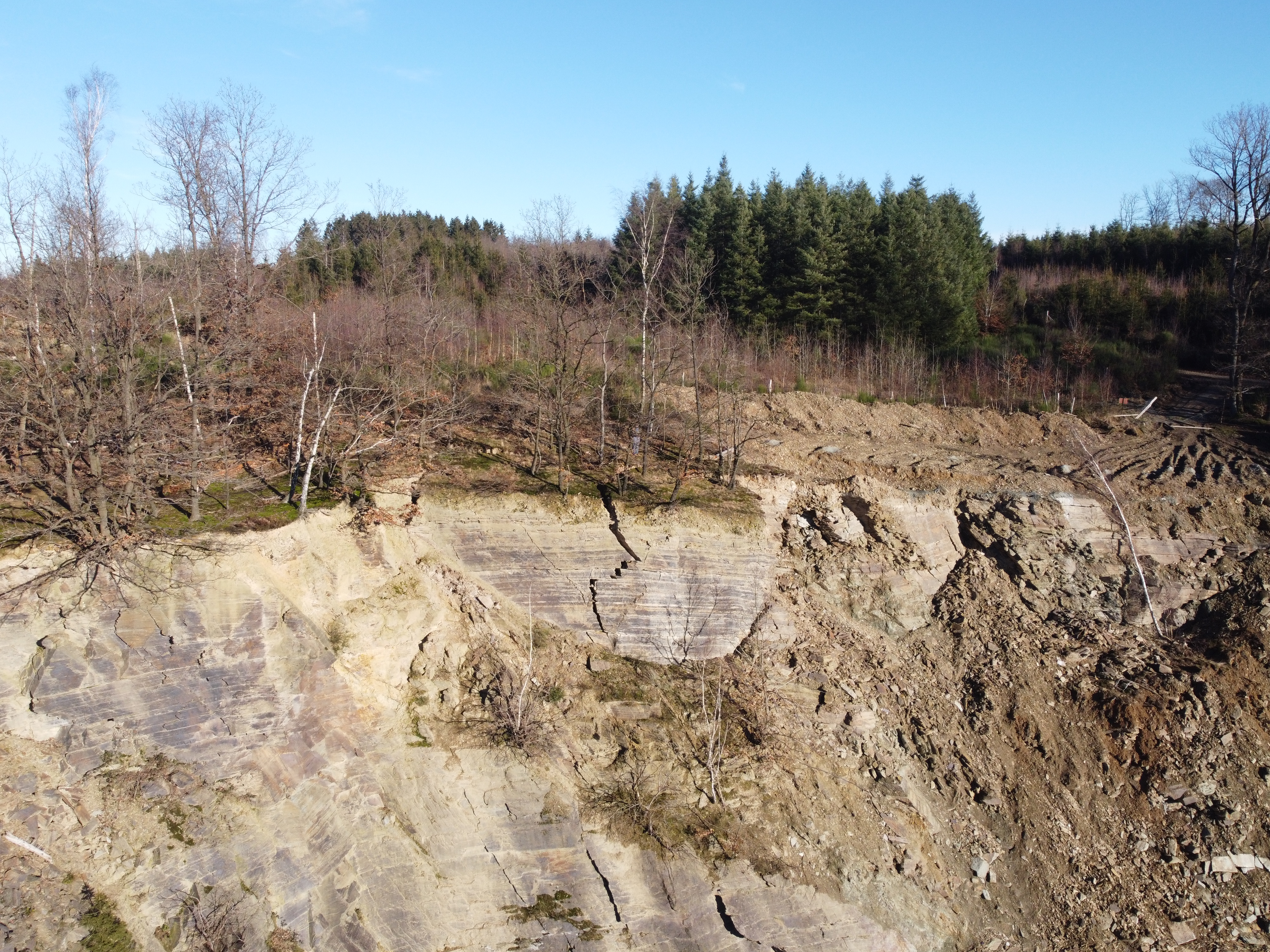
Gut sind die Lagerungen der Gesteine zu erkennen
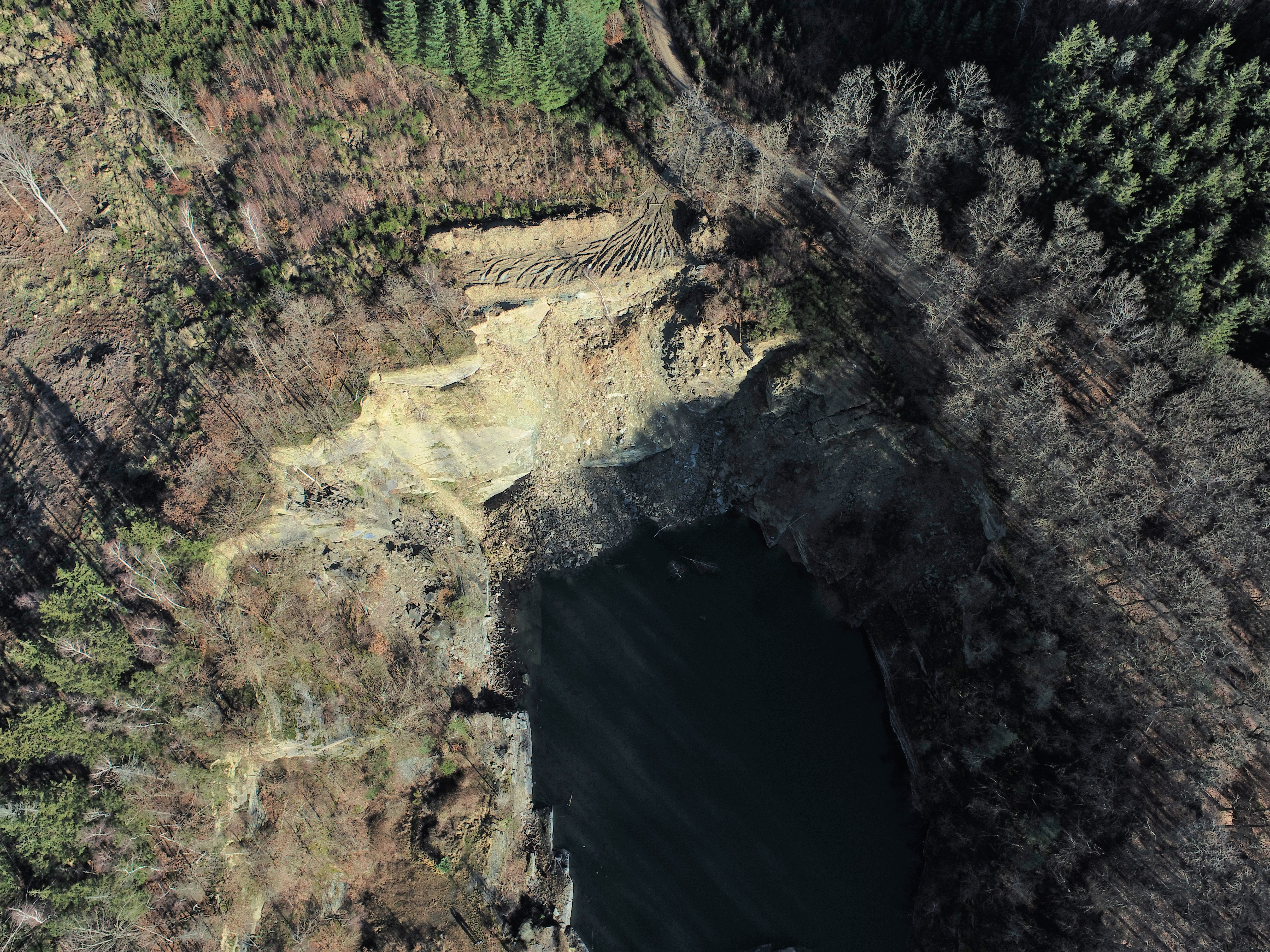
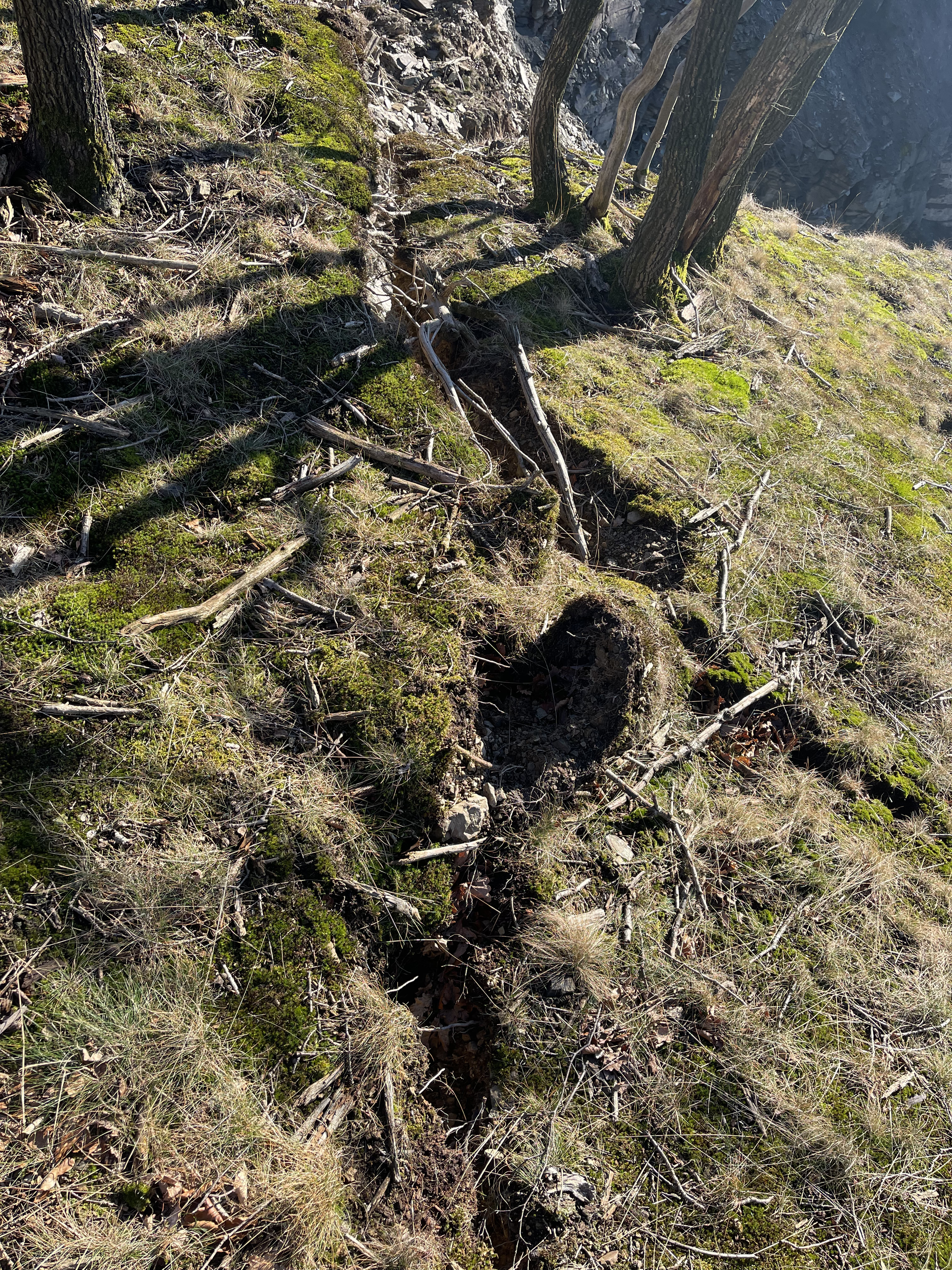
Innerhalb des Blockes sind noch kleinere Spalten zu finden
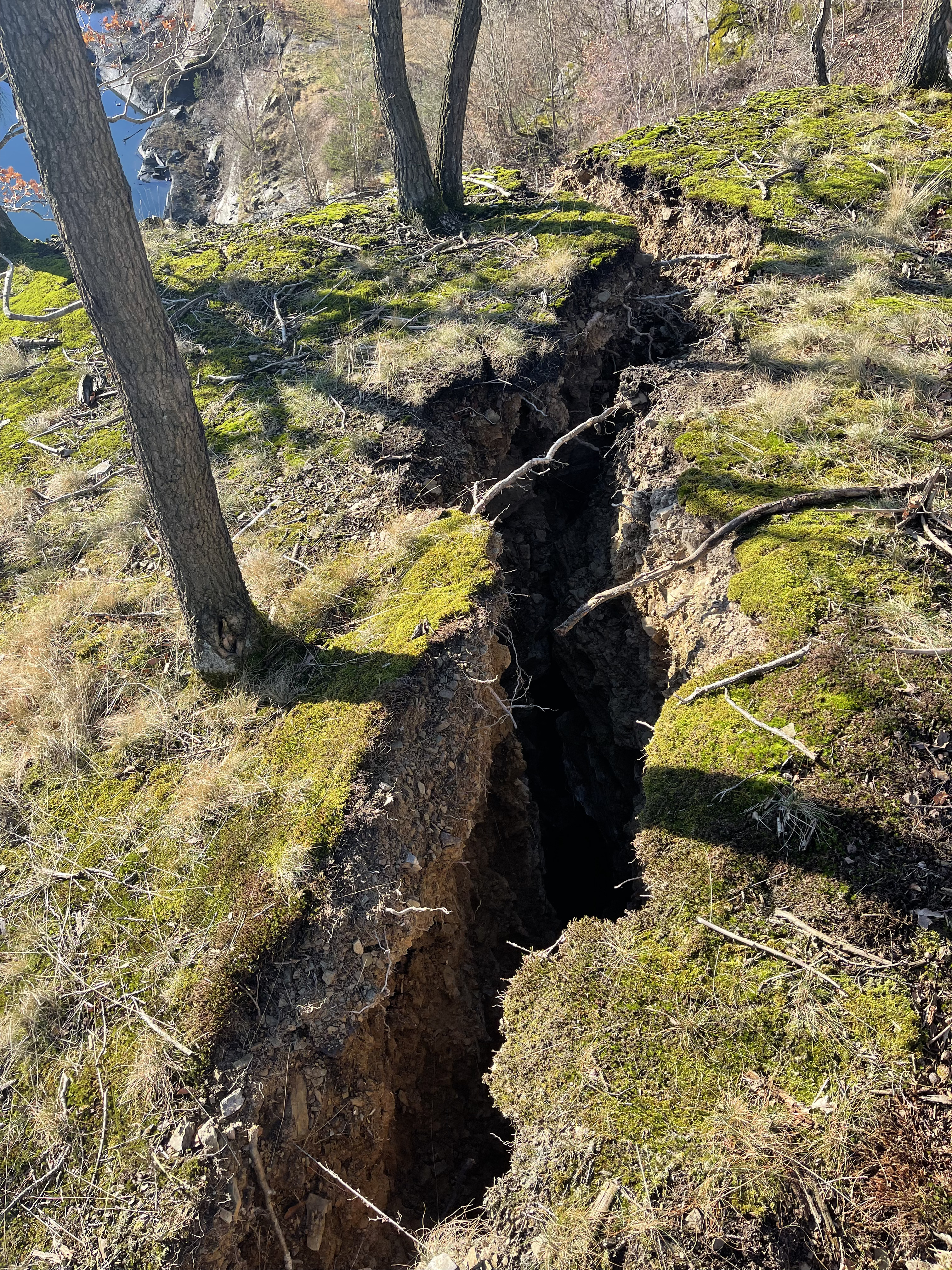
Südlichster und am weitesten fortgeschrittener Riss
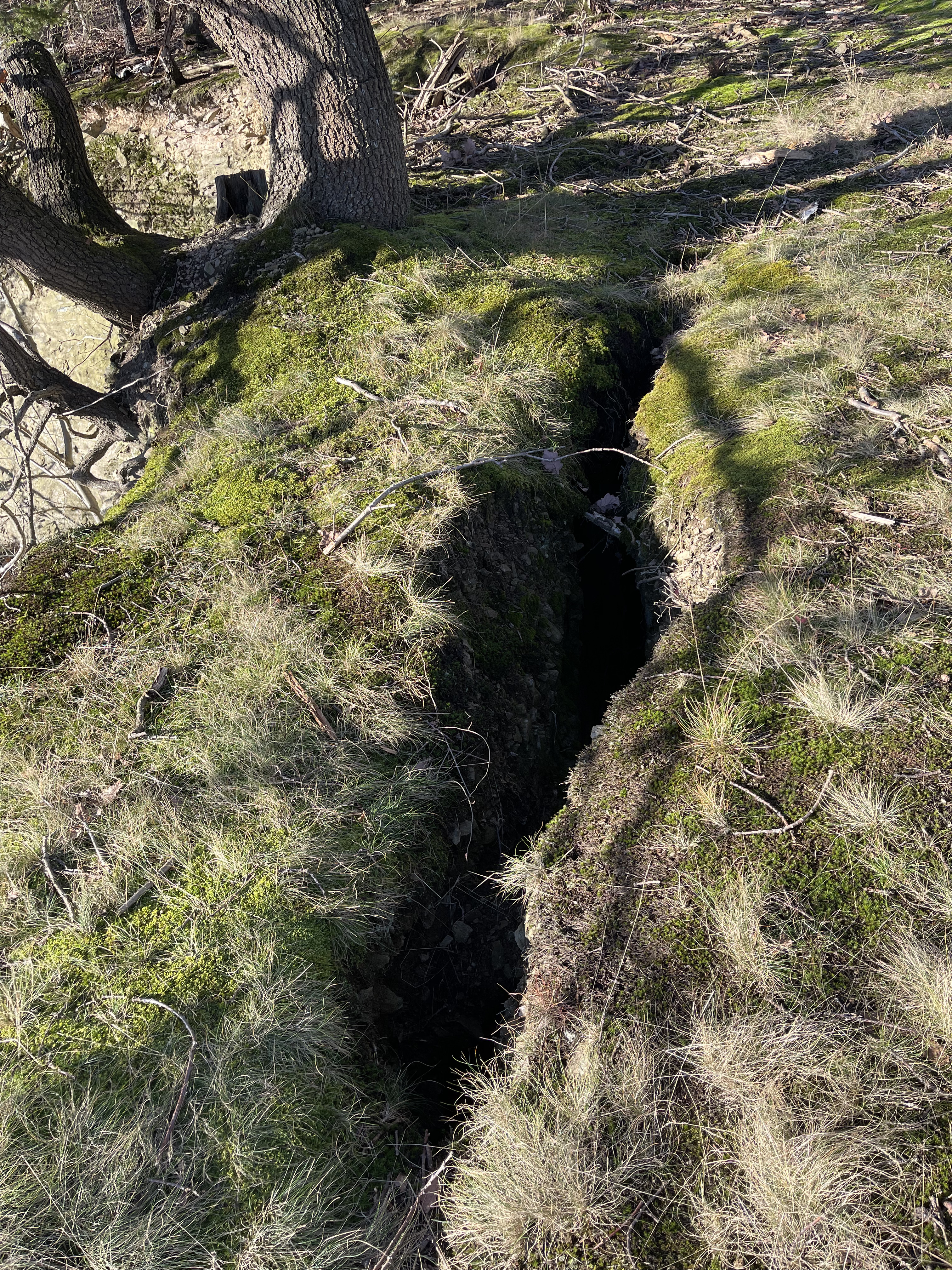
Die Wurzeln des Baumes halten den Keil mit fest
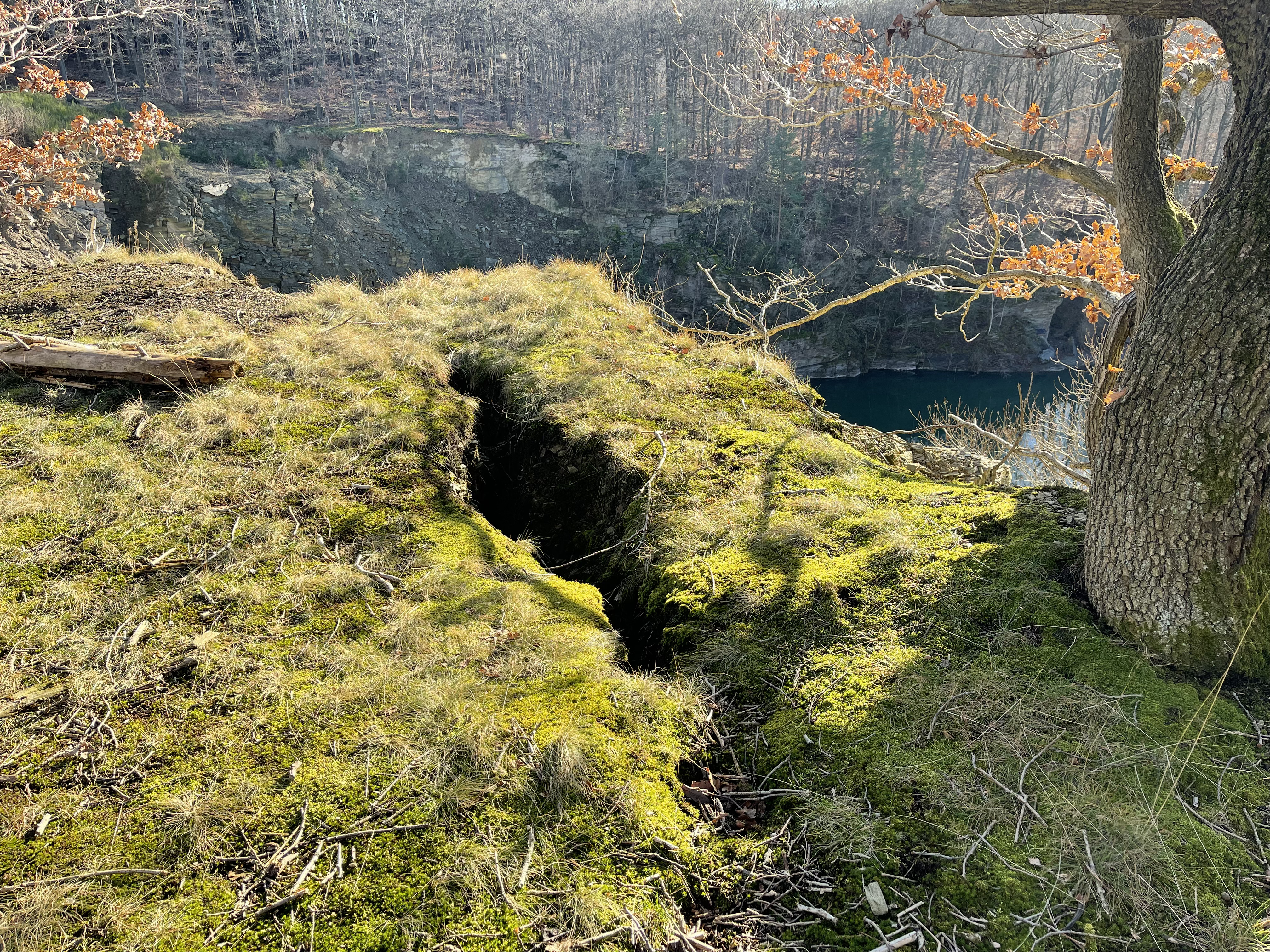
Im Hintergrund der Sandsteinkeil mit markanten Rissen

### Öffentliche Wahrnehmung
Das Gelände ist heute immer wieder Gegenstand von Berichten in lokalen Medien.
Im Jahr 2013 sorgte ein drohender Felsabbruch an der Südkante der Hauptförderwand für Aufsehen weit über die lokale Presse hinaus. Die Vorstellungen einer Flutwelle, die das ganze Dorf Schevenhütte mitreißen könnte, war wohl übertrieben, sorgte aber schließlich für die Sprengung der Kante.
Im Oktober 2016 wurden einige Szenen für den Spielfilm „Toter Winkel“ von Stephan Lacant vom WDR im Auftrag der ARD im Steinbruch gedreht. Die Erstausstrahlung war am 3. Mai 2017.
Am 1. Juli 2021 gegen Nachmittag kam es zu einem schweren Unfall auf dem Gelände bei dem sich ein 15-Jähriger Jugendlicher lebensgefährlich verletzte. Bei einer Kletteraktion auf der Werkshalle, die am nächsten am Steinbruchsee liegt, gab das alte Trapezwellplattendach nach und er brach etwa sechs Meter in die Tiefe. Der Verunfallte wurde per Rettungshubschrauber in ein Krankenhaus gebracht.

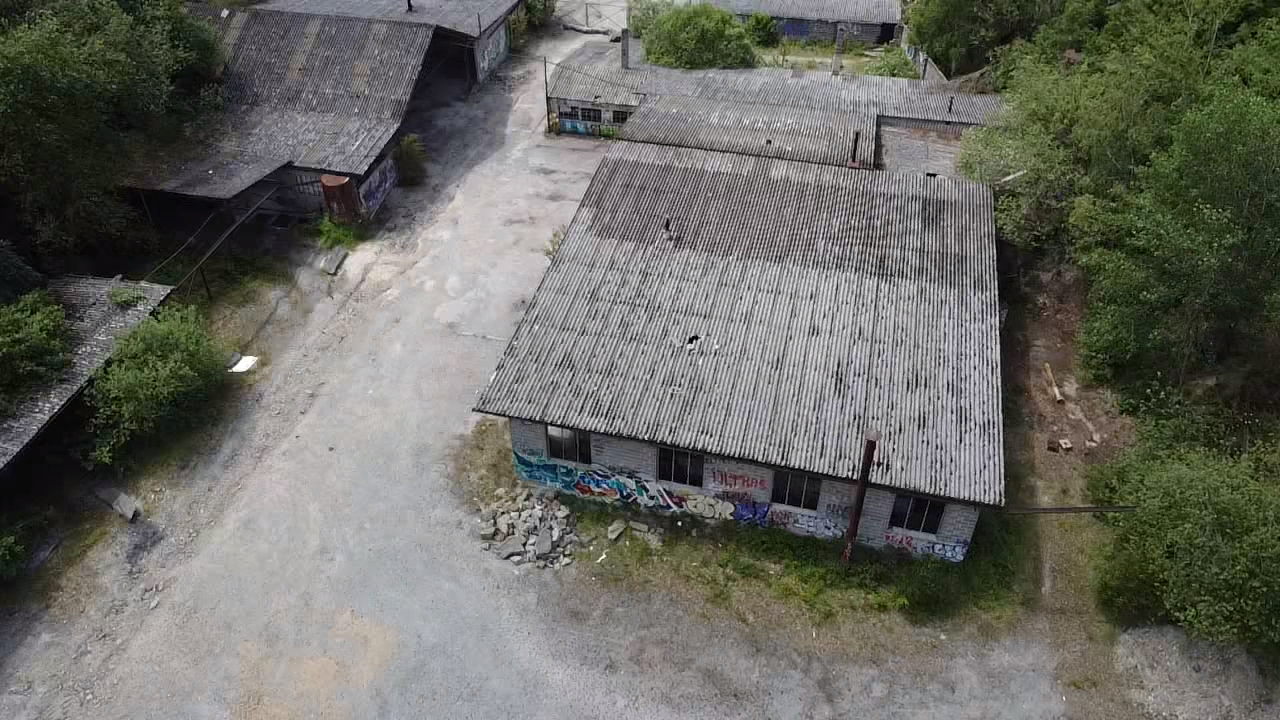
Drohnenaufnahme kurz nach dem Unfall
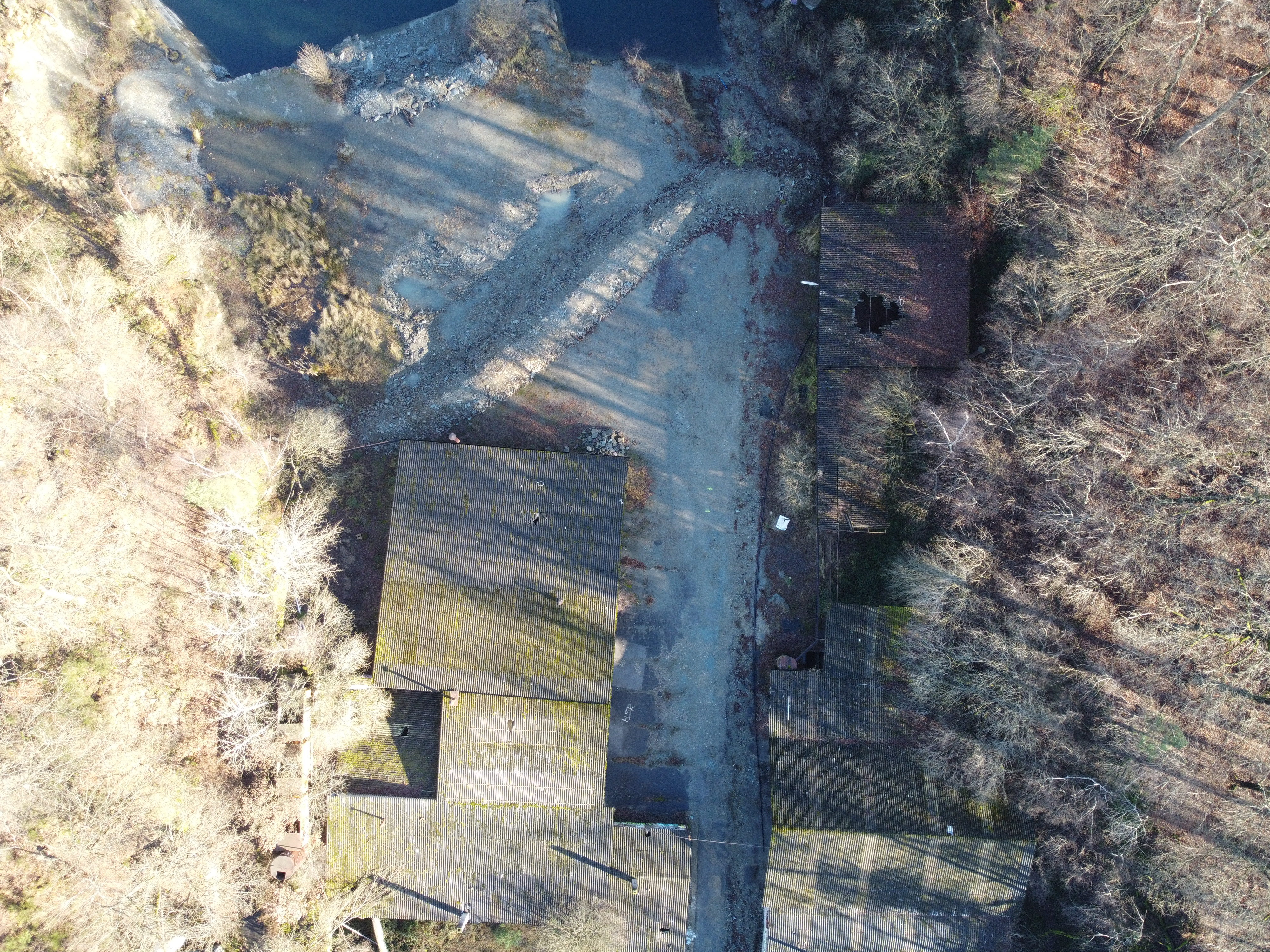
Drohnenaufnahme aus dem Dezember 2021 mit erkennebarem Einsturzloch (Mitte Links)